# 마르크스-레닌주의
마르크스-레닌주의(러시아어: марксизм-ленинизм)는 이오시프 스탈린에 의해 구체화된 레닌주의 경제·사회·정치·철학 이론을 종합적으로 가리키는 용어이며, 소비에트 연방에서 유래되고 20세기에 유행했던 사회주의의 한 갈래이다.
1920년대 당시 스탈린은 『러시아에 있어서 자본주의의 발전』(러시아어: Развитие капитализма в России)을 비롯한 블라디미르 레닌의 각종 저서의 내용을 통일, 정립하였으며, 카를 마르크스·프리드리히 엥겔스의 이론을 레닌주의와 연계하여 소련과 코민테른을 위한 이데올로기적 정설을 세웠고, 그 결론으로 얻은 종합적 견해를 『레닌주의의 기초와 레닌주의의 제문제』(러시아어: Об основах ленинизма / Вопросы ленинизма)라는 강연을 통해 드러냈다. 그후 1935년 10월부터 이오시프 스탈린은 다른 고참 볼셰비키들과 공동 저술을 통해 공산주의 이론 종합 작업을 간명화(簡明化)하였는데, 그 결과로 저작된 책자가 바로 1938년 10월 1일에 출판된 『볼셰비키당사』(러시아어: Краткий курс истории ВКП-б)이다. 이 책자는 ‘마르크스-레닌주의’라는 용어를 보편화시킨 동시에 마르크스-레닌주의에 기반한 세계관 및 역사 해석을 공산주의적 세계관 해석의 통일적인 해석론으로 규정한다.
이 용어는 오늘날 크게 세 가지 의미로 사용되는데 그 정의는 다음과 같다.
1. 이오시프 스탈린 집권기 시기에 행해진 세부적인 정책, 그리고 그의 레닌주의 해석법을 고수한다는 의미에서의 ‘마르크스-레닌주의’이다. 소련의 정치가이자 이오시프 스탈린의 측근이었던 라자리 카가노비치는 이 의미에서 ‘마르크스-레닌주의’는 스탈린주의(러시아어: Сталинизм)와 같다고 하였으며, 스스로를 ‘스탈린주의자’라고 하였다.
2. (1)의 의미에 기반하여, 이오시프 스탈린 사후에 이어진 수정주의 흐름[5]까지 포함하는 의미에서의 ‘마르크스-레닌주의’이다. 이 의미에 따르면, ‘마르크스-레닌주의’는 ‘스탈린주의’라는 용어와 구별될 수 있으며, 오늘날 제일 많이 쓰이고 있는 용례라고 할 수 있다.
3. 이오시프 스탈린이 시도한 레닌주의 왜곡이라는 의미에서의 ‘마르크스-레닌주의’이다. 이 정의에 따르면, ‘마르크스-레닌주의’와 ‘스탈린주의’는 같은 사상이며, 주로 이오시프 스탈린의 레닌주의 해석을 비판하는 트로츠키주의자들에 의해 선호된다.[6]

마르크스-레닌주의는 혁명적 마르크스주의(독일어: Revolutionärer Marxismus)의 연장선상에 속하며, 정통마르크스주의(독일어: Orthodoxer Marxismus)의 교조성을 극복한 사상으로도 알려져 있다. 이오시프 스탈린 사후 스탈린 격하 운동으로 인해 소련 내에서 수정주의 기조를 거치게 되었지만, 소비에트 연방 공산당 산하 〈마르크스-레닌주의 연구소〉 및 〈붉은교수양성소〉를 기반으로 하여 사회학, 심리학, 역사학, 정신 철학, 정치경제학 등 여러 분야로 연구가 되었고, 소비에트 연방 및 동유럽 공산권 사회의 정신문화로 자리매김하였다.
한편으로는, 알바니아 사회주의 인민공화국, 중화인민공화국, 조선민주주의인민공화국 내에서는 각각 호자주의, 마오쩌둥 사상, 주체사상의 형태로 반수정주의화(反修正主義化)되었다. 마르크스-레닌주의는 냉전 시대에 존재했던 수많은 공산국가가 국가 이념으로 채택했던 이념이며, 제3세계의 국가 정책 및 경제발전 이론에 영향을 주었다. 현재도 반제국주의와 폭력혁명을 동반한 대다수의 공산주의자들이 갖고 있는 사상 체계이다.

## 개요
카를 마르크스는 1845년 자신의 저서 『독일 이데올로기』(Die Deutsche Ideologie)에서 이전 청년헤겔주의자들의 형이상학적 허구성을 비판하고 생산관계에 의해 발전되는 미래 사회에 대해 논했다. 그리고 그것을 1848년 『공산당 선언』에서 '공산주의'라고 칭하였다. 이 이후부터 마르크스주의자들의 견지에서 일반적으로 공산주의는 '생산력과 생산관계의 모순'이 극복된 사회를 의미한다. 물론 이러한 상대는 프리드리히 헤겔이 주장한 절대정신(absoluter Geist)과 같은 이상적 상태이며, 그것은 현재적 의미에서 논해질 때 하나의 실현 가능성으로서 다뤄지는 경우가 많다. 여기서 카를 마르크스는 자본주의적 생산관계를 청산하는 시기인 프롤레타리아 독재라는 기간을 상정하였고, 이 기간을 '프롤레타리아가 부르주아에 대해 투쟁하는 최상의 열기가 존재하며, 동시에 그 싸움이 프롤레타리아의 승리로 확정되는 과도기'라고 하였다. 그러나 이러한 사회가 취하는 모습을 구체적으로 논하지 않았으며, 결국 자본주의에서 사회주의로 나아가는 혁명 과정에 대한 해석에서 수많은 후대 공산주의자들의 논쟁을 촉발하게 된다.
블라디미르 레닌은 이 논쟁에 참가하여 자본주의사회에서 프롤레타리아가 가져야 할 자세와 이들이 과도기적 단계에서 만들어나가야 할 사회를 제시했다. 이 과정에서 그는 카를 카우츠키, 에두아르트 베른슈타인, 로자 룩셈부르크와 치열한 경쟁을 하였고, 이 과정에서 정립된 이론과 테제는 훗날 레닌주의라고 불리게 되었다. 그리고 이 레닌주의의 기반 위에서 1917년 혁명 이후 보완해야 할 점을 추가하여 최종적으로 스탈린에 의해 계승된 것이 마르크스-레닌주의이다. 이오시프 스탈린은 동시에 블라디미르 레닌의 인식론 저서인 『유물론과 경험비판론』(러시아어: Материализм и эмпириокритицизм. Критические заметки об одной реакционной философии)을 정리하였다. 이 저서는 당시 오스트리아 사회주의자이자 물리학자인 에른스트 마하의 속류유물론적 마르크스주의를 비판하는 동시에, 동시대 경험주의적 유물론, 기계적 유물론을 비판하고 마르크스주의의 일반적인 유물론을 정립하려고 했던 레닌의 의도로부터 쓰여진 것이다.
이오시프 스탈린은 레닌의 변증법적 유물론을 계승하여 DIAMAT 교조를 수립하였고, 마르크스주의에 대한 일체의 유심주의, 기계주의, 기회주의 해석을 철저히 배격하였다.
현실 정치 측면에서도 수많은 족적을 남긴 것으로 유명하다. 특히, 우드로 윌슨이 주장한 민족자결주의의 허구성을 지적하며 탄생한 블라디미르 레닌의 민족자결론을 계승했다는 점에서, 세계 민족해방운동에 큰 영향을 끼친 사상이다. 또한 사회주의국가에서 노동자·농민·병사 위원회인 소비에트의 독재의 필요성을 서술했다. 이것은 현대 정치에서 직접민주주의와 간접민주주의, 그리고 혁명적 독재라는 세 가지 요소를 모두 갖는 사회주의정치라는 독특한 특징을 갖는다. 더 나아가서 기존의 마르크스주의와 달리 종교 문제에도 급진적으로 개입하여, 국가 무신론을 주장했으며, 프리드리히 엥겔스가 주장한 인민의 지도자 또는 수령의 독점적인 역할을 《레닌주의의 기초와 레닌주의의 제문제》에서 강조한 만큼 국민주권, 대의제, 법치주의에 기반한 자유민주주의에 필적하는 대표적 사상이었다.
혁명에 대한 입장은 소위 '정통마르크스주의자'(Orthodox Marxist)라고 불리던 집단과 달랐다. 기존의 정통마르크스주의자 ― 소위, 칼 카우츠키를 신봉하는 ― 들의 경우는 자본주의가 발전하면 그 공황으로 인해 자본가는 최후의 선택을 하며, 자본주의 사회에 존재하는 노동자들과 계급대립이 정점에 이르면서, '자발적 혁명'이 일어날 것이라고 주장했다. 반면에, 레닌주의자들은 이미 유럽의 자본주의 공황은 끝에 다다랐기 때문에, 그 영향력이 이미 러시아에 영향을 준다고 봤다. 자본의 팽창에 따른 공황, 그리고 그 공황으로 인한 부정적 영향은 국경 단위로 이루어지지 않으며, 세계 단위로 이루어진다. 그 근거를 19세기 중반 이후부터 태동했던 독일 그리고 프랑스의 자본주의 공황으로 인한 주위 유럽 국가들의 경제적 혼란 조성을 예로 들었으며, 혁명이 실패한 이유는 그저 노동자 세력이 와해되거나, 유산계급에 헌신하는 국가의 무차별적 탄압이 너무 강했기 때문이라고 주장했다. 동시에 카를 마르크스가 깊게 조명하지 못 했던 프롤레타리아 독재의 구체적인 제도화를 계획했다. 이러한 면에서 레닌주의는 실질적이고 현실적으로 공산주의 사회로 이행하려고 했다. 또한 마르크스-레닌주의는 이러한 레닌주의를 그대로 계승했다.
스탈린 시대에 마르크스주의와 최종적으로 통합하여 오늘날의 공산주의라고 흔히 불리는 마르크스-레닌주의가 되었으며, 이 공산주의 이론은 많은 사회주의국가의 기반이 되었다. 김일성, 마오쩌둥, 엔베르 호자, 요시프 브로즈 티토, 체 게바라, 피델 카스트로, 호치민 등이 이 이념에서 제시하는 국가 모델과 인식론에 큰 영향을 받았다.

## 용어의 유래
‘마르크스-레닌주의’라는 표현이 처음으로 등장한 문헌은 전연방 공산당 중앙위원회가 1938년에 출간한 《볼셰비키당사》이다. 이전에는 마르크스-레닌주의라는 표현이 존재하지 않았으며, 볼세비키의 사상은 러시아 내에서는 ‘레닌주의’, 러시아 외의 지역에서는 ‘볼셰비즘’이라고 불렸다.
1917년 10월 혁명 이후 러시아 영토 내에서 마르크스주의에 대한 해석권은 점차 볼세비키당에 넘어가고 있었지만, 러시아 외의 유럽 지역에서 마르크스주의 해석은 러시아 공산주의자들의 그것과는 상당히 달랐다. 넓게 볼 경우, 20세기 초까지 유행했던 생디칼리즘에 마르크스주의를 접목하려는 일종의 ‘노동자주의’ 시도, 프리드리히 엥겔스의 학설을 거부하는 마르크스주의 사조, 혁명의 불가피성 자체를 부정하는 마르크스주의 사조 등 다양했다. 이러한 학설 내에서 블라디미르 레닌이 가한 마르크스주의 해석을 받아들이지 않았던 것은 자명한 것이었다.
스탈린은 레닌주의를 〈제국주의 시대의 보편적인 마르크스주의〉라고 규정하였다. 당시 독일 사회민주당 내 수정주의 당파, 멘셰비키 잔류파, 오스트리아 마르크스주의 학파, 정통 마르크스주의 학파가 레닌의 이론 해석을 부정하였고, 마르크스주의에 대한 해석을 볼셰비키당으로부터 탈취하려 했는데, 스탈린의 해석은 이에 대한 대응이었다. 그 다음으로 스탈린은 레닌의 학설이 왜 마르크스주의의 계승이며, 필연적인 의미에서 마르크스주의 학설의 발전으로 취급받을 수밖에 없는지에 대해 설명하였는데, 이는 마르크스주의 해석에서 레닌의 정통성을 확고한 위치에 올려놓으려는 의도였다. 따라서, ‘마르크스-레닌주의’라는 용어에는 마르크스주의와 레닌주의가 서로 이질의 이데올로기가 아니며, 두 학설은 자본주의의 과도한 발전 속에서 필연적으로 등장하는 제국주의라는 요소를 고려할 경우 서로 이어질 수밖에 없다는 의미를 내포하고 있다. 스탈린은 이에 대해 “마르크스-레닌주의는 혁명의 과학이자, 파괴의 기술이다.”라고 하였다.
그러나, 마르크스-레닌주의는 레닌 사후 일어난 일련의 권력 투쟁 기간, 그리고 그 이후의 스탈린이 행한 정책을 정당화하기 위한 도구로서 성격도 존재한다. 냉전 시기에 마르크스-레닌주의가 흐루쇼프 이후의 수정주의까지 포괄한 용어였음에 비해, 소비에트 연방 붕괴 후 해당 용어가 오히려 흐루쇼프의 수정주의를 비판하는 반수정주의와 강하게 연결성을 갖고 있다. 오늘날의 마르크스-레닌주의 조직이 국제 공산주의 운동에서 스탈린 학설의 권위를 수호하려는 움직임은 결코 우연이라고 할 수 없는 것은 마르크스-레닌주의 학설이 본래 스탈린의 정식과 학설에 기초하고 있다는 본질적인 성격이 존재하기 때문이다.

## 마르크스-레닌주의 철학의 다섯 가지 기본 전제
마르크스-레닌주의는 근대주의, 합리주의, 역사주의, 유물주의, 목적의식적 무신론을 철학 전개의 기본 전제로서 받아들였으며, 이들의 인식 논쟁과 그 해석은 모두 전거에 나열된 철학에서 사용되는 개념을 잇고 있다.

### 근대성의 긍정
오늘날 마르크스주의가 근대성의 한 단면으로서 등장했다는 것을 부정하는 학자를 찾아보기는 힘들 것이다. 그만큼 근대주의는 마르크스주의의 핵심을 이루며, 마르크스는 근대성의 철학자라고도 불린다. 그러나 제2차 세계 대전 이후 비판 이론이 등장하고, 1960년대 말에는 후기구조주의가 등장하면서 근대주의에 대한 강도 높은 비판이 이어졌고, 마르크스주의 해석의 한 축을 담당하던 서유럽 마르크스주의에서 근대주의의 영향력이 미미해졌다.
하지만, 마르크스주의를 근대성과 완전히 분리해서 해석하는 경우나, 마르크스주의는 탈근대주의 담론에 적용하는 시도는 학술적으로 여러 가지 문제를 내포하고 있으며, 여러 권위적인 연구에 의해서 마르크스주의는 근대주의의 일종이라고 확고히 분류되고 있다.
소비에트 연방의 국정 철학인 마르크스-레닌주의는 근대성을 긍정하고, 이것은 이전 시기와 완전히 비교될 수 있는 진보된 인류 정신이라고 간주한다. 따라서 객관성, 인간의 합리적 사고, 인류의 편의를 위한 자연 개조 등을 중시하며, 자연스럽게 마르크스주의를 근대주의의 전형이라고 여기고 있다. 마르크스-레닌주의는 근대주의라고 할 수 있으며, 근대성을 긍정한다.
결과적으로 인간 이성이 인류를 영구적인 자유로 인도할 수 있다는 전통적인 근대 관념을 가지고 있는데, 소비에트 연방 철학자인 효도르 콘스탄티노프(Фёдор Константинов)는 근대 시기에서 근대성(модерность)으로 간주된 것이 부르주아 정신의 일종이었으며, 사회주의로의 진보가 이루어지고 물질 생활이 개변하게 되면 근대성이 지양을 병행하며 확고히 유지된다고 하였다.
동시에 근대성은 특정 시기에 발현된 진보적 관념을 대상으로 하는 개념인데, 동태적 의미에서 새로운 형태인 모순의 등장, 다시 말하여, 생산 관계와 생산력의 모순 정도라는 측면에서 이전 사회보다 훨씬 감소한 모순을 내포하고 있는 것을 포함하여, 진리로 나아가고 있는 상태에 대해서는 현대성(современность)이라는 표현을 사용했다. 소비에트 연방의 대다수 관변 철학자들은 현대성을 논할 때 바로 위와 같은 정의에 기초하여 논리를 전개했다.

### 일원론적 사변 철학
현상와 현상 이면의 본질을 나누는 합리주의를 전제하고 있으며, 이 모든 것을 물질의 존재 양식으로 설명한다는 점에서 일원론적 사변 철학으로 분류된다. 마르크스-레닌주의는 유심론과 관념론에 반대하지만, 인간 이성 일반과, 감각 일반을 확고히 나누고 있다. 마르크스-레닌주의에서 인간 이성 일반과 감각 일반을 나누는 방식은 심리철학 영역에서 두 개념을 근본적으로 나누는 기준과 같다. 이러한 점에서 마르크스-레닌주의는 정신철학이며, 거의 모든 공산국가가 국정 이념으로서 정신철학을 강조하는 근원적인 이유가 되었다.
마르크스-레닌주의의 합리주의는 17세기 이후 근대 시기에 논해진 합리주의 철학 내 일원론과 이원론의 대립에서 일원론적 사변 철학을 전개한 셸링과 헤겔의 교의를 전제로 했던 마르크스주의로부터 시작된다. 단, 19세기 말에 마르크스주의가 여러 방면으로 해석되면서, 마르크스주의를 오로지 사변 철학으로만 분류하기 어려워졌다. 1950년대 이후 서유럽에서는 마르크스주의가 구조주의, 비판 이론 등으로 해석되었는데, 이는 마르크스주의를 사변 철학의 궤도에 종속시키는 기조에 불리한 환경을 조성했다.
그럼에도 불구하고 마르크스-레닌주의는 헤겔의 사변 철학 논리를 그대로 답습하고 있기에 논리 전개에서 기하학적 방식을 선호하고 명증을 성립하는 방법론으로서 연역론을 원칙으로 하고, 실증을 실천의 한 단면으로서 이해한다.
마르크스-레닌주의는 1930년대에 데보린 학파의 교의에 대해서 멘셰비키적 관념론이라는 비판을 시작으로 형성된 스탈린의 사상 체계라는 점에서 그 자체가 사변 활동만을 강조하는 기조를 경계하고 비판적으로 바라보는 것은 사실이다. 그러나, 기본적으로 스탈린은 사변 철학의 여러 전제를 전혀 부정하지 않았다.
이와 더불어, 일원론을 고수하고 있기에 정신 철학에서 연구의 대상이 되는 사유와, 인간의 기계적 행동을 일체라고 규정한다. 그리고 이 둘을 매개하는 것이 변증법이라고 하는데, 이는 변증법을 사유의 주요 방법론으로 하는 일원론적 사변 철학의 전형이라 할 수 있다. 가령, 마르크스-레닌주의에서 정의하는 노동은 인간 해방을 통해 얻어진 완전한 사유 활동이며, 기계적 행동이 아니다. 이와 더불어 노예 사회의 노예노동, 봉건 사회의 예속적 소생산과 자본주의 사회의 노동력 산출에 대해서는 인간이 가진 근본적인 이성인 노동과, 완전한 노동으로까지 달성하지 못 한 상태를 고착하는 인간 내면의 수동성(기계적 행동)이 공존하여 일체의 모순으로서 나타나는 것이라고 간주한다.
이는 냉전 시기 공산당이 무신론에 기초했음에도 불구하고 확고한 진리관과 선악 관념을 가지고 있던 것, 그리고 프롤레타리아 도덕이라는 독자적인 도덕윤리의 구축을 가능하게 하였다. 과학철학자 버트런드 러셀은 볼세비키 철학의 이러한 면에 대해 “신 없는 신학이자 초자연적 존재가 없는 종교”라고 평가하였다.
1991년 소비에트 연방의 붕괴는 마르크스주의를 사변 철학의 틀에서 해석하던 거대한 흐름이 붕괴된 것과 마찬가지였다. 국제 노동 운동 이론을 지도하는 사령탑이 없어진 오늘날에는 마르크스주의에서 사변 철학의 권위가 더더욱 약해졌지만, 마르크스주의에 대한 스탈린의 해석인 마르크스-레닌주의는 마르크스주의를 사변 철학의 틀에서 해석할 것을 고수하고 있다.

### 역사주의 사관
역사적 사건 및 한 시대의 형성을 독립적인 개인의 합으로 보거나, 우연의 연속으로 보지 않으며, 추상적 법칙의 연속 또는 순환으로 보는 입장을 역사주의라고 한다.
마르크스주의는 본래 헤겔의 역사주의 담론을 받아들인 학설인데, 마르크스주의의 역사관을 유물사관이라고 한다. 마르크스주의의 사상적 전통에 따라 마르크스-레닌주의 또한 역사주의 사관을 역사를 바라보는 기본 입장으로 갖고 있다. 역사주의에서도 인간 경제 활동과 그에 따른 생산 관계와 생산력 사이의 모순을 주요 변수로 보는 유물사관을 갖고 있다.

### 유물론에 대한 반영주의 해석
게오르기 플레하노프(Гео́ргий Плеха́нов)는 마르크스주의에 대한 기계론적 해석을 차단한 철학자로, 마르크스주의와 헤겔 철학 사이의 연관성을 규명하여, 계급의식의 일반성을 규정하였다. 그의 저서 『일원론적 역사관의 발전』(К вопросу о развитии монистического взгляда на историю, 1895년)은 레닌의 철학적 관점에 지대한 영향을 주었다.
플레하노프의 반영론은, 기계적 운동과 인간의 의식적 사유를 나누는 양분론에 기초하여 세계를 바라본다. 여기서 의식은 물질로부터 도출하며, 물질은 자체적인 모순 정도에 따라 그 형상(形像)이 달라진다. 플레하노프는 물질의 현상적 특성을 규정하는 핵심 변수로, 그것 자체가 겪고 있는 내부 모순 정도라고 보고 있으며, 이 내부 모순 정도는 물질이 의식을 규정할 때, 그 도출되는 의식의 성격을 규정한다. 따라서 모순이 존재하는 물질 내부의 운동, 그리고 그 운동성에 따라 도출된 모순성이 존재하는 의식성이라는 두 가지 테마가 등장한다.
여기서 플레하노프는 인간의 의식성은 바로 모순으로부터 도출된다는 것을 정식화하고, 계급의식의 일반성을 바로 이 의식성을 통해 정의한다. 이에 따라 계급투쟁은 물질 세계와 의식 세계 전반의 모순을 최소화한다라는 목적의식성에 기초한 투쟁이라고 할 수 있다. 동시에 플레하노프는 이 모순 최소화 과정의 구체적 사유 형태를 변증이라고 정의하고, 이 변증에 기초한 유물론이라고 하여, 스스로의 유물론을 ‘변증법적 유물론’이라고 칭하였다.
레닌은 플레하노프의 이 반영론 관점을 마르크스주의 유물론이 가져야 할 유물론 사상이라고 인정하였고, 훗날 기계론자들을 비판하는 자신의 저서 『유물론과 경험비판론』에서 플레하노프의 유물론을 크게 인용하였다.
스탈린은 레닌주의를 재정립하면서 반영주의를 마르크스-레닌주의의 핵심 원리로 소개하였다.

### 목적의식적인 무신론
마르크스-레닌주의 철학은 유물론에 기초하고 있으며, 유(有)의 존재 양식으로서 물질을 설정하고 있다. 물질은 끊임이 없는 자기 모순으로 대표되는 세계의 본질 운동을 드러내는 가장 기초적인 존재이고, 이러한 존재는 의식을 규정한다.
이러한 학설은 세계의 본질을 신이라고 규정하는 유신론과 반대되는 학설이며, 곧바로 무신론으로 이어진다.
마르크스-레닌주의에서 신은 인간의 필요에 의해 만들어진 것이며, 일정한 생산 관계에 따른 인간 사유의 다양한 형태에 불과하다. 이어서, 마르크스-레닌주의에서 추구하는 무신론은 단순 이론적 경향이나 학술 차원에서 그치는 것이 아니라 종교 탄압, 종교 제거 운동, 문화 혁명 등 실질적인 조직 행동이 수반되는 전투적 무신론이다.
마르크스-레닌주의 무신론은 부르주아 사회에서 통속적으로 이해되는 무신론과 구별되어야 한다. 마르크스-레닌주의의 무신론은 또 다른 의미에서 본질자(끊임이 없는 모순으로 대표되는 유의 존재 양식, 그리고 이것의 총체적인 현실이라 할 수 있는 물질)를 상정하며, 물질이 내포하는 모순의 이해를 바탕으로 한 목적의식적 무신론이다. 이는 진리에 대한 회의주의, 소부르주아적 소박실재론, 허무주의를 기반으로 하는 부르주아 무신론과는 확연히 구분된다.

## 경제 이론

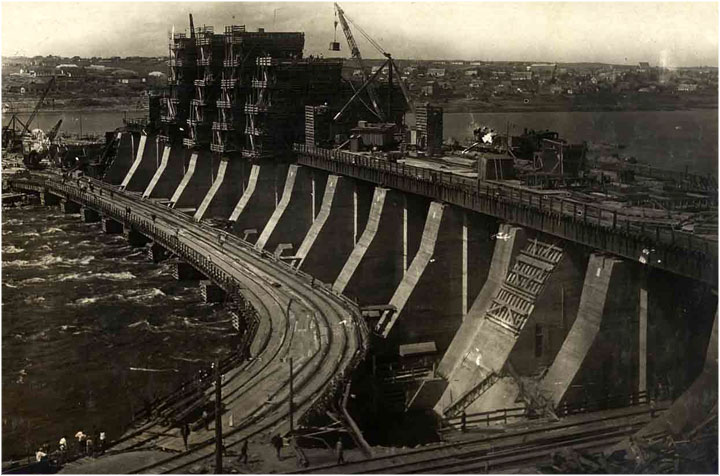
1931년 당시 드네프르 수력 발전소 건설 사진이다. 드네프르 수력 발전소는 소련의 계획 경제의 굳건성을 상징했다.

마르크스-레닌주의 경제 이론에 관해서는 전연방 공산당 중앙위원회에서 이오시프 스탈린의 지시로 1951년에 출판한 『소련 사회주의의 경제 문제들』(Экономические проблемы социализма в СССР)에서 구체적으로 확인할 수 있다. 이 저서는 이오시프 스탈린과 다른 정치국 위원, 그리고 알렉산드르 일리치 노트킨(Александр Ильич Ноткин)을 비롯한 소련 과학원 경제 연구소 박사들과 '소련 국가계획위원회'(러시아어: Государственный комитет по планированию, 영어: GOSPLAN)의 경제 관료 사이의 토론 내용을 중점으로 사회주의 경제 문제들을 분석하고 있다. 스탈린의 경제 구상은 1920년대 초반부터 시작되었다. 레닌 사후 레프 트로츠키(Лев Тро́цкий, 1879 - 1940)와의 권력 투쟁에서 이오시프 스탈린은 주로 좌익반대파의 '전시공산주의로의 회귀'에 대한 비판을 이어나갔지만, 트로츠키 실각 이후에는 당내에서 니콜라이 부하린(Никола́й Буха́рин)을 필두로 한 우익반대파의 농업 자유화 이론을 비판하였다. 집권 후 1928년에 '제1차 5개년 경제계획'을 실시하면서 경제 정책의 토대를 쌓았다. 그리고 이 과정을 포함하여 제2차 세계대전 전후에 이어진 일련의 경제 계획에서 드러난 문제점을 종합하여 펴낸 저작물이 『소련 사회주의의 경제 문제들』이다. 그는 이 저서에 사회주의적 계획 경제의 특성, 그리고 생산력에 따른 경제사적 발전의 관계성 그리고 국유화와 집단농업화의 이로운 점과 주의해야 할 점을 서술해놓았다.

### 계획 경제
『소련 사회주의의 경제 문제들』 제1장 「사회주의하 경제 제도들의 특성」에서 사회주의 계획 경제의 일반적 특성을 규정했는데, 여기서 언급되는 특징은 〈중앙당 계획하에 진행되는 중앙집중적 사회주의 경제〉, 〈관료 조직에 대한 혁명적인 통제와 인민에 의한 지도 체계에서 진행되는 사회주의 경제〉, 〈소비와 공급량 조절 문제와 지역소비에트의 역량 강화〉라는 세 가지로 요약된다.
〈중앙당 계획하에 진행되는 중앙집중적 사회주의 경제〉에서 논의되는 내용은, 마르크스-레닌주의 이데올로기에 충실한 경제 발전을 달성해야 한다는 것과 밀접한 연관성을 갖고 있다. 만약 생산력 발전에서 비약적인 진보를 이룰 수 있는 방법론이라고 해도 사회주의경제 발달을 불러오기 힘들며, 단기적인 성장만을 가져올 뿐인 정책이라면 그것은 중앙당의 경제 계획과 정면으로 반대되는 것이다. 따라서 경제 계획에서 첫 번째로 고려되어야 할 것은 "그것이 정말 마르크스-레닌주의 원칙에 맞는 것인가?"부터 따져야 한다.
두 번째 문제는 〈관료 조직에 대한 혁명적인 통제와 인민에 의한 지도 체계에서 진행되는 사회주의 경제〉이다. 이것은 사회주의 계획 경제 틀을 규정하는 문제에서 가장 중요한 문제로 언급된다. 이오시프 스탈린은 중앙당의 계획이라는 본질적인 부분과 인민의 요구라는 현실적인 부분을 상호비판적으로 접목시켜야 한다고 보았다. 계획 경제하에서 나타날 수 있는 관료주의 문제와 생산의 편향성 등을 바로 두 번째 문제에 대한 집중적인 관심을 통하여 해결할 수 있다고 논증한 것이다. 관료제 자체의 경우는, 자본주의 사회에서 갖는 무계획성과 비교될 수 있는 것들을 나열하여 비교·분석하였다.
사회주의 경제가 자본주의 경제보다 높은 생산력과 빠른 발전력을 유지할 수 있는 이유로, '국가 주도의 집중 투자'를 들고 있다. 자본주의 국가는 민간투자와 법인투자의 독자적 투자를 허용해놓고, 자본의 분산을 전제하고 있다. 그러나, 자본주의 국가는 필연적으로 소수의 자본가를 중심으로 투자 자본이 모이는 구조를 갖고 있기에 개개민간투자자는 안정적인 투자력을 유지하기 힘들다. 따라서 소수의 독점자본의 성장만을 추동시킨다. 반면, 사회주의 경제는 관료 조직에 대한 효율적이고도 혁명적인 통제와 인민들의 통제로 이루어진 집중 투자 경제이다. 이는 집중 투자를 통해 공고한 '규모의 경제'를 재빠르게 실현할 수 있다는 점과 효율적인 분배를 이룰 수 있다는 점에서 장점이 있다.
그 외에도 제도적으로 공금금융과 지령 하달 경제의 장점을 논하고 있다. 세 번째 논점인 〈소비와 공급량 조절 문제와 지역소비에트의 역량 강화〉에서는 광범위한 사회간접자본 건설을 통한 유통 속도와 균형성의 증가와 지역소비에트의 소비 및 공급 요구량에 따른 중앙의 상품 공급 방침에 대한 내용이 담겨져 있다. 이 내용에 근거하여 사회주의 계획 경제의 특성을 세 가지로 나눌 수 있다.
1. 국가 주도의 집중 투자를 통한 빠른 규모의 경제와 생산력 집중 실현.
2. 관료 조직에 대한 혁명적인 통제와 지역소비에트를 통한 생산 하달 및 생산 요구 피드백을 적극적으로 활용.
3. 생산력 발전에 상응하여 이루어지는 생산 물품의 효율적 분배와 가격 책정.

제2차 세계대전 이후 독립한 신생독립국은 이 세 가지 요소를 부분적으로 받아들이기도 하였다. 특히, 1950년대 이후의 이집트를 포함해서, 1960년대 이후의 아랍 국가들은 이오시프 스탈린의 경제론을 상당 부분 받아들였는데, 그 결과 높은 경제 성장을 달성할 수 있었다. 미국 국가안전보장회의는 이것을 두고 "후진국을 신속하게 근대화와 산업화의 위기를 거치게 할 수 있는 검증된 능력."이라고 평가했으며, 인도의 초대 총리인 자와할랄 네루(영어: Jawaharlal Nehru, 1889 - 1964)는 마르크스-레닌주의의 계획 경제에 대해 "자본이 빈약한 제3세계가 빠르게 경제 성장을 할 수 있게 하는 일반적인 방법."이라고 평가했다.

### 생산력 이론

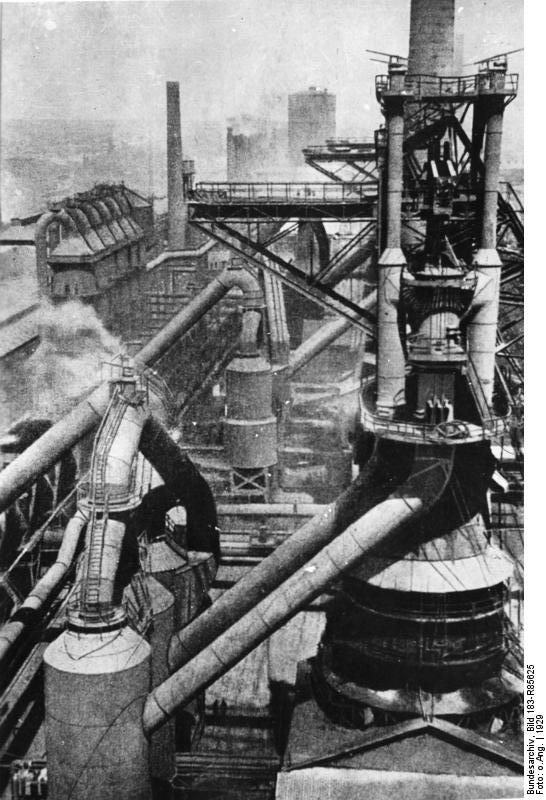
1929년 당시 마그니토고르스크 철강 콤비나트의 제철소.

생산력 이론적 견해는 본래 카를 마르크스의 저서인 『독일 이데올로기』에서 나타난다.
모든 해방은 실제적인 수단을 사용함으로써만 달성할 수 있다. 증기 기관, 노새, 다축 방적기가 없이 노예 제도를 폐지할 수 없으며, 발전된 농업 구조가 없이 농노제를 폐지할 수 없다. 인간은 충분한 음식, 음료, 주택 및 의복이 없으면 해방될 수 없다. '해방'은 정신적 행위로 나올 수 없으며, 역사적 행위로 이룰 수 있다. 여기서 말하는 역사는 산업, 상업, 농업, 교통의 발전에 따른 역사적 조건을 의미한다.
 — 카를 마르크스, 『독일 이데올로기』에서
이러한 마르크스의 견해는 마르크스 사후 수많은 마르크스주의자들에 의해 다양하게 해석됐다. 특히, 러시아 혁명기 당시 멘셰비키는 이를 국내 생산력 발전에 한정하여 교조적인 경제주의를 주장하였다. 이에 따르면, 사회주의 혁명은 오직 충분히 발전된 자본주의 사회에서만 촉발될 수 있다. 이는 독일의 마르크스주의 학자인 카를 카우츠키(Karl Kautsky, 1854 - 1938)의 견해와 일치한 것이었다. 반면, 블라디미르 레닌은 전지구적 혁명론, 혁명적 분위기 조성(Революционная ситуация) 등을 통하여 교조주의를 비판하였다.
레닌의 저서 『국가와 혁명』(Государство и революция)에 따르면, 사회주의 형성의 객관적 조건으로서 자본주의가 필수인 것은 사실이나, 자본주의 발전도에 따른 혁명의 격발성은 국경 및 특정 국토 단위에 한정된 상태로 존재하지 않는다. 블라디미르 레닌은 사회주의로 나아가는 길이 오직 '자본주의 성숙도에 따른 기계론적인 혁명'일 필요가 없다고 하였다. 그는 사회주의로 나아가는 길에서 자본주의가 필수인 이유는, 자본주의 자체가 산업프롤레타리아트 계급을 창조하는 운명을 갖고 있으며, 새로운 생산 관계로 나아가기 위한 새로운 모순성을 지니고 있기 때문이라고 하였다. 그는 이 두 조건이 핵심이며, 이후 산업프롤레타리아트가 자본주의의 모순성을 인식하고 사회주의로 나아가기까지는 그들 스스로의 역량에 달렸으며, 당연히 자본주의 발전도에 따라 혁명의 열기는 더욱 강해질 수 있다고 하였다. 그는 이러한 것을 '혁명적 분위기 조성'이라고 칭하였다.
결과적으로, 멘셰비키와 블라디미르 레닌이 이끄는 볼셰비키 계파 모두 단계론에 기반한 혁명론을 주장했으며, 전자는 기계주의, 후자는 실천주의라는 측면에서 다르다고 할 수 있다.
『소련 사회주의의 경제 문제들』 제3장 「사회주의하 가치 이론」에서 드러나는 입장은 블라디미르 레닌의 실천주의에 기반한다. 사회주의경제는 노동력 산출을 통한 잉여생산 ― '자본가에게 이윤을 전유하는 잉여노동'은 '잉여가치'(독일어: Mehrwert, 剩餘價値)라고 표현할 수 있다. ― 이 자본가에게 모두 전유되는 자본주의적 착취 고리를 끊어낸 다음 얻어낸 잉여생산을 근로대중에게 공정하게 분배하며, 사회주의 발전을 촉진시키는 기초 위에 있다고 하였다. 그리고 이것은 카를 마르크스가 『자본론』(Das Kapital)에서 밝힌 '이윤율 저하 경향'과 그 결과로 나타나는 '주기적 공황'을 막는 데에 아주 효과적으로 작용했으며, 1929년부터 시작된 경제 대공황의 여파에서 경제를 수호할 수 있었던 원인이었다고 분석했다.
『소련 사회주의의 경제 문제들』 제6장 「자본주의 국가들 사이에서 일어나는 전쟁의 불가피성」에서 만약 자본주의국가가 위와 같은 치명적인 단점에서 벗어나기 위해서는 서로 전쟁을 감행할 수밖에 없다고 밝혔으며, 사회주의 경제 건설 과정에서 나타난 생산력의 지속성을 이유로 들어 생산력 이론의 견지에서 사회주의가 승리했음을 선포하고 사회주의가 더 나은 미래를 건설할 수 있다는 것을 실증하였다.

#### 감제고지 원칙
‘감제고지’(러시아어: Командные высоты, 영어: Commanding heights, 瞰制高地)라는 개념은 1922년 러시아 공산당 전당대회에서 블라디미르 레닌이 경제 통제 방식을 비유하며 사용한 용어이다. 생산력 이론에 기반한 공산당의 경제 지도의 기본 원칙은 바로 이 감제고지의 원칙에 있다. 이는 생산력 발전 지도로 간단히 표현할 수 있다.
블라디미르 레닌은 러시아 내전 종전 후 소련의 산업 수준이 자본주의 국가의 산업 수준에 비해 상당히 낮은 수준이라는 것을 체감하였다. 따라서, 생산력 이론 전제 위에 소련 사회주의 건설을 위한 '본원적 축적'(독일어: Ursprüngliche Akkumulation)을 혁명적 당을 통해 이룩해야 한다는 경제 전술을 내걸었는데, 이것이 바로 '감제고지'이다. 이는 마르크스-레닌주의 정부가 공산주의로의 이행을 경제 정책으로서 실천하는 주요한 방법론이다.
소련에서는 그 첫 번째 시행으로 신경제정책을 들 수 있다. 이는 농업 부문에서 본원적 축적을 달성하려는 레닌의 첫 시도였다.
레닌 사후에는 레프 트로츠키와 함께 좌익반대파에 가담했던 예브게니 프레오브라첸스키(러시아어: Евге́ний Преображе́нский, 1886 - 1937)가 1926년에 펴낸 자신의 저서 『새로운 경제학』(Новая экономика)을 통해 가장 가열차게 주장했다. 그러나, 그는 당시 농업 기반이 연약하던 소련 경제의 현실성을 무시한 상태에서 급진적인 중공업화를 시도해야 한다고 주장했기에 이오시프 스탈린 계파에게는 물론이고, 대다수 볼셰비키에게 받아들여지지 않았다. 또한 농민을 착취하여 본원적 축적을 빠르게 달성하자는 그의 주장은 당시 이오시프 스탈린의 권력 계파에 의해 혹독한 비판을 당했다.
농업 집산화가 완료된 시점인 1930년대 중반부터는 이오시프 스탈린은 이 감제고지 이론에 따라 소련 사회주의 건설을 완성하였으며, 1936년 헌법 개정 때 사회주의 본원적 축적 과정을 완료했음을 공포하였다.
오늘 날의 대표적인 사례로 예를 들 때, 덩샤오핑 이론에서 중화인민공화국을 인민민주주의 정체로 규정하고, 본원적 축적을 당의 지도에 따라 감행해야 한다는 생산력 발전 이론을 제시한 것으로 들 수 있다. 즉, 개혁개방의 영향으로 부분적인 시장 경제 도입을 추진했으나, 감제고지의 원칙은 그대로 지켜지기에 현재 중화인민공화국 주요 기업은 모두 공산당 산하 국가개발기구의 지령을 받는 형태로 운영되고 있다. 이러한 것을 볼 때, 감제고지 적용은 각 마르크스-레닌주의 국가마다 천차만별로 다르다고 할 수 있다. 가령, 구 소련의 경우는 현재 중화인민공화국의 감제고지 정책에 비해 훨씬 더 강력한 계획 경제 및 통제주의 정책을 실행하였다.
미국의 경제사학자 다니엘 예르긴(Daniel Yergin)은 자신이 1998년에 펴낸 저서인 『The Commanding heights』에서, 누적되는 자본주의 경제의 위험성을 혼합 경제적 방식으로 해결하지 못 할 경우 감제고지의 원칙의 도입을 주장하는 정치 세력이 득세하여 자본주의 경제가 종식될 수도 있음을 논했다.

#### 일국사회주의
일국사회주의는 선진유럽의 혁명이 없이 소련 국내의 생산력 증강 문제를 해결할 수 있다는 생산력 이론이다. 그러나, 이는 "순수 소련 자력만으로도 세계 공산화를 이룰 수 있다."라는 주장과 다르기에 이와 혼동하지 말아야 한다. 이러한 주장은 블라디미르 레닌의 문건을 통해서도 알 수 있다.
1915년, 〈사회민주주의자〉 44호에 실린 '유럽의 슬로건'에서 블라디미르 레닌은 다음과 같이 자신의 의견을 밝혔다.
정치·경제적 불균등한 발전은 자본주의의 절대 법칙이다. 이것은 사회주의가 몇몇 나라에서 심지어 한 나라에서 먼저 승리할 수 있다는 결론으로 이어진다. 승리한 나라의 프롤레타리아트는 자본가를 수탈하고 사회주의 생산을 조직한 후에 나머지 자본주의 세계에 대항할 것이다. 다른 나라의 피억압계급과 함께 그 나라 자본가들에 반대하여 들고일어날 것이고, 필요하다면 착취계급과 국가에 반대하여 무력을 사용할 것이다.

또한 1918년 5월 14일, 레닌은 모스크바 인민위원회 공동회의에서 다음과 같이 의견을 밝혔다.
모든 국가에서 사회주의혁명이 일어나기 전까지는 권력을 장악해서는 안 된다고 주장하는 '현명한 사회주의자'들이 있다는 것을 알고 있다. 그들은 그렇게 말하면서, 혁명에서 멀어지고 스스로가 부르주아의 편에 가담하고 있다는 것을 의심하지 않는다. 만약, 국내 혁명이 국제적 규모의 노동자 혁명을 기다려야 한다면, 모든 국가가 국제적 규모의 혁명을 기다려야 하며, 결국 그 어느 국가도 혁명을 이룰 수 없다. 이에 따르면 국제 혁명도 일어나지 않을 것이다.

1923년 1월 6일 레닌은 『협동조합에 관하여』(О кооперации)를 통하여 한 나라에서의 사회주의 건설이 가능하다고 주장하였다.
정치 권력은 노동 계급의 손에 달려 있기 때문에, 이 정치 권력은 모든 생산 수단을 소유하고 있기 때문에, 우리에게 남아있는 유일한 과제는 협동조합 사회에서 인구를 조직하는 것이다. 과거 계급 투쟁에 관한 행동이나 정치 권력을 위한 투쟁 등을 필요로 한다고 믿었던 사람들의 조롱과 경멸이 ‘우아한’(legitimately) 것으로 여겨지던 사회주의는 대부분의 인구가 협동조합을 조직함으로써 달성할 것이다.— 블라디미르 레닌, 『협동조합에 관하여』(1923년 1월)

이어서 레닌은 같은 저서에서 다음과 같이 주장하였다.
실로 모든 대량 생산수단을 지배하는 국가 권력, 프롤레타리아트의 수중에 있는 국가 권력, 권력을 장악하고 있는 프롤레타리아트와 수백만 소농 및 영세농과의 동맹, 프롤레타리아트의 농민에 대한 확실한 지도력 등 ― 이러한 것들이 협동조합으로부터, 오직 협동조합으로부터 완전한 사회주의를 건설하는 데 필요한 전부가 아니겠는가? 우리는 과거에 협동조합을 장사치라 경멸했으며, 어떤 면에서는 신경제 정책하의 지금도 그렇게 경멸하는 것은 정당하다. 그러나 이러한 것들이 완전한 사회주의 사회를 건설하는 데 필요한 전부가 아니겠는가? 아직 이러한 것들은 완전한 사회주의는 아니다. 그러나 완전한 사회주의를 건설하기 위한 필요 충분한 모든 것이다.— 블라디미르 레닌, 『협동조합에 관하여』(1923년 1월)

1938년 2월 14일에 이오시프 스탈린이 작성한 〈이바노프 동지에게 보내는 답장〉(Ответ товарищу Иванову)에는 스탈린이 소련 사회주의 건설이라는 '불완전한 승리'와 세계 공산화(사회주의화)라는 '완전한 승리'를 구별하고 있으며, 일국사회주의는 전자에서 '불완전한 승리'를 쟁취하기 위한 방편이라고 서술하고 있음을 알 수 있다. 이에 기반하여 이오시프 스탈린의 강연록인 『레닌주의의 기초와 레닌주의의 제문제』에서 나온 글의 맥락을 더욱 정확하게 해석할 수 있다.
이전에는 한 나라에서의 혁명의 승리는 불가능하다고 여겼다. 이는 부르주아지에 대해 승리하기 위해서는 선진적인 나라 전부 또는 적어도 대다수의 프롤레타리아트가 연합하여 행동해야 한다는 생각을 전제로 한다. 이제 이러한 견해는 더 이상 현실과 맞지 않게 되었다. 지금은 한 나라의 승리가 가능하다는 데서 출발해야 한다. 왜냐하면 제국주의 조건하에서는 다양한 자본주의 나라들의 발전이 불균등하고 산발적인 성격을 띤다는 것, 제국주의 내부의 파국적인 모순들이 불가피하게 전쟁으로 발전한다는 것, 세계의 모든 나라에서 혁명 운동이 성장한다는 것. ― 이 모든 사실로 인해 개별적인 나라에서 프롤레타리아트의 승리가 가능할 뿐만 아니라 승리가 필연적이기 때문이다.— 이오시프 스탈린, 『레닌주의의 기초와 레닌주의의 제문제』(1924년 5월)

동시에 스탈린은 같은 저서에서 다음과 같은 주장을 하였다.
그러나 부르주아 권력을 전복하고 프롤레타리아 권력을 한 나라에서 성립하는 것이 사회주의의 완전한 승리를 뜻하는 것은 아니다. 프롤레타리아가 투쟁력을 강화하고 농민을 지도하면서 승리한 한 국가의 사회주의 건설은 가능하다. 그러나 이것이 사회주의의 완전한 최종적 승리를 달성하는 것을 의미하는가? 즉 그 한 국가의 사회주의 건설이 그 국가가 외국의 개입으로부터 자강할 수 있음을 완전히 보장하는 것을 의미하는가? 아니다. 이를 위해서는 최소한 몇몇 국가에서의 혁명 승리가 필요하다. 따라서 다른 국가의 혁명의 발전과 지원은 사회주의의 완전한 승리의 필수 과제이다.— 이오시프 스탈린, 『레닌주의의 기초와 레닌주의의 제문제』(1924년 5월)

“사회주의의 완전한 승리를 이룬다.”는 “(소비에트 연방 국내의) 사회주의의 건설을 달성할 수 있다.”와는 구분되어야 한다. 사회주의의 완전한 승리는 국제 혁명이 도움이 없이는 불가능하다는 것을 스탈린 스스로 인정하고 있으며, '일국사회주의'는 ‘소비에트 연방의 사회주의 건설’이라는 불완전한 승리를 달성하기 위한 방편이라는 것이 더더욱 명확해진다. 따라서, 일국사회주의론은 "순수 소련 자력만으로도 세계 공산화를 이룰 수 있다."라는 것과 별개의 것으로 이해되어야 한다. 생산력 이론의 관점에서 이오시프 스탈린은 "국제 혁명의 지원이 없이 소련 내 생산력 증강은 불가능하며, 곧바로 국제 혁명을 지원하여 사회주의의 승리를 얻어내야 한다."라는 레프 트로츠키의 영구혁명론(Теория перманентной революции)이 극좌모험주의에 속한다고 비판하였으며, 소련이 혁명의 병기창이 되기 위해서는 자력으로 생산력 증강을 꾀하여 사회주의 달성을 이루어야 한다고 주장했다.

#### 잉여노동
잉여노동(독일어: Mehrarbeit, 剩餘勞動)은 잉여생산물을 산출하기 위해 지출된 노동력 또는 노동을 의미한다. 즉, 잉여노동은 모든 경제·사회 발전의 기초가 되는 자본 축적을 산출하는 핵심 동력이라고 할 수 있다. 잉여노동은 노동자 일반의 추가적인 노동력 산출을 의미하는 용어로 흔히 쓰인다. 잉여노동은 잉여가치를 산출하는 성격을 갖는 잉여노동과, 착취 관계가 없는 잉여노동으로 나뉠 수 있다. 전자는 자본주의사회에서 볼 수 있는 잉여노동이라고 할 수 있다. 후자는 사회주의사회에서의 잉여노동이며, 이 상태에서 잉여노동은 사회 발전의 동력으로, 더는 '노동력'(독일어: Arbeitskraft)의 산출이 아닌, 자연스러운 '노동'(독일어: Arbeit)의 산출로 정의될 수 있다. 이는 인간해방의 원천으로서의 잉여노동이라고 할 수 있다. 블라디미르 레닌의 노농동맹 노선에 따르면, 자본주의사회하에서 이뤄지는 소농의 노동력도 또한 필시 자본가 및 부농에게 이윤이 전유되는 형태를 보이고 있기에 전자의 성격을 보인다고 할 수 있다.

#### 잉여가치

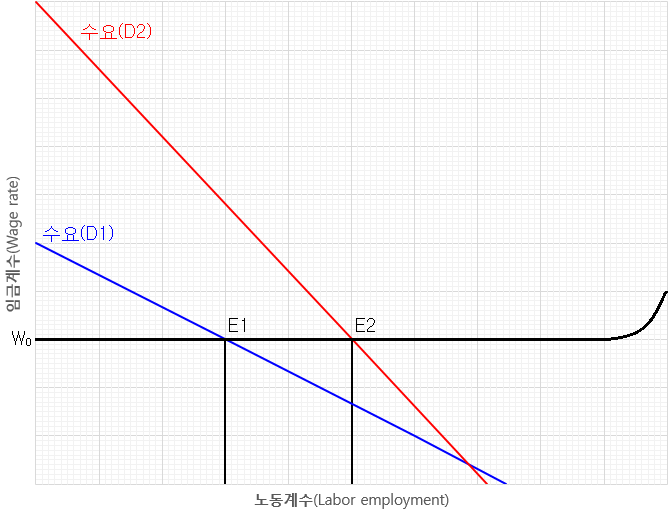
해당 식에 근거하면 다음과 같은 그래프로 이윤율 저하 경향을 설명할 수 있다. 노동계수가 높을수록 잉여가치의 전유가 높기에 붕괴 시점이 느려지나, 동시에 잉여가치 증식에 의한 수요감소폭이 높아지기에 수요량 감소 시점에서 이윤율 저하(E2 이상) 선 및 붕괴까지의 감소율이 높아진다.

잉여가치란, 자본주의사회를 포함한 수많은 착취 사회에서만 나타나는 현상으로, 잉여노동의 성과를 자본가 개인 또는 경제적 기득권 집단에게 전유시킬 때의 가치를 의미한다. 잉여가치는 다시 절대적 잉여가치와 상대적 잉여가치로 나눠진다. 절대적 잉여가치는 고전적인 방식으로, 노동 시간을 높여서 얻어내는 잉여노동에 기초한 잉여가치를 의미하며, 상대적 잉여가치는 노동력의 재생산에 사용되는 필요 노동 시간을 단축시켜 노동력의 가치를 열소화하여 얻은 잉여생산에 기초한 잉여가치를 의미한다. 즉, 자본주의사회를 비롯한 착취 사회는 이러한 잉여가치의 증식을 통해 기생하는 자들에 의해 운영되는데 바로 이러한 착취 고리를 끊고 잉여노동을 공산주의로의 이행에 맞게 전환시키는 것이 생산 관계 혁명의 핵심 목표라고 할 수 있다. 사회주의국가의 정치경제학에서 인정되는 자본주의하 가치 등식은 자본개, 임금재, 사치재가 서로 구분되지 않을 시 시간 변수 {\displaystyle t}당 다음과 같은 수요-공급 가치 등식이 성립한다.
{\displaystyle x_{t}=Ix_{t+1}+wBLx_{t+1}+\lambda x_{t}}
여기서 각 기호의 설명은 다음과 같다.
- {\displaystyle x_{t}}: 시간 {\displaystyle t}까지의 상품 산출 벡터값
- {\displaystyle \lambda x_{t}}: 자본주의국가 내 자본가들의 소비 벡터값
- {\displaystyle B}: 노동자의 생활필수품의 벡터값
- {\displaystyle I}: 상품들의 자본투입계수
- {\displaystyle L}: 상품들의 노동투입계수
- {\displaystyle w}: 실질임금

이때 자본주의국가 내 자본가들의 이윤 추구 행위로 인한 적정한 이윤율 상승 공식은 다음과 같다.
전년도 실질 경제성장률에 따른 상품 산출 벡터값을 {\displaystyle x_{t}=x_{0}(1+G)^{t}}로 가정할 경우, 이윤율은 {\displaystyle {\textstyle S_{0} \over C_{0}+V_{0}}=G+\lambda (1+{\textstyle S_{0} \over C_{0}+V_{0}})}을 따른다. 이때 자본 {\displaystyle k}는 {\displaystyle k={\textstyle V_{0}+S_{1} \over V_{0}}}를 따르게 되면서, 이윤율이 증가함에 따라 잉여가치인 {\displaystyle S_{t}}도 높아진다. 그러나 {\displaystyle S_{t}}는 발달 정도에 따라 임금 삭감, 노동력 산출 가치 저하 등 여러 형태로 발현되고, 그 결과 상품 소비 계층의 소비력을 억제하게 된다.
여기서 각 기호의 설명은 다음과 같다.
- {\displaystyle G}: 실질 경제성장률
- {\displaystyle C_{0}}: 불변자본(생산설비, 생산수단, 원료값)
- {\displaystyle V_{0}}: 가변자본(임금, 유동적 자본시장가격)
- {\displaystyle S_{0}}: 잉여가치

이 식에 따라 자본주의사회에서 자본가는 이윤율 팽창을 위해 끊임없이 잉여가치를 증식할 것이고, 그 결과 자본주의사회는 소비저하경향에 따라 이윤율이 저하하여 주기적인 공황을 야기하다가 붕괴한다.

### 집산화
『소련 사회주의의 경제 문제들』 제10장에서 밝혔듯이, 집산화(Collectivization, 集産化)는 사회주의 경제의 핵심 개념이다. 생산수단의 국유화는 혁명적 당이 생산량과 생산계획을 통제하기 전에 필수적으로 행해져야 할 기초적인 경제 형태이다. 그리고 국유화와 집산화가 성공적으로 진행된 이후에야만 성숙한 사회주의 경제의 모습을 보일 수 있다. 교육·의료·주거 3대 무상 원칙에 기초한 국유화는 인민민주주의 국가에서도 행해져야 하는 주요 경제 투쟁에 속한다. 그것은 '집산화 투쟁'이라고 간략하게 정의내릴 수 있다.

#### 국영기업
자본이 국가에 귀속된 기업을 국영기업(State-owned enterprise, 國營企業)이라고 하며, 이러한 기업은 경영·경제 활동이 국가 기관에 의해 통제된다. 사회주의 국영기업은 단순히 국가 기관만의 통제가 아닌, 각 지역에 속하는 노동계급이 자발적으로 조직한 경제 조직의 통제, 그리고 혁명적 당의 통제라는 삼중(三重)의 통제를 통해 운영된다. 이는 사회주의 경제의 주요한 기업 형태이다.
이오시프 스탈린은 1928년부터 경제 집산화를 시작하였고, 이 결과 소련은 1934년 기준으로 국영기업이 전체 기업 비중의 93%를 차지하게 되었으며, 명목 GDP 규모는 1928년에 비해 약 2.2배 증가하였다. 1938년은 전체 기업 비중의 97%를 차지하게 된다. 붕괴 직전인 1990년에는 전체 기업의 80%가 국영기업이었다. 이는 다른 인민민주주의 국가에도 똑같이 적용되었다.
중화인민공화국은 1953년에 소련의 제1차 5개년 경제 계획을 모방하여 경제 국유화를 단행하였는데, 자국 기업의 해외 투자금과 외채를 비롯한 자산을 동결하고 대자본과 이에 딸린 공장을 모두 국가에 귀속시키는 급진적인 조치였다. 이 과정에서 수많은 대자본가들이 처형을 당하거나 자살하였지만, 그 결과 사회주의 경제로 나아가는 기초를 다지게 되었다. 또한 소생산자들, 중소기업가의 법인의 경우는 공동소유조합으로 전환하여 국가가 간접적으로 자금을 지원해주는 방식의 집체소유(集體所有) 상태로 전환하였다. 경제 계획이 완료가 되는 1958년 시점까지 연 평균 9%의 경제 성장률을 달성하였으며, 경제 국유화의 결과로 국유기업이 전체 경제의 89.17%를 차지하게 되었다. 공동소유조합이 10%를 차지하는 것을 감안했을 때 사실상 99%가 국가의 직간접적 통제하에 이루어지는 기업이었다고 봐도 과언이 아니다.
중화인민공화국은 1981년 개혁개방 이후에도 국영기업에 기초한 산업 발전을 지향했다. 2019년 기준으로 중화인민공화국의 20대 기업 중 12개 기업이 국영기업이며, 2018년 기준으로 세계 500대 기업에 들어간 98개 중화인민공화국 기업 중 약 90%가 국영기업이다.
조선민주주의인민공화국 역시 기업 비중의 95% 이상이 국영기업이다. 이를 통해 국영기업을 통한 산업집산화는 마르크스-레닌주의 국가의 원칙적인 경제 운영 방식이자, 일반적인 운영 원리라고 할 수 있다.
마르크스-레닌주의 사회에서 국영기업은 단순히 국가계획기구에 의해 운영되는 것은 아니었다. 기업 내 노동자들과, 그 기업이 속한 지역의 지역민들의 민주적인 요구도 또한 기업 운영의 변수로 작용하였다. 『소련 사회주의의 경제 문제들』 제10장에서 이러한 국유화에 기초한 사회주의적 집단 경영도 또한 명시하고 있다. 그리고 추가적으로 국영기업의 모든 이윤을 국가 및 당 기구에 종속하고 있다는 점에서 국영기업의 이윤은 곧 국가 예산이라고 할 수 있다. 이러한 이유에서 마르크스-레닌주의하 집산화는 국가자본주의와 다르다고 할 수 있는데, 국가자본주의하에서 국영기업은 최대 주주인 국가 투자기구 외에 다른 주요 주주의 입김이 들어간다. 또한 국가자본주의적 국영기업의 이윤은 다른 주요 주주에게 분배된다는 점에서 전혀 인민의 소유라고 할 수 없다. 결과적으로, 마르크스-레닌주의 집산주의와 주주자본주의의 원리를 존치한 상태에서 운영되는 집산주의의 한 형태인 국가자본주의는 서로 지대한 차이가 있다고 할 수 있다.

#### 집단농장

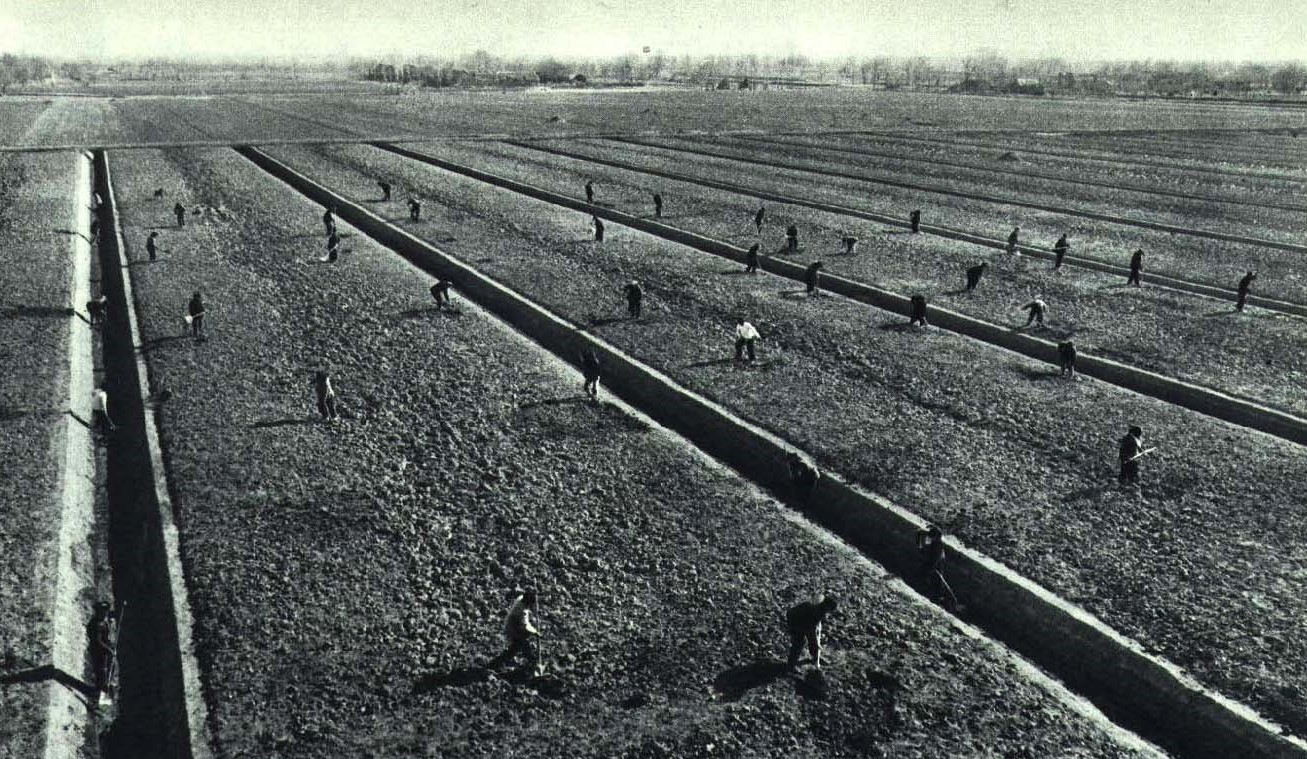
인민공사 제도에 따른 1965년 집단농장의 모습.

집단농장(Collective farming, 集團農場)은 토지국유제에 기초한 집산적 농업 생산체를 의미한다. 집단농장 정책은 이오시프 스탈린이 제1차 5개년 경제 계획을 내놓은 시점에서 이루어지기 시작하였으며, 집단농장 정책의 특징은 다음과 같다.
1. 토지국유제와 부분적인 토지공유제에 기초하며, 일체의 사적인 토지 소유를 금한다. 이는 불특정 다수에 의한 공동소유 및 개인 규모의 토지 임대를 금하는 것도 포함한다.
2. 농업노동량은 각 국유 및 협동 농지의 특성에 따라 국가, 콜호스, 지역 농민의 공동 결정으로 책정하며, 농민은 정해진 기간 내에 콜호스가 정한 생산 할당량을 채워야 할 의무가 있다.
3. 농민은 각자 할당 농지에서 생산한 농축산품을 모두 국가에 납품할 의무가 있으며, 이에 따른 합리적인 형태의 보상을 받는다.
4. 콜호스 주 농지에서 생산된 농업 생산물의 사적인 판매 및 유통을 금하며, 개인 소농장에서 생산된 초과분에 대한 사적인 판매 및 유통은 허용한다.
5. 농민은 언제든 할당된 토지에서의 임무 수행을 포기할 수 있으며, 동시에 지망하는 지역의 농지에서 임무를 수행할 권리가 있다.
6. 농민은 농업 활동에서 나타나는 여러 가지 문제를 해결할 것을 국가 기관에게 요구할 권리가 있으며, 콜호스 관리국은 농업 작업 상황, 문제, 현안을 상급 기관에 보고할 의무가 있다.

이 모델은 이오시프 스탈린의 1928년 회의록인 『곡물 조달 및 농업 발전 전망』(О хлебозаготовках и перспективах развития сельского хозяйства)에서 최초로 드러난 입장이다. 이 회의록에서는 블라디미르 레닌이 『농업문제와 소위 '마르크스비판'』(Аграрный вопрос и «критики Маркса»)에서 밝힌 노농동맹에 기초한 산업 발전을 위한 임금 문제를 농업 상품의 안정적이고 지속적인 보급을 통해 해결하고자 하는 여러 가지 방법론이 언급되는데, 이오시프 스탈린은 NEP 기간 당시에 부를 축적한 부자 농민들, 소위 '부농'을 해체하고 농민의 절대다수를 차지하는 가난한 농민인 '빈농'에게 유리한 사회주의적 농업 구조인 '농업 집산화'를 이루어야 한다는 것을 강조했다. 동시에 당시 니콜라이 부하린의 신경제정책 고수론에 기반한 부농과 소농에 기초한 농업으로는 사회주의적 산업 발전을 이루는 농업 형태로 적합하지 않다는 것을 주장했는데, 다음과 같은 그의 말로 이를 대체할 수 있다.
당은 부농의 사보타주 행위를 미리 막을 수 있는 조치를 취해야 합니다. 당신들(NEP주의자)은 당의 적극적인 행동이 없이도 러시아 소비에트 연방 사회주의 공화국 형법 제107조에 따라, 선발된 관료들이 부농의 사보타주 행위를 적시에 타격할 것이라고 착각합니다. 하지만 현재 각지의 관료들이 부농과 협력하여 오히려 행정집행을 제대로 하지 않고 있다는 소식이 계속 들려온다는 것을 무엇을 의미하는지요? 또한 당신들은 실제 농업 생산량이 전년도 해에 계획된 농업 생산량에 미치지 못 했다는 것에 대해 아무런 문제의식을 느끼지 못 합니다. 부농들의 사보타주 행위가 없을 것이라고 가정하고, 이러한 모든 현상들의 원인을 오직 기존 농업 생산력의 열악함 탓만 하는 것은 큰 문제입니다. …(중략)… 현재 단속된 부농들이 숨겨놓은 농산물을 양, 단속되는 비중 그리고 추이된 부농의 수를 고려해서 농업 생산량을 추론할 때, 당신들이 경제적으로 전혀 달성될 수 없다고 말하는 농산물 생산량을 초과한다는 것은 왜 계속 잊는지 모르겠습니다. …(중략)… 러시아 소비에트 연방 사회주의 공화국 형법 제107조의 미온성도 문제입니다. 이 법에 따르면 부농이 생산한 농산물량의 25%를 빈농에게 분배하고, 중규모 농민에게는 추가적인 세금을 거둬들이는 것 뿐입니다. 실제로 부농의 행동 범위를 제약하지 않고 있습니다. 현재 부농 집단은 당에서 책정한 농산물가의 평균 3배 이상의 가격을 요구하고 있습니다. 이 모든 것은 무엇을 의미합니까? 농업의 집단화가 없이 사회주의 발전을 지도할 수 없다는 걸 의미하지 않습니까?
 — 이오시프 스탈린, 『곡물 조달 및 농업 발전 전망』에서
스탈린에 따르면, NEP식의 자본주의 농업은 부농의 농업 사보타주 행위를 막기 어려운 상태를 유발한다. 따라서 농산물 물가의 폭등을 불러올 수 있으며, 이러한 행위를 예측조차 할 수 없다. 스탈린은 이러한 상황이 바로 자본주의의 무계획성과 정확히 일치한다고 비판했다. 그리하여 1928년에 경제 계획이 단행되면서 콜호스(колхо́з)라는 집단농장 관리 체계가 자리잡게 된다.
이 과정에서 그간 자본주의적 농업 구조를 통하여 부를 축적한 부농들은 작물을 태우고, 가축을 도축하여 농업 황폐화를 유도했다. 이들은 콜호스 관리들을 죽이거나 테러하는 것을 포함하여 수많은 방해공작을 자행하였으며, 콜호스에서 활동하는 빈농의 농지에 방화를 저지르고 가축을 죽이고 달아다는 등 빈농에 대한 테러도 저질렀다. 그 결과로 홀로도모르라는 기근 사태가 발생하게 되었다. 이오시프 스탈린은 농업 집산화에 대하여 "이는 한 치의 양보도 할 수 없는 계급투쟁이다. 여기서 빈농 계급이 승리하느냐, 부농 계급이 승리하느냐에 따라 사회주의 건설의 흥망이 결정될 것이다."라고 하였다. 스탈린은 빈농과 콜호스를 수호하기 위해 각 농지에 민병대 병력을 대거 투입하여 치안을 강화하였으며, 빈농 중 일부를 선발한 후 무장시켜 자체적인 치안을 담당하게 하였다. 그는 부농의 계속되는 공격에도 불구하고 농업 집산화를 밀었고, 1938년에 완전한 농업 집산화를 달성하게 되었다.
시기에 따라 (3)과 (4)의 원칙이 수정된 적이 있으나, 소련의 농업은 기본적으로 위 여섯 가지 원칙 위에 선 집단농장 체계였다. 이리하여 농민은 농업노동자이자 농업공무원으로서 기능하게 된다.
중화인민공화국도 이러한 농업 집산화 정책을 기반으로 해서 1958년 인민공사가 성립되었다. 그러나, 농축산물 무상공출제(無償供出制)에 기반한 소련의 콜호스와 달리, 인민공사는 농축산물 유상공출제(有償供出制)에 기반하고 있었다는 점에서 그 차이점을 보이고 있다. 이후 인민공사는 개혁개방의 영향으로 1982년에 농업을 비롯한 경제 업무에 관한 권한이 모두 사라지면서 사실상 폐지된다. 조선민주주의인민공화국은 2012년에 농업 개혁을 단행하여 초과 생산분에 대한 자체 처분을 허용했으나, 어디까지나 위 여섯 가지 원칙의 기반에 성립된 것이다.

#### 콤비나트
콤비나트(러시아어: Комбинат)는 1928년 제1차 5개년 경제 계획 때 등장한 사회주의국가의 일반적인 산업단지 개발법이다. 문헌적으로는 1931년 6월 23일에 행해진 이오시프 스탈린의 연설에 쓰인 연설문 초안인 〈경제 건설에서의 새로운 과제들〉(Новые задачи хозяйственного строительства) 제3장에서 생산조합 결속체(콤비나트)의 효율성과 발전성에 대해 언급하고 있다. 콤비나트는 가공 시설·기술 연구소·운송 시설·원료 생산 시설·편의 시설 등 해당 지역에 특화된 산업 시설과 관련된 모든 요소를 묶은 지역적 결합체를 의미한다. 원료 확보에 들어가는 비용 절감 효과와 제품 생산의 집중화, 그리고 유통 과정의 간소화 등의 이유로 생산 비용 절감 효과가 매우 큰 생산 결합 방식이다. 1920년대 후반부터 소련에서는 철광 콤비나트와 석탄 콤비나트를 시초로 수많은 콤비나트가 건설되었다. 다른 자본주의국가도 이 방식을 모방하였는데, 대한민국 울산에 존재하는 금속·석유·화학 콤비나트가 그 예이다.

## 사회 이론

### 과학

러더퍼드의 원자 모형으로 나타낸 리튬이다. 사회주의국가는 "공산주의 사상은 과학"이라는 의미에서 이 모형을 상징으로 내세우기도 하였다.

이오시프 스탈린은 마르크스주의에 걸맞는 과학관의 정립을 시도했다. 그러나, 카를 마르크스의 저작에서 보여지는 과학관은 유물론자인 루트비히 포이어바흐(독일어: Ludwig Feuerbach, 1804 - 1872)의 과학관의 반복이었기에 마르크스-레닌주의 과학관은 주로 포이어바흐의 저작에 의존한 것이었다. 특히, 그의 1843년 저작인 『미래 철학의 근본 원리』(독일어: Grundsätze der Philosophie der Zukunft)와 포이어바흐의 철학을 변증법 논의에서 실용화하는 데에 커다란 기여를 한 프리드리히 엥겔스의 저작인 『루트비히 포이어바흐와 독일 고전철학의 종말』(독일어: Ludwig Feuerbach und der Ausgang der Klassischen deutschen Philosophie)에 큰 영향을 받는데, 이는 『볼셰비키당사』 제4장인 『변증법적 유물론』(О диалектическом и историческом материализме, DIAMAT)의 제1장 「과학으로서의 철학」과 제8장 「유물론적 변증법의 인식론」에서 확인할 수 있다.
제1장에서 이오시프 스탈린은 기본적으로 흔히 사회에서 말해지는 과학인 '자연과학'(Природоведение)과 철학은 하나이며, 그것은 서로 떨어지지 않는 것이라고 하였다. 이러한 논리는 다음과 같은 전개를 통하여 성립시킬 수 있다.
1. 모든 물질은 운동을 하며, 물질 층위에서의 필연성에 기초한 기계적 운동을 물질 운동[55]이라고 한다. 자연과학의 선두 학문인 물리학은 이를 연구한다.
2. 의식은 물질의 반영이다. 물질이 없이 의식은 존재할 수 없다.
3. 모든 의식은 운동을 하며, 의식 층위에서의 필연성에 기초한 의식 행위를 의식 운동이라고 한다.
4. 고대 노예주의 철학에서 중세 영주의 철학, 그리고 자본가의 철학은 지금까지 '의식 운동'[56]에 대하여 물질에서 동떨어진 신비로운 무언가라고 하였지만, 현재 물리학과 심리학의 성과에 따라 이것은 물질의 운동에 기초한 반영이라는 것이 드러나고 있다.
5. (2)와 (4)에 따라, 물질의 기계적 운동과 의식 행위를 서로 독립된 것으로 보는 견해는 거짓이다.
6. 따라서, 물질 연구의 선두인 '과학'(Наука)과 의식 운동에 대한 성찰인 '철학'(Философия)은 하나이다.

『변증법적 유물론』에서 이오시프 스탈린은 (6)이라는 결론에 따라 과학과 철학의 동일성을 규정하였고, 이후 논의되는 마르크스주의 변증법 이론에 따라 "마르크스주의는 과학이다."라는 것을 정식하였다. 형이상학 또는 관념론 철학은 '그 자체로 존재하는 철학'을 내세웠다는 점에서 과학이 아니며, 오히려 이것들은 과학과 적대되는 것이라고 하였다. 현대 관점에서 볼 때 이러한 입장은 반영주의에 기초하고 있으며, 물질에 선차성을 두는 유물론이라고 할 수 있다. 그러나, 하나의 보편·진리를 주장하며, 현상과 물자체를 나눈나는 점에서 '존재론'(存在論, 영어: Ontology) 과학관의 일종이라고 할 수 있다.
이 과학관은 소련을 포함한 사회주의사회에서 자연과학과 철학 연구를 진행할 때 재차 강조되었는데, 그것은 다분히 정치적인 의도에서 비롯된 측면이 존재한다.
마르크스-레닌주의의 과학관은 논리실증주의 측면에서 증명된 것이 아니라 어디까지나 기하학적 논리에 따라 정당화된 것이고, 그 이후의 변증법 논의도 또한 이 과학관에 기초한 기하학적 논의였기에, 이 과학관이 물질 일반에 적용되지 못 할 경우 마르크스-레닌주의 세계관은 커다란 직격탄을 맞게 된다. 특히, (1)을 부정할 경우, '변증법적 대립에 의한 발전'이라는 보편성이 깨지게 되면서 마르크스주의에서 논의되는 갈등을 통한 사회 발전은 논리적으로 이어지기 힘들어진다. 또한 (2)를 부정할 경우, 의식은 물질과는 독립된 영역에서 존재하거나, 인식과 인지를 동일하게 보는 속류유물론(기계론적 경험주의)에서 말하는 의식, 그 이상, 이하도 아니게 될 것이다. (1)과 (2), 두 가지 중 어느 한 가지라도 거짓이 된다면, 카를 마르크스가 밝힌 '노동'의 성격은 존재할 수 없게 된다.

### 교육
블라디미르 레닌은 『공산주의청년학생론』(Задачи союзов молодёжи)에서 청년들이 공산주의 국가 건설에 이바지하기 위해선 공산주의 이론을 학습해야 한다고 주장했다. 그러나, 문맥적 이론만 아는 것이 아닌 실천을 통해서 배워야 한다고 보았다.
그는 자본주의 사회든, 사회주의 사회든 인텔리겐치아는 약자를 위해서 봉사해야 한다고 주장했다. 그 이유는 간단하다. 자본주의 사회에서 고등 교육기관은 다수 노동자들을 착취해서 얻은 잉여자본으로 만들어진다. 이미 자본주의 사회에서 대학은 착취당하는 노동자 없이 존재가 불가능하다. 하지만 이러한 고등 교육기관에 몸담을 수 있는 계층은 주로 중상류층 이상의 자녀들이다. 자본주의 사회에서 착취당한 노동자들의 잉여가치로 세워진 교육기관인 만큼 자본주의 사회에서 교육받은 인텔리겐치아는 이 사실을 아는 것에 대해서 주저하지 않아야하며, 사회를 위해 헌신해야 한다.
사회주의 사회에서도 이러한 법칙이 성립된다. 사회주의 사회에서 교육기관은 국유화되고, 더 이상 착취 자본으로 설립된 것이 아니지만 분명한 것은, 그것들을 이루는 재원들은 모두 노동의 결과물이란 점이다. 공산주의 대중계급의 집단적 노동 산물인 교육기관에서 종사하는 지식인은 역시 노동계급에게 봉사해야 할 의무가 뒤따른다.
또한 그는 자본주의 사회에서 학교는 자유민주주의 사회를 지배하는 자본가들이 자신들의 패거리를 형성하기 위한 '장(場)'에 불과하다고 보았다. 그리고 자본주의적 교육을 '낡은 교육'이라고 주장했다. 자본주의적 교육의 특징은 주입식 교육과 암기 위주란 점이다. 블라디미르 레닌은 이러한 자본주의적 교육 방식이 이론과 실천을 괴리시키는 가장 악질적인 교육 방법이라고 봤으며, 장기적인 지식 발전을 저해하며, 이러한 교육을 받은 청년 다수는 자본가의 하수인 역할 외에 할 수 있는 게 없을 것이라고 보았다. 그러나, 그는 전근대, 근대를 포함해서 축적된 지식 자체에 대해서 부정하지는 않았다. 그는 훌륭한 공산주의자가 되려면 마르크스주의만을 아는 것이 아닌, 그 전에 존재했던 거의 모든 인문과학적 이론을 학습한 상태여야 한다고 주장했다. 이러한 그의 입장은 1920년 10월 2일 러시아 공산청년동맹 제3회 전러시아 대회에서 한 연설에서 잘 드러난다.
"여러분이 책을 통하여, 혹은 타인으로부터 들어서 알고 있는 그대로 공산주의 이론과 과학은 주로 마르크스에 의하여 창시되었다고 할 수 있습니다. 그러나 비록 그가 위대한 천재였다 하더라도 오늘날에 와서 마르크스주의의 학설을 19세기에 태어난 한 천재적인 공산주의자 한 명이 만든 것이라고 생각해서는 안될 것입니다. 이 학설은 전 세계 수백만, 수천만 무산계급에게 교훈이 되었고, 그들은 자본주의에 대항하여 투쟁하는 가운데에서 이 학설을 적용하고 있습니다. 그런데 만약 여러분이, "무엇 때문에 마르크스의 학설은 혁명적인 수백, 수천만 계급의 마음을 움직일 수 있던 것일까?"라는 의문을 가진다면 다음과 같이 대답하는 것으로 충분할 것입니다. 그 이유는 마르크스가 자본주의 사회에서 얻어진 인간 지식의 확고한 토대에 입각하고 있기 때문입니다. 마르크스는 인간사회의 발전법칙을 연구한 결과, 자본주의의 발전은 불가피하게 공산주의로 인도된다는 것을 이해했던 것입니다. 무엇보다도 중요한 것은 마르크스가 그의 생전에 발달되었던 모든 학문의 성과를 완전히 소화하여서, 그것을 이용하여 자본주의에 대한 가장 정확하고 상세하며 심오한 연구를 진행시킨 결과, 처음으로 위의 내용을 과학적 방법론의 하나인 연역법을 통해 증명했다는 점입니다. 그는 인간사회가 만들어낸 모든 것을 단 한 가지도 빠뜨리지 않고 비판적으로 검토했습니다. 마르크스는 인간의 사고작용이 만들어 낸 모든 것을 바로잡고 비판하였으며 노동운동의 현실을 통하여 검증했습니다. 그리하여 부르주아적인 형식에 제한되거나 부르주아적인 편견에 사로잡힌 사람들은 도저히 이끌어 낼 수 없는 결론을 얻어냈습니다.
무산계급 문화를 논할 때 우리는 바로 이 점에 주목해야만 합니다. 오직 인류의 전발전 과정을 통해서 형성된 문화에 대한 정확한 지식을 지니고 과거의 문화를 개혁할 때에만 비로소 무산계급 문화를 건설할 수 있습니다. 무산계급 문화는 하늘에서 뚝 떨어지는 것도 아니고 무산계급 문화의 전문가라고 자칭하는 사람들이 고안해내는 것도 아닙니다. 그렇게 믿는다면 전적으로 어리석은 것입니다. 무산계급 문화는 자본가, 지주, 탐욕스러운 관료의 압제 아래에서 인류가 축적해온 지식의 보고를 합법적으로 발전시킨 것이지 않으면 안됩니다. 이 크고 작은 다양한 지식의 샘은 모두 무산계급 문화라는 바다로 인도되어 플러들어왔으며 현재에도 흘러들어오고 있으며 앞으로도 계속 흘러들어올 것입니다. 그것은 마치 마르크스가 혁명적으로 뜯어고친 경제학이 인류 사회가 도달해야 할 지점을 명시해 주고 계급투쟁이 점차 격화됨에 따라 결국 무산계급 혁명이 개시될 것이라는 점을 가르쳐주는 것과 같습니다.
청년 대표자들과 새로운 교육을 신봉하는 사람들 사이에서 낡은 학교 교육은 주입식 교육이라고 공격하는 소리를 자주 들을 수 있는데 나는 그들에게 낡은 학교 교육 가운데서도 유용한 부분은 받아들여야만 한다고 말해주고 싶습니다. 낡은 학교 교육은 젊은이들의 머리에 너무나 많은 지식의 무거운 부담을 지우고 게다가 그 지식의 90%는 쓸모없는 것이고 나머지 10%조차 왜곡된 것인데, 이런 것을 낡은 학교로부터 배울 필요는 없을 것입니다.
그러나 그렇다고 해서 우리가 열심히 공부해야 할 대상을 공산주의가 내린 결론만으로 한정하거나 공산당의 슬로건만을 암기해도 좋다는 것은 결코 아닙니다. 이런 식으로 해서는 공산주의 사회를 건설할 수 없습니다. 인류가 창조한 문화유산에 대한 모든 지식을 풍부하게 지니고 있을 때 비로소 참된 의미의 공산주의자가 될 수 있는 것입니다.
주입식 교육은 우리에게 필요하지 않습니다. 그러나 기초적인 사실에 관한 지식을 바탕으로 모든 학생의 두뇌를 발달시키고 완전하게 하는 것은 꼭 필요합니다. 왜냐하면 획득한 모든 지식을 머릿속에서 소화시키지 못한다면 공산주의 학설은 내용 없는 공허한 것, 단지 겉보기만 번지르르한 간판으로 되어버릴 것이고 공산당원은 단순한 허풍선이로 전락해버릴 것이기 때문입니다. 여러분은 이런 지식, 즉 과거의 문화유산을 단순히 섭취하는 것이 아니라 비판적으로 받아들이고, 쓸모없는 잡동사니를 억지로 머릿속에 틀어넣는 것이 아니라, 현대의 교양 있는 인간이 되는데 필수적인 사실에 관한 지식으로 자신의 두뇌를 풍부하게 해야 합니다. 만약 어떤 공산주의자가 중요하고 힘든 활동은 그다지 하지 않으면서 비판적으로 검토해야만 할 사실에는 눈을 돌리지 않고 책에서 이미 내린 결론만을 가지고 공산주의에 대하여 허풍을 떤다면 그는 참으로 한심한 공산주의자라 하지 않을 수 없습니다. 이런 행동은 두 말할 나위 없이 매우 해롭습니다. 자신의 지식이 부족하다고 느낀다면 보다 많은 것을 알기 위해 노력해야 합니다. 그러나 나는 공산당원이기 때문에 그 이상 자세히 알 필요가 없다고 생각한다면 그 사람은 참으로 공산당원답지 못 한 사람입니다."
1920년, 블라디미르 레닌

이 연설을 통해서 블라디미르 레닌은 과학적 방법론을 신뢰하며, 지성주의자이자 각종 지식을 쌓아서 선험적인 종합판단을 하는 것을 매우 중요시 한 합리주의자였다는 것을 알 수 있다. 그의 입장은 사후 '전소비에트동맹마르크스레닌주의연구소'에서 마르크스-레닌주의를 개조하면서 중요한 이론으로 채택했다.

### 민족
마르크스-레닌주의의 민족이론에서 이오시프 스탈린의 1913년 소책자인 『마르크스주의와 민족 문제』(러시아어: Марксизм и национальный вопрос, 영어: Marxism and the National Question)가 차지하는 비중은 상당하다.
1910년대 초반, 당시 중앙유럽, 동유럽, 러시아 국내의 여러 나라의 사회주의자들은 당시 각 나라에 퍼진 민족감정 문제에 숙련이 덜 된 상태였다. 때문에 서로 과거 역사적 사건들로 인해 사이가 좋지 않았던 유럽 지역의 수많은 사회주의자들은 자민족의 이익, 즉, 분리주의 투쟁과 사회주의 투쟁을 연결시키려는 시도를 했었으며, 심지어 '민족실체론'을 주장하며 각 민족의 지엽적 특성을 통하여 타민족과 우열을 나누는 행위를 사회주의자들 스스로가 행하기도 하였다.(이오시프 스탈린은 자신의 저서에서 이 모든 경향을 유대인의 시온주의, 타타르족의 이슬람주의, 소수민족의 국민주의 등으로 분류하였다)
이러한 민족주의 태동은 국제주의적 연대를 감행해야 할 사회주의자들이 서로 단결하지 못 하게 하는 원인이 되었으며, 이에 대한 위기감을 느낀 이오세브 베사리오니스 제 주가슈빌리(러시아어: Ио́сиф Виссарио́нович Джугашви́ли, 훗날 스탈린으로 불린)는 같은 연도 11월부터 민족 문제에 대한 책자를 저작하기 시작한다.
이 저서에서 이오시프 스탈린은 '민족'(또는 국민, nation)이란 개념에 대해 '공통된 언어, 영토, 경제 생활, 문화와 이 네 가지 특징으로부터 파생되는 심리적 구성까지 포함하여 총 다섯 가지 특성에 기초한 집단'이라 정의하였다. 그리고 이것은 자본주의 형성 이후에 더욱 명확해져 갔으며, 민족을 이루는 단위가 되었다고 분석했다.
다섯 가지가 모두 충족하는 집단은 같은 국민성(nationality)을 가진 집단이며, 단일국가를 형성할 수 있다고도 할 수 있다. 반면, 위와 같은 특징에서 공통점을 갖고 있지 않거나, 미미한 수준으로 갖고 있으면 이질적인 민족집단일 확률이 높다. 그가 강조하고자 했던 것은 바로 '자민족'과 '타민족'이라는 개념은 유동적이며, 절대적이지 않으며 고정된 실체가 없다는 것이다. 또한 생물학적 의미의 '혈족'(ethnic)이 근대에 들어와서 민족(nation)의 단위를 이루는 중요한 기반이라는 점은 인정했으나, 근대의 민족을 따지는 것에서 혈족 개념이 완전히 독점적으로 기능하는 것은 아니라고 하였다. 원래 이 개념은 독일의 마르크스주의자인 카를 카우츠키가 먼저 사용했던 개념이었으나, 이오시프 스탈린은 비판적으로 차용한 것으로 보인다.
동시에 그는 이 '민족'이라는 개념을 규명하면서 역사적으로 존재하는 각 '민족'이 완전히 독립적으로 자율화된 문화를 발전시키며 현재까지 이르렀을 것이라는 가설을 배격하였다. 이오시프 스탈린에게 있어서 '민족'은 어디까지나 심리적 요인, 감정에 기초한 집단이며 그것은 역시 심리적 요인에 따라 흩어질 수도, 또는 다시 뭉쳐질 수도 있는 것이다. 동시에 각 '민족'이 처한 지리적 여건에 따라 그들이 행할 수 있는 경제 생활도 한정될 수밖에 없으며, 결국 과거 역사에서 각 '민족'의 발달은 경제 생활에서 한정된 부분을 없애기 위한 타민족과의 교류로부터 나온다고 보았다.
따라서 그는 "문화와 역사성을 공유하는 민족(nation) 집단이 가진 각 문화에 어떠한 이론적 실체성을 넣은 다음에 완전한 문화적 자주성을 회복하려는 움직임"을 사회주의의 옷을 입은 국민주의(nationalism)일 뿐이며, 그것은 필연적으로 사회문화, 경제적 고립을 가져오는 반혁명의 일종이라고 규정했다. 이러한 비판은 당시 러시아 제국 내 영토에서 각 식민지 국가의 민족성에 기초한 분리주의적 사회주의 운동에 대한 비판이었는데, 이 이론에 근거하여 스탈린은 당시 러시아 내에 존재하던 일부 소수민족은 완전히 러시아화가 되었기에 사실상 그들은 스스로의 분리주의 국가를 세울 수 있는 준거성을 완전히 잃은 상태라고 주장했다.
이러한 주장은 사회진화론과 민족실체론적 사고가 강하게 베여져 있었던 당시 유럽인들의 사고와 상당히 다른 것이었다.
위 입장에 기초한 이오시프 스탈린의 민족 정책은 극도의 현실주의의 모습을 보이게 되었다.

### 성소수자
1917년 11월, 볼셰비키 혁명을 통해 모든 차르 러시아의 법이 폐지됐다. 이 과정에서 동성애에 대한 광범위한 제재도 사라지게 된다. 그러나, 볼셰비키 중앙위원회는 〈서구 사회의 퇴폐 구습과의 투쟁〉을 결의하여 동성애 및 동성애와 관련된 수많은 하위 문화를 파괴했다. 그 결과로 소비에트 연방 사회에서 성소수자는 심하게 차별을 받았다. 이들은 불결하고 천박하다는 이유로 직장에서 해고를 당하였으며, 성에 대해 개방적인 입장을 지니고 있던 극소수의 볼셰비키 정치가를 제외한 대다수의 볼셰비키는 이러한 현상에 대해 심각하게 생각하지 않았다.
레닌 사후 집권한 이오시프 스탈린은 성소수자의 권리에 관한 책자를 저술한 적이 없었다. 그러나 정책적으로는 성소수자를 탄압했다.
1933년 이오시프 스탈린 주도 전연방 공산당 중앙위원회는 최고소비에트 대의원에 대한 입법 포고를 통해 남성에 의한 동성애를 공식적으로 불법화할 것을 지령했다. 이 법은 통과됐고, 남성 동성애 행위를 공개적으로 하였을 경우 최대 징역 5년이라는 법적 처벌을 가하였다. 만약, 동성애자라는 것이 드러났을 경우에는 일정 기간 동안 정신 교정 센터로 보내졌다. 여성 동성애에 관한 조항은 없었으나, 실질적으로는 금기시됐다.
스탈린이 남성 동성애에 한해서 동성애를 금지시킨 것에 대한 여러 가지 해석이 존재한다. 당시 소비에트 연방 사회에서 남성에 의한 동성애는 파시즘 지지라는 극단적 표현으로 간주됐다는 연구가 존재한다. 이는 이후에 이어진 비밀 문건과 남성 동성애자만 제재했다는 사실 등을 종합할 때 가장 신빙성이 높다고 지목된다.
1936년 전연방 공산당 중앙위원회 통제위원인 니콜라이 크리렌코(Николай Крыленко)는 반동성애 형법을 공개적으로 옹호했다. 그는 “우익, 차르 잔당, 독일 파시스트의 정치적 선동 방식으로서 동성애 지지 선전을 반동성애 형법이 효과적으로 막는다는 것이 입증됐다.”라고 주장했다.
1952년부터 소비에트 연방 공산당이 배포한 아동 교육 메뉴얼에 따르면, 동성애는 퇴폐적인 부르주아 구습이며, 성병을 유발하는 비윤리적 행위로 간주된다. 성소수자 탄압에는 첩보 기관도 동원됐다. 국가보안위원회는 1958년부터 지속적으로 반동성애 형법의 법 집행 과정에 개입하였고, 강한 형벌을 부과하도록 강제했다. 1960년대 초반에 들어서 동성애는 소비에트 연방 사회에서 일종의 정신 질환으로 널리 간주됐다. 특히, 법학자인 파벨 파블로비치 오시포프(Павел Павлович Осипов)가 1966년에 저술한 《성범죄 연구》(Половые преступления)에 따르면, 동성애는 정신 질환의 일종이기 때문에 단순 형벌 정책을 실시하는 것은 인권 침해이며, 고도의 치료기법이 발달해야 함을 강조하고 있다.
1970년대 후반에는 소비에트 연방 사회에서 서구의 LGBT 담론을 받아들인 여러 운동이 일어났다. 그러나, 소비에트 연방 공산당 중앙위원회는 동성애가 부르주아 사회에서 일어나는 퇴폐적이고 난잡한 생활 양식의 일부이며, 근본적으로 정신 질환이라는 입장을 고수했다. 그리고 이는 소비에트 연방 사회뿐이 아니라, 대부분의 다른 공산권에서 보편적으로 인정됐다. (동독, 베냉은 제외)
결과적으로, 스탈린의 레닌주의 해석을 받아들이는 마르크스-레닌주의자 단체, 정당은 성소수자 인권 운동이나 그와 관련된 모든 하위 문화를 제국주의의 여러 선전 전략 중 하나에 불과하다고 보고 있다. 2019년에 동성 결혼을 전면 허용한 쿠바와 같은 극히 드문 사례를 제외하고, 대부분은 이러한 입장을 고수하고 있다. 일례로, 그리스 공산당, 러시아 연방 공산당, 미국 진보노동당, 알바니아 공산당, 조선로동당, 캐나다 공산당 ML파, 핀란드 공산주의노동자당 등은 동성애가 퇴폐 구습에 지나지 않는다고 본다.

### 여성
마르크스-레닌주의의 여성이론은 기본적으로 당성(黨性)에 충실한 인간을 만든다는 근본적인 관점에 의해 전개된다. 즉, 당성의 입장에서 양성의 지엽적인 차이는 본질적인 것이 되지 않는다. 때문에 마르크스-레닌주의를 국가 이념으로 채택한 대부분의 사회주의국가에서 여성인권, 여성지위는 그것이 사회주의 및 공산주의로의 이행이라는 목적하에 이루어진 면이 크다. 블라디미르 레닌은 "자본주의사회는 인간의 무분별한 욕구에 의해 지배되는 정체이므로, '남성은 남성의 몸과 자연적 본능, 여성은 여성의 몸과 자연적 본능'이라는 성차별적 양분화는 자본주의사회하에서 필연적이다. 즉, 자본이 지배하는 곳은 남성이 지배하는 곳이다."라고 주장하여 진정한 여성 해방의 길은 공산주의 혁명이라고 주장했는데, 위와 같은 맥락에 적용할 수 있는 말이다.
10월 혁명 후 블라디미르 레닌이 어떤 방향으로 양성 평등 정책을 이어나갈지에 대해선, 독일의 여성주의자이자 공산주의 혁명가인 클라라 체트킨(Clara Zetkin)과의 대화에서 나타난다.
그는 당시 유럽의 부르주아적 신념을 가진 근대적 여성들이 투쟁을 지나치게 문화 일면적 투쟁으로 지도했다고 비판하였다. 특히 동성애와 극단적인 자유연애주의 및 성개방주의(性開放主義) 등과 연계하여 여성운동을 지도하는 것을 상당히 불필요한 것이라고 하였으며, 나열된 것들은 실제로는 부르주아사회의 저열한 관습을 수호하는 것에 지나지 않는다고 비판했다.
블라디미르 레닌은 자본주의의 생산력 발전이 가져온 '가사노동에서의 해방'과 '여성의 기본적 선택권 존중'을 성평등 층위에서 커다란 발전이라고 하였으나, 그럼에도 불구하고 자본주의는 성차별을 근본적으로 없애지 못 하게 하는 요소가 있다고 하였다.
그것은 자본주의사회가 인성(人性)에 대해서 '유적존재(Gattungswesen)로서의 인간'을 바라보지 않고, 오직 욕구하는 개인과, 그것을 이루는 개인, 그리고 이루지 못 하는 개인, 이 세 가지 측면에 기초한 인성론만을 추구하고 있다는 점에서 알 수 있다고 하였다. 모든 교환은 등가교환이라는 정의 아래에서, 여성에 대한 노동착취도 또한 여성의 특성에 따른 자연스러운 등가교환이라는 궤변에 익숙한 역사 단계가 바로 자본주의이며, 이는 자본주의가 가진 본질적 특성이라고 주장하였다. 즉, 유적존재로서의 인간이란 측면을 자각하지 않은 상태에서 오직 외면적인 인지로 '여성성에 따른 욕망하는 여성', '남성성에 따른 욕망하는 남성'이라는 개념을 만들 것이므로, 이 개념 아래에서 여성의 노동도 '욕망하는 여성의 여성적 노동'이라는, '노동'과는 분리된 제2의 무언가로 취급받게 될 것이다. 따라서 자본주의사회하에서 여성은 분업에 익숙한 노동자들이 상품을 목도하면서 겪는 인간소외 이전에 본연 인간 노동으로부터 떨어진 행위를 산출하는 별도의 존재라는 틀에서 머물게 되면서 더더욱 심각한 인간소외에 직면하게 될 것이다. 그리고 자본주의사회의 기득권자들과 옹호 세력은 이를 '다양성', '다원성'이라는 이름하에 조장하고 옹호할 것이다.
실제로 볼셰비키 혁명 이후 여성 노동권 및 혼인 관계 내에서의 평등권 확립, 자유로운 이혼 촉진, 여성 투표권 및 선거권 보장, 가부장제 철폐를 위한 각종 법률이 만들어졌으며, 낙태도 또한 합법화되었다. 자본주의 국가는 빈곤 여성의 매매춘과 탁아소 부족으로 인한 고질적인 여성 인권 문제가 거론 되었는 데에 반해 소련은 보육원, 탁아소 정책이 상당히 높은 수준으로 진행되어 있었으며, 연방 성립 초기부터 여성이 거리낌없이 고급 직업에 종사할 수 있었다. 당시 이러한 상황을 본 미국의 저명한 저널리스트 존 리드는 소련 방문 당시 이러한 모습을 보고 소련의 여성 정책을 미국을 비롯한 자본주의 국가들이 배워야 할 필요가 있다고 주장했다.
블라디미르 레닌 사후에 이루어진 마르크스-레닌주의의 층위에서 논의된 여성이론은 주로 "여성 해방의 유일한 길은 정치경제적으로 낡은 생산 관계를 끊는 것."이라는 마르크스주의 여성주의의 전형으로 나아갔다. 이러한 이념적 흐름은 급진적 문화주의 담론을 거부하는 흐름으로 나아갔는데, 다양한 여성주의 사조에 대해 국가 차원에서 별다른 관심을 보이지 않았기에 사회주의국가 학계 내에서 여성주의 발전은 정체된 상태로 있었다.
미국의 여성주의 이론가인 케이트 밀렛(Kate Millett, 1934 - 2017)은 자신의 저서 『성 정치학』(Sexual Politics)에서 볼셰비키 혁명이 가부장제 철폐에 기여한 혁명이라는 것을 인정했으나, 1930년을 기점으로 이오시프 스탈린이 군사국가화·반혁명분쇄·중공업화라는 명목하에 국가주의 정책을 감행하면서 소련은 가부장제를 회복하게 되었다고 분석하였다. 실례로 스탈린은 1930년 전연방 공산당 중앙위원회의 여성 해방 기구인 제노텔(Женотдел)을 폐쇄, 소비에트 여성위원회로 대체하였고, 1936년에서 1944년까지 낙태를 금지하였다. 1944년에는 '모성영웅'(Мать-героиня)이라는 상훈 제도를 만들여 여성을 가부장제의 틀에 맞추려는 시도를 했다.

### 종교

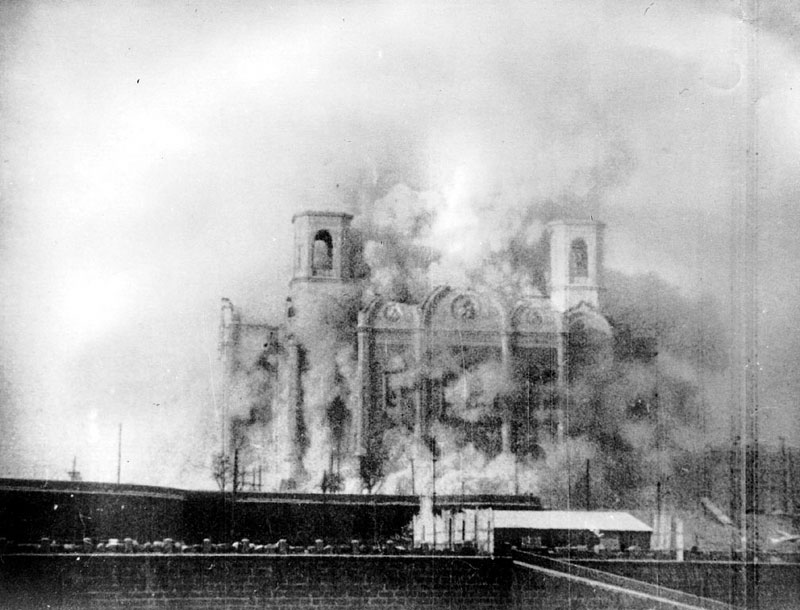
1931년 이오시프 스탈린의 지시로 폭파되는 구세주 그리스도 대성당.

카를 마르크스는 『헤겔 법철학 비판』, 『공산당 선언』과 『독일 이데올로기』 등에서 종교의 반인민적 정체성을 비판했는데, 이를 대표적으로 나타내는 표현으로, "종교는 인민의 아편이다."가 있다. 카를 마르크스는 루트비히 포이어바흐의 저서인 『기독교의 본질』(Das Wesen des Christentums)에서 밝힌 종교비판을 대부분 받아들였으나, "종교는 인간의 삶에 본질적 의미를 부여하는 요소와 강한 연결고리를 가진 것이자, 인간이 이성지적 존재로서 거듭날 수 있는 가능성을 가지고 있는 이상, 종교성도 또한 사라질 수 없다."라는 전제를 비판했다. 카를 마르크스 입장에서 종교는 인간의 지식 활동에 커다란 제약이 있을 때 등장하는 것에 불과하다. 미숙한 인간이 제반사물을 인식하면서 생기는 각종 모순성은 폭발적일 수밖에 없고 그 폭발적인 모순성의 집적체로서 나온 것이 바로 종교이다. 때문에, 마르크스는 인간이 낡은 이데올로기를 변화시키는 적극적인 변증법적 투쟁을 하면 할수록 종교성은 사라지게 되며 결국 완전히 사리지게 되는 지점이 오게 될 것이라고 확신했다.
블라디미르 레닌은 『사회주의와 종교』(Социализм и религия)라는 책자에서 종교를 비판했다. 이 책자에서 비판되는 요소는 종교가 가진 기만성이었다. 종교는 '영원히 평안한 내세'를 내세워서 인민의 자선심과 복종심을 둘 다 고양하였으며, 진정 인민이 스스로 행동해야 할 시기에는 복종심을 고양시켜 봉건영주들의 정치적 지배를 확립하는 데에 도움을 줬다는 것이다. 또한 레닌은 러시아의 역사를 되짚으며, 그간 러시아는 동방정교회라는 종교와 밀접하게 연관된 국가 법 체계를 갖고 있었는데, 그것은 인민에 대해 상당히 야만적이었다는 것을 지적하면서, 정치와 종교의 완전한 분리를 주장하였다.
동시에 레닌은 카를 마르크스가 행한 종교 비판을 근거로 하여, 낡은 생산관계를 청산하려는 인간의 이데올로기 투쟁 영역에서 과학에 기반한 무신론과 반(反)과학에 기반한 유신론 사이의 투쟁은 상당히 중요한 것이라고 주장했다. 그의 1909년 저서인 『노동자당이 종교에 대해 가져야 하는 태도』(Об отношении рабочей партии к религии)에 따르면, 그의 입장은 1905년보다 훨씬 급진적인 입장이 되어있다. 이 책자에 따르면 그는 국가 제도와 종교는 확실히 분리해야 하며, 혁명의 주체인 프롤레타리아 전위당은 인민의 무신화(無神化)를 위해서 과학과 무신론을 보급해야 한다고 했다. 그리고 공산주의자가 종교를 믿는다면 그것은 자기모순에 해당하며, 과학과 무신론의 보급 작업은 종교가 완전히 사라질 때까지 계속되어야 함을 강조한다. 이는 수많은 사회주의국가가 헌법적으로는 종교의 자유를 허용하되, 당적 차원에서는 별도로 포교 행위를 엄단하고, 종교인을 무신론자로 전향시키는 노력을 하는 것과 밀접한 연관을 갖고 있다.
실제로 소련을 비롯한 여러 공산권은 '국가 무신론'이라는 명분하에 수많은 종교인을 탄압하였고 종교 시설도 파괴하였다. 그리고 '과학과 종교 사이의 이데올로기 투쟁'이라는 구호를 내걸면서 대중이 종교에 접근하지 못 하도록 막았다. 이오시프 스탈린은 종교의 세 가지 특징으로 반과학(Anti-Science), 반유물론(Anti-Materialism), 반이성(Anti-Reason)을 들었다.

## 역사 이론

### 노농동맹론
블라디미르 레닌은 '혁명의 제1단계'(부르주아민주주의혁명, 1905년 ~ 1917년 2월)와 '혁명의 제2단계'(공산주의혁명, 1917년 4월 ~ 1917년 10월)를 구분한 다음, 전자에서는 전체 농민과의 동맹, 후자에서는 빈농과의 동맹이 필요하다는 점에서 노농동맹을 노선을 주장했다.
부르주아민주주의혁명 시기인 1907년에 저술을 완료한 『농업문제와 소위 '마르크스비판'』에서 농민의 혁명성을 인정하였다. 동시에, 그는 농민의 경제사적 역할과 재화 소유 방식을 분석했을 때, 그들은 기본적으로 소부르주아적 성격을 갖고 있지만, 토지를 사회주의적 경제로 편입하는 과정에서 그들이 프롤레타리아와 같은 역사성을 가진 존재가 될 수 있다고 하였다. 즉, 농민을 '농촌 프롤레타리아'와 '농촌 부르주아'로 분류하고, 전자와의 협력을 추구한 것이다.
레닌은 사회주의 (공산주의의 보다 낮은 단계) 에 적합한 농업 생산관계 형태가 노동집약적 산업과는 별도로, 또는 서로 연계된 상태로 존재할 수 있다는 점을 강조했으며, 이러한 주장의 준거성을 확보하기 위해 그는 '자본주의 농업 발전의 두 가지 길'이라는 이론을 내세웠다. 여기서 논해지는 두 가지 길 중 첫 번째는 당시 유럽에서 농업생산력이 상당히 높았던 프랑스를 기준으로 논해진 것으로, 대토지 소유자가 국내 농업에 대한 온건적인 개혁 정책을 전개하여 자본주의화를 앞당기는 것이다. 이러한 발전 양상은 소위, 보나파르트주의자들이 주도하였다. (레닌은 이를 ‘융커 모델’이라고 칭한다) ― 훗날, 레프 트로츠키는 자신의 저서 『노동자국가, 테르미도르 그리고 보나파르티즘』(영어: Рабочее государство, термидор и бонапартизм)에서 이오시프 스탈린의 군사국가화와 농업 집산화 등의 정책을 '보나파르트주의'라고 칭했는데, 바로 이 맥락에서 쓰인 것이다. ― 두 번째는, 식민지 곡물을 이출하여 국내 지대를 약화시키는 것이다. 이렇게 될 경우 광범위한 자영농 계층은 붕괴하게 되고 다수의 농업노동자인 빈농을 파생하게 된다. 이와 동시에 자본주의 발전은 프랑스의 그것보다 더욱 급진적으로 이뤄진다. 이 경로는 바로 영국의 모델이다. 그는 동시에 스페인과 이탈리아가 거친 자본주의화하의 지대 문제를 과학적으로 규명하였다. 그는 봉건적 토지 소유 제도도 또한 자본주의라는 새로운 국면으로 맞아들면서 기존의 '소수의 대지주와 압도다수의 소농'으로 대표되는 봉건적 농업 체계가 흔들리고 소규모 자영농이 일반화 된 자본주의적 농업 구조로 발전한다는 것을 실증하였다.
이후 자본주의 사회 내에서의 농업 경제도 잉여가치 독식이라는 현상이 필연적으로 발생하기에, 농민도 또한 자본주의에서 사회주의로 향하는 과도기적 단계에서 프롤레타리아의 성격을 일정 수준 가질 수밖에 없다는 것을 증명하였다. 그는 이러한 자신의 이론에 기반하여 1917년 2월 혁명의 이후 성립된 자본주의적 농업 소유 구조는 더 진보된 농업 경제 구조화를 막는 원인이 되었다고 하였다. 사회주의혁명 달성 후 블라디미르 레닌은 1920년 8월 7일 코민테른 2차 대회에서 혁명적 농민을 빈농·소농·영세농으로 규정하였고, 중농과 부농은 이에 포함하지 않았다. 즉, 단순히 농업노동자가 아닌, 자립 불가능할 정도의 자영 영세농도 또한 혁명성이 존재하는 혁명적 농민으로 취급한 것이다.
전세계 자본주의국가들에서 도시 프롤레타리아가 반드시 투쟁으로 인도해야 할, 혹은 적어도 자기 편으로 인입해야 할 농촌의 근로대중과 피착취 대중은 아래와 같은 계급들이다.

1. 자본주의적 농업 기업에서 임금노동으로 자기의 생활자료를 얻어내는 임금노동자(1년 고용자·계정 고용자·납품팔이꾼)들인 농업 프롤레타리아.
2. 반(半)프롤레타리아 혹은 영세 농민, 다시 말하면 자기의 생활자료를, 일부는 농업 및 산업자본 기업에서의 임금노동에서 얻으며, 또 다른 일부는 자기 가족을 먹여살리는 식료품의 일부를 주는 데 불과한 한 조각의 자기 소유지 또는 소작지에서 노동하는 것으로 얻는 농민들.
3. 소농, 다시 말하면 자기 가족 및 자기 농사의 수요를 충족하는데 남의 노동력을 고용하지 않는 낮은 규모의 경지를 소유한 혹은 소작권에 의하여 점유하고 있는 소토지 소유자.
 — 블라디미르 레닌, 1920년 8월 7일 코민테른 2차 대회 「농업문제에 관한 테제」에서

결국 농업의 자본주의화는 봉건적 농업에 비해 진보된 것이나, 농업 노동력의 착취는 여전하며, 대다수 농민은 언제든 자립 불가능한 수준의 소농으로 전락할 위험성을 내포하고 있다. 결과적으로, 전체적으로 농업 생산력은 정체기를 맞을 것이기에 농민과 농업의 빈곤화라는 문제는 해결되지 않는다. 이는 자본주의사회하에서 농민이 산업노동자와 같은 혁명의 유적존재로서 거듭할 수 있는 객관적 조건이 된다. 결과적으로, 토지의 사회주의화는 자본주의사회하에서 빈농의 인간해방을 위한 것이기에, 블라디미르 레닌은 빈농의 혁명성을 중시하였고, 러시아의 프롤레타리아 계급이 이들과 적극적으로 연대해야 할 필요성이 있다는 것을 인정하였다. 하지만, 동시에 농업의 하부 구조 변혁은 상업 이후의 산업이라는 공간의 변혁 속도에 비해서 매우 늦고 둔감할 수밖에 없다고 하였다. 이는 즉, 농민이 혁명적 변화를 체감하는 것에서 근로대중보다 느릴 수밖에 없다는 걸 인정한 것이다. 이 사실에 근거하여 볼셰비키, 멘셰비키, 인민주의자들의 입장을 다음과 같이 정리할 수 있다.
| 분파             | 자본주의사회하 농민의 역사적 성격 | 자본주의사회하 농민의 혁명성 | 자본주의적 농업 생산 구조에 대한 평가 | 농업 문제의 해결법     | 사회주의적 농업 생산 구조의 가능성                       |
| ---------------- | --------------------------------- | ---------------------------- | ------------------------------------- | ---------------------- | -------------------------------------------------------- |
| 볼셰비키         | 부르주아·소부르주아·프롤레타리아  | 인정                         | 발전                                  | 토지국유제(土地國有制) | 가능                                                     |
| 멘셰비키         | 부르주아·소부르주아               | 불인정                       | 발전                                  | 소농자치제(小農自治制) | 불가능                                                   |
| 나로드니키주의자 | 공산주의 형성의 주체              | 인정                         | 퇴보                                  | 토지공유제(土地公有制) | 원시적 농업 공동체를 사회주의/공산주의의 기반이라고 평가 |

소비에트 정부 성립 이후 "프롤레타리아 독재는 노농정부인가?"라는 논쟁에서 이오시프 스탈린은 소비에트 정부가 노농동맹에 입각한 프롤레타리아 독재이며, 이러한 의미에서 노농정부라고 불릴 수 있다고 하였다.
노농정부 문제에 관하여도 그와 관련하여 꼭 말해야겠습니다. 우리 정부의 프롤레타리아적 본질과 또 여기에서 나오는 사회주의적 제과업은 우리 정부로 하여금 우리 농민의 나라에 있어서 프롤레타리아 독재의 사회주의적 및 계급적 제과업 달성함에 가장 중요한 수단인 노농동맹을 유지·강화하는 정책을 수행하는 것을 방해하지 않을 뿐만 아니라 도리어 이 정책의 수행에로 이 정부를 추동하며, 필연적으로 추동하고 있다는 것, 또 그렇기 때문에 이 정부는 노농정부라고 불린다는 것, 여기에 어떠한 모순이 있을 수 있겠습니까? 노농정부의 구호를 내세우며, 우리 정부를 노농정부라고 규정한 레닌이 옳았다는 것은 명백하지 않습니까?
 — 이오시프 스탈린, 1927년 3월 15일 『노농정부 문제에 관하여』(Об образовании Рабочего и Крестьянского правительства)에서
이를 통하여 마르크스-레닌주의에서 논의되는 '프롤레타리아 독재'(독일어: Diktatur des Proletariats)는 노동자(산업프롤레타리아를 포함한 광범한 노동계급)·농민(빈농·소농·영세농)의 동맹에 기초한 사회주의국가라는 것을 알 수 있다. 반면, 트로츠키주의의 경우는 프롤레타리아 독재에 관하여 '노동자국가'(Workers' State)라는 표현을 선호한다.

#### 나로드니키주의에 대한 비판
19세기 말부터 러시아의 진보적 귀족과 러시아 농촌 내 농민에게서 자생적으로 발생한 브 나로드에서 파생된 나로드니키주의(Народничество) ― 소위 당시 인민주의라고도 불린 ― 에 대하여 레닌은 농업 발전의 모든 양상을 거부한 극단적인 정체적 사고라고 비판하였다.
당시 러시아 인민주의자들은 자본주의적 농업 소유 구조는 농업 소유 구조에서 완전한 악(惡)이라고 보았다. 이들은 자본주의적 농업 소유 구조는 인간의 선의에서 벗어난 반인류적 구조인 것이며, 과거의 원시적 농업 형태가 선(善)에 해당하는 공산주의적 공동체의 전형이라고 주장했다.
블라디미르 레닌은 당시 유럽국가의 산업 발전과 농업 구조의 변혁을 실증적으로 검토하였고, 마르크스주의의 지대 이론에 따라 자본주의적 농업 구조는 이전 봉건적 농업 구조에 대해서 발전된 양상이라고 보았다. 부농, 소규모 자영농, 임차농, 농업 프롤레타리아가 다양하게 혼재되었으며, 경자유전의 원칙이 지켜지는 자본주의 농업은 산업의 발전을 촉진시킨 결과물로 나온 것이며, 기본적으로 이 과정에서 지주의 권한을 대폭 약화시켰다. 즉, 이전의 봉건적 농업 구조에 비해 '농지'(農地)이라는 생산수단에 대해서 인민이 더 쉽게 접근할 수 있게 된다고 본 것이다.
이러한 입장에 기반하여 블라디미르 레닌은 러시아 인민주의자들이 경제 문제에 도덕주의라는 허울을 들씌웠다고 비판하였다. 즉, 그들의 주장은 고대사회부터 현재에 이르기까지 진행된 모든 소유 구조의 발전 과정을 염두에 두지 않은 주장이란 것이다. 블라디미르 레닌에게 있어서 이 인민주의 운동은 일종의 공상적 사회주의와 비슷한 것이었다.

#### 멘셰비키에 대한 비판
당시 교조주의 입장에서 농업 문제를 바라봤던 율리 마르토프(Юлий Мартов, 1873 - 1923)와 레프 트로츠키를 비롯한 멘셰비키 일원들은 블라디미르 레닌의 강령을 두고 '농본주의'(Аграризм)라고 비판하였다. 멘셰비키들은 농업은 중세봉건제 사회에서 자본주의 사회로 넘어오는 과도기적 단계에서 그 발전성을 완전히 다했다고 보았다. 즉, 사회주의로의 이행은 완전히 산업노동자의 수중에 달린 것이며, 농업의 발전은 자본주의 상태에서 완전히 끝난 것이다. 이러한 역사 과정 속에서 농민은 자본주의 사회하에서 발전된 토지 소유 구조를 대변하는 소부르주아적 성격을 버릴 수 없게 되며, 이들은 기본적으로 혁명에 방관하는 입장을 취하는, 혁명성이 존재하지 않는 존재라고 본 것이다. 토지는 원칙적으로 생산수단에 속했기에 농민은 생산수단을 소유한 계층이라고 파악할 수 있으며, 이에 따라 농민을 부르주아 또는 소부르주아로 취급해야 한다는 것이 이들의 입장이었다.
블라디미르 레닌은 이 주장을 앞서 서술된 농업 발전의 보편성 예시를 들어 비판하였다. 첫 번째로, 만약 자본주의사회의 농업 구조가 모든 농민에게 균일하고 지속 가능한 수준의 수익을 줄 수 있는 구조라면, 또한 토지라는 생산수단을 소유했다는 사실 그 자체만으로도 자본주의사회 내에서 경제사적 기득권을 취할 수 있는 입장이라면, 멘셰비키의 주장대로 자본주의 농업 구조는 발전을 다한 구조라고 할 수 있으며, 농민은 사회주의로 나아가는 과정에서 배제의 대상이라고 할 수 있을 것이다.
하지만, 레닌은 자본주의 사회에서 '토지'는 '토지 소유자에게 있어서 생산수단'의 성격이 있는 동시에 '허용받은 프롤레타리아가 다루는 (부르주아의)생산수단'과도 같은 것으로 작용할 수 있다고 분석했다. 그 이유는 자본주의 농업 구조에서는 필연적으로 수익이 소수의 자영농에게 몰리게 되어있으며, 그것은 부농을 필연적으로 발생하게 하고, 부농은 다수의 소농에게 농지를 임대하여 '농지'를 '토지 소유자에게 있어서 생산수단'이라기보다는 '허용받은 프롤레타리아가 다루는 (부르주아의)생산수단'과 같은 것으로 전환시키기 때문이다.
결과적으로 토지를 임차하는 임차농은 사실상 봉건 사회의 농노나 소작농과 다를 바가 없다. 이러한 임차농의 수가 임대의 주체인 지주(부농)에 비해 월등히 높은 수이며, 그것은 자본주의 농업 구조의 일반성이라고 일컬을 수 있다. 당시 멘셰비키는 소농을 포함한 모든 농민을 '생산수단을 소유한 자'라고 규정하여 타도 및 지배의 대상으로 규정했는데, 이는 현실에 전혀 맞지 않으며 마르크스주의와 관련이 있지도 않다는 것이 레닌의 비판이었다. 두 번째로는, 농업은 공산제 사회에서 노예제 사회로 넘어왔을 때, 그리고 노예제 사회에서 봉건제 사회로 넘어왔을 때 항상 변혁의 과정을 겪었으며, 그러한 변화의 양상이 자본주의라는, 사회주의 및 공산주의로 향하는 중간 단계에서 완전히 사라진다는 보장은 없다는 것이다. 동시에 실증적으로도 자본주의 농업 소유 구조는 농업 생산 구조의 완벽한 모습이라고 하기 어렵다. 예를 들어, 농지 임대를 금지시켜서 소농의 수가 늘지 않는다고 하더라도 그것은 필연적으로 농업생산력을 감소시키는 요인으로 작용하게 된다. 결국, 자본주의하 농업 구조는 다수의 소농과 극소수의 부농의 양극 상태로 나아가거나, 아니면 생산력을 기하급수적으로 감소시키면서 적은 생산력을 유지하느냐, 둘 중 하나의 선택만을 할 수 있는 구조에 불과하다. 또한 이러한 구조는 사회주의로 나아가는 산업의 양태와 자연스러운 발전 구조를 이루기 어렵다고 주장하였다.
결과적으로 볼 때 블라디미르 레닌의 이러한 주장은 '스스로의 노동이 경제적 기득권에 의해 잉여가치로 전유될 수 있거나, 실제 이런 상태에 있는 모든 계층' 즉, 자본주의국가에서 경제적으로 약자의 위치에 놓여져 있는 모든 계층에게 혁명성을 부여한 것이나 다름이 없다고 할 수 있다. 이와 관련된 레닌의 견해는 1908년에 저술된 레닌의 저서인 『마르크스주의와 수정주의』(Марксизм и ревизионизм)에서 확인할 수 있다.
자본주의사회에서 수정주의의 불가피성은 어디에 놓여 있는가? 왜 그것은 민족적 특이성이나 자본주의의 발전정도의 차이보다 더 뿌리 깊은 것인가? 왜냐하면 자본주의 국가에서는 프롤레타리아와 나란히 항상 광범한 소부르주아와 소소유자층이 존재하기 때문이다. 자본주의는 소생산에서 발생했으며 끊임없이 발생하고 있다. 수많은 새로운 '중간층'들이 자본주의에 의해 불가피하게 생겨나게 된다.(공장의 하청업체들, 가내노동, 자전거나 자동차 산업과 같은 대산업의 필요를 충족시키기 위해 전국에 흩어져 있는 소규모 작업장들) 이 새로운 소생산자들 또한 불가피하게 프롤레타리아의 대열로 내던져진다. 그렇기 때문에 광범위한 노동자들의 대열 내부에서 소부르주아적 세계관이 계속해서 고개를 치켜들게 된다는 것은 매우 자연스러운 것이다. 프롤레타리아 혁명에서 일어나게 될 운명의 변화에 도달할 때까지는 그럴 수밖에 없으며 항상 그럴 것이라는 것도 매우 자연스러운 것이다.
 — 블라디미르 레닌, 『마르크스주의와 수정주의』에서
다시 말하여, 노동자와 빈농만이 아닌, 영세자영업자, 지식인도 또한 혁명성이 있는 존재로 취급할 수 있는 근거가 된다. 블라디미르 레닌이 비판했던 멘셰비키의 입장은 훗날에 형성된 트로츠키주의가 그대로 고수하였는데, 이들은 '노동자에 의해 지도되는 농민'만이 가능할 뿐, 대등한 위치에서의 노농동맹은 불가능하며, 혁명의 동력은 오직 산업프롤레타리아라는 이론을 내세우고 있다. 로자 룩셈부르크의 경우도 "사회주의 혁명이라는 객관적 조건을 형성하기 위해 농업자본을 희생시켜야 한다."라는 농업희생론(農業犧牲論)을 내세웠다는 점에서 멘셰비키의 입장과 같다고 할 수 있다.

### 유물사관
블라디미르 레닌이 사적유물론의 단계론적 측면을 무시하고 러시아 혁명을 지도했다는 주장이 있으나, 이는 멘셰비키와 독일의 마르크스주의자인 카를 카우츠키의 단계론 해석에만 머무는 주장이다. 그는 오히려 단계론의 취지에 어긋나는 극좌모험주의적 주장에 대한 혹독한 비판을 가했으며, 사적유물론(史的唯物論)의 단계론 해석에서 정통마르크스주의의 교조성을 철저히 비판하고 현실에 맞게 이론을 보완하였다. 그 대표적인 것이 혁명적 분위기 조성(Революционная ситуация)이라는 개념과 20세기 자본주의가 제국주의의 단계로 이르렀다는 제국주의론이다.

#### 단계론
블라디미르 레닌은 자신의 저서 『러시아에 있어서 자본주의의 발전』에서 러시아가 기존의 농경에 기반한 봉건제에서 자본주의혁명의 진입기에 들어섰다고 하였다. 또한 1917년 4월테제(April Theses)에서 2월 혁명의 영향으로 이제 자본주의로의 도약이 완료되었으며, 제1차 세계대전에 의한 혁명적 분위기 조성(Революционная ситуация)에 부응하여 사회주의로의 이행기를 산업노동자 계급이 선도해야 한다고 하였다. 그러나 이러한 입장은 멘셰비키와 자주 충돌을 야기하는 입장이었다. 블라디미르 레닌은 '자본주의 발전의 성숙도'와 '혁명적 분위기 조성'이라는 두 가지 문제를 논함에 있어서 멘셰비키의 주장을 비판했었는데, 이는 멘셰비키가 이 두 가지를 결정론적으로 연계시켜서, "국내에서의 자본주의 발전의 성숙도가 없다면, 사회주의로의 혁명도 또한 절대불가."라는 국민주의·교조주의적 해석을 가했기 때문이다. 블라디미르 레닌은 자신의 저서 『국가와 혁명』(Государство и революция)에서 멘셰비키와 이에 동조하는 소위 '정통적 마르크스주의자'들의 주장을 비판하였다.
혁명적 분위기 조성의 객관적 조건에서 자본주의 도입이 필수요건인 것은 사실이다. 하지만, 카를 마르크스가 이를 '발전된 자본주의'라 칭한 이유는, '발전된 자본주의'가 갖는 제국주의적 속성 때문이었다. 오늘날까지 이어지는 전지구적인 식민지 쟁탈 현상은 유럽 내에서 국경 없는 '자본주의 발전 성숙도'에 기반한다. 그리고 이러한 발전은 당연히 생산력 발전에 기반한 것이다. 현재 유럽의 발전된 자본주의 국가는 스스로의 생산력을 감당하지 못 할 정도가 되었다. 이 구조는 전세계적 제국주의 경쟁을 불러왔으며, 이러한 현상으로 인해 러시아 내에서도 역시 혁명적 분위기 조성이 존재하게 되었다. …(중략)… 따라서 멘셰비키들의 주장은 혁명의 객관적 조건을 개개 민족 단위의 합법적 폭력 기구인 국가라는 틀에 한정지어서 해석한 것에 다름이 아니다.
 — 블라디미르 레닌, 『국가와 혁명』(1917년)에서
블라디미르 레닌의 이러한 지론은 생산력 발전을 국가의 단위가 아닌, 세계의 단위에서 보아야 한다는 기준에서 나온 것이다. 이는 "현재의 자본주의는 제국주의 단계로 넘어왔다. 생산력의 과잉 시대로 진입한 현 시점에서 혁명의 고조는 제국주의 분쟁의 중심지인 유럽에서 산발적이며, 분산적일 수밖에 없다.", "러시아 프롤레타리아는 유럽 프롤레타리아 중에서 가장 계급적으로 각성된 의식을 갖고 있다."라는 블라디미르 레닌의 언급으로 간단하게 표현할 수 있다. 이후 1년 후인 1918년에 블라디미르 레닌은 『프롤레타리아 혁명과 배신자 카우츠키』(Пролетарская революция и ренегат Каутский)라는 저서를 통하여 독일 내 수정주의자들과 이른바 카우츠키류의 교조주의자들을 비판하기 시작하였다. 그리고 수정주의와 교조주의는 생산력 발전이라는 논의 차원을 오직 국경으로 선이 그어진 국내 안에서의 생산력 발전에 국한한다는 점이서 비슷한 반혁명 사조라고 비판하였다.

##### 아시아적 생산양식에 대한 입장
카를 마르크스의 저서 『정치경제학 비판 요강』(독일어: Grundrisse der Kritik der politischen Ökonomie)에 따르면, 중국과 인도 등과 같은 아시아 국가는 서양의 봉건제와 차별화 된 정체이다. 마르크스는 헤겔의 『역사철학』과 유물사관의 입장에 따라 당시 아시아 사회를 노예제와 봉건제의 성격이 혼재된 정체적(停滯的) 사회라고 진단하였다. 그는 이에 기반하여 아시아적 생산양식은 자본주의 사회로 나아갈 수 있는 봉건제의 상태와 다른 것이며, 모든 경제 요소에 대한 소유 권리를 하나의 전제군주에게 전유한 전제주의 체제의 일종이라고 주장했다. 하지만, 이오시프 스탈린은 1931년 레닌그라드 회의에서 아시아의 생산양식을 봉건제와 다른, 특수한 무언가라고 보지 않았으며, 카를 마르크스가 동시대에 판별했던 아시아 사회에 대해 '봉건사회'라고 규정하였다. 즉, 스탈린은 당시 아시아에 대해서 '아시아적 생산양식'의 도식에 맞춰서 해석하기를 거부하였으며, 동양의 전근대사회의 성격을 서양 봉건사회와 비슷한 단계의 사회로 간주했던 것이다. 따라서, 마르크스-레닌주의의 사회발전론에서 '아시아적 생산양식'은 인정되지 않는다. 스탈린의 해석을 따를 경우 동양의 전근대 국가도 또한 자본주의로 나아갈 수 있는 발전성을 갖추고 있다고 해석할 수 있다는 점에서, 근대산업화 시대 당시 반식민지(反植民地) 대열에 선 공산주의자들은 일반적으로 전근대의 자국을 봉건사회라고 판단하였다.
그러나, 오늘날에 들어서 아시아의 생산양식에 대한 카를 마르크스의 해석과 이오시프 스탈린의 기계론적 해석은 논쟁을 불러일으키고 있다. 가령, 전자의 해석을 따를 경우, 동양의 사회구성체는 서양의 사회구성체에 비해 뒤떨어진 것이 되며, 동양 사회를 자체적인 발전성이 없는 정체된 사회로 봤다는 점에서 이 사관은 제국주의 침탈에 이용될 소지가 크기 때문이다. 또한 후자의 해석을 따를 경우, 동북아 지역의 사회도 봉건사회로 해석할 수 있는데, 당시 일본을 제외한 동북아 사회는 봉건제의 성격보다는 중앙집권적 관료제의 성격을 더 강하게 갖췄기 때문에 역시 논쟁의 여지가 크다. 두 문제와 관련된 논쟁은 역사를 보는 관점 중 하나인 역사주의(historicism) 도식에 대한 근본적인 회의 및 비판으로도 이어질 수 있다는 점에서 상당히 중요한 것이라고 할 수 있다.

##### 인민민주주의

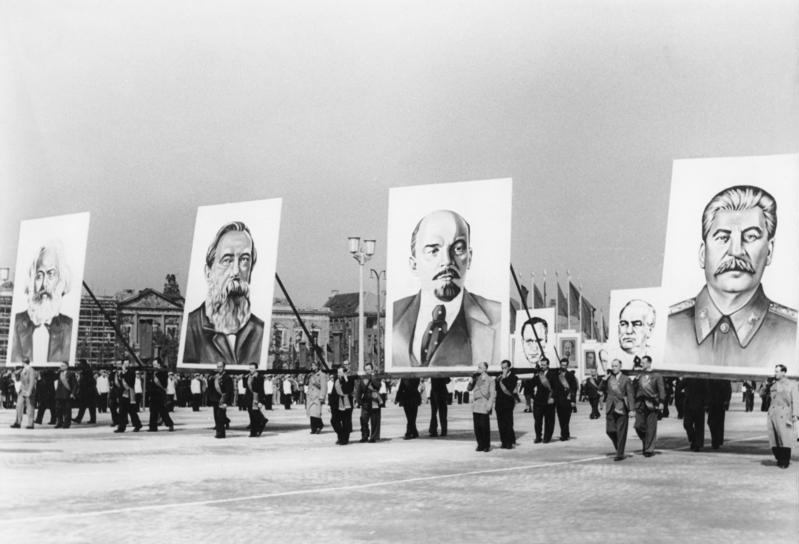
1953년 독일민주공화국에서 행진하는 마르크스, 엥겔스, 레닌, 스탈린의 초상화 행렬. 독일민주공화국은 자본주의로 흡수 통일이 되기까지 자국의 사회발전단계를 인민민주주의로 규정하고 있었다.

블라디미르 레닌은 '혁명적 분위기 조성'이라는 개념과 생산력의 발전에 따른 영향은 전지구적이라는 세계혁명적 관점에 기반하여 10월 혁명을 동부 유럽 지역 사회주의혁명의 시초로 규정하였다. 그러나, 당시 러시아의 자본주의적 생산력이 서유럽에 비해 뒤쳐진 상태란 것은 그도 인정한 바였다. 레닌 사후 이오시프 스탈린이 권력을 잡고, 1928년, 제1차 경제개발 5개년 계획을 발표하면서, 자본주의적 본원 축적을 사회주의적 계획 경제의 방식으로 축적하게 되는데, 1936년 12월 5일 전 연방 소비에트 제8차 대회는 새로운 소비에트 연방헌법(스탈린 헌법)을 개정하는 과정에서 이 기간을 포함하여 1918년에서 1936년 사이까지를 사회주의 발전 단계라고 규정하게 되었으며, 헌법이 채택된 시점에서 소련은 더 이상 자국을 사회주의 발전 단계가 아닌, '노동자와 농민의 사회주의국가'라고 규정하였다. 여기서 주의해야 할 점은, ‘사회주의 발전 단계’가 사회주의와 이질적인 특정한 것이 아니라는 점이다. 스탈린은 1918년에서 1936년 사이의 사회 구성도 사회주의로 보고 있었으며, 1936년 이후에 대해서도 소련을 사회주의라고 규정하였다.
1945년 제2차 세계 대전에서 추축국이 패하고 수많은 동유럽의 국가들이 공산화되었을 때 이오시프 스탈린은 동유럽 지역의 혁명을 '인민민주주의 혁명'으로 규정하였으며, 또한 한반도 이북 지역도 인민민주주의(народной демократии, People's democracy) 단계로 규정하여, 광범위한 통일전선에 따른 정부를 구성하라고 지시하였다. 이러한 '인민민주주의 정부'는 노동자와 농민 뿐만이 아닌, 민족자본가와 양심적 지식인, 그리고 중산쁘띠부르주아의 연합 정권의 형태를 보였으며, 원칙적으로는 사회주의국가가 아닌, 반봉건사회에서 사회주의로 이행하는 과도기적 단계에 있는 정체였다. 중국의 공산주의 혁명가인 마오쩌둥(毛澤東)은 1940년에 펴낸 저서 『신민주주의론』(新民主主義論)에서 중국 혁명의 성격을 '신민주주의혁명'(新民主主義革命)이라고 규정하였는데, 이러한 이론은 인민민주주의 노선과 맞닿아있는 것이었다. 같은 시기, 한국의 공산주의 혁명가이자 항일게릴라 지도자인 김일성(金日成)이 내세운 '반제반봉건민주주의혁명'(反帝反封建民主主義革命)도 이와 같은 것이라고 할 수 있다. 제2차 세계대전 종전 후 수많은 공산당 통치 국가가 국호에 '사회주의'를 넣지 않고, '민주주의인민', '인민', '인민민주주의' 등을 넣은 것도 위와 같은 단계론에 기반한 것이다.
이 상태하에서 민주주의는 생산수단의 국유화, 하급인민위원회에 따른 지역 관리, 토지개혁 등을 수행하여 반봉건 잔재를 잠식하고 '인민의 적'으로 분류된 집단에 의한 반혁명기도를 분쇄할 수 있는 사회주의 혁명의 객관적 조건을 마련하는 목적성을 갖게 된다. 따라서 '인민민주주의' 또는 '민중민주주의'는 프롤레타리아 독재와 완전히 같은 개념이라고 할 수 없으나, 프롤레타리아 독재로 나아가기 위한 명확한 목적성을 갖고 있으며, 산업노동자·빈농이 지도하는 혁명적 당이 정치 권력을 독점하는 양상을 보인다는 점에서 사실상 차별성은 없다고 할 수 있다.

#### 제국주의론
블라디미르 레닌이 저작한 정치경제학 이론서이다. 자본주의와 제국주의의 관계를 설명하였고, 거대한 초국적 기업과 강대국 자본주의의 약소국 경제에 대한 착취 루트에 분석한 이론이다. 블라디미르 레닌에 따르면 자본주의 사회구성체하에서 자본가들은 더 많은 잉여가치를 독식하기 위해 식민지 쟁탈전을 필연적으로 감행할 수밖에 없다.

##### 불균등 발전 법칙

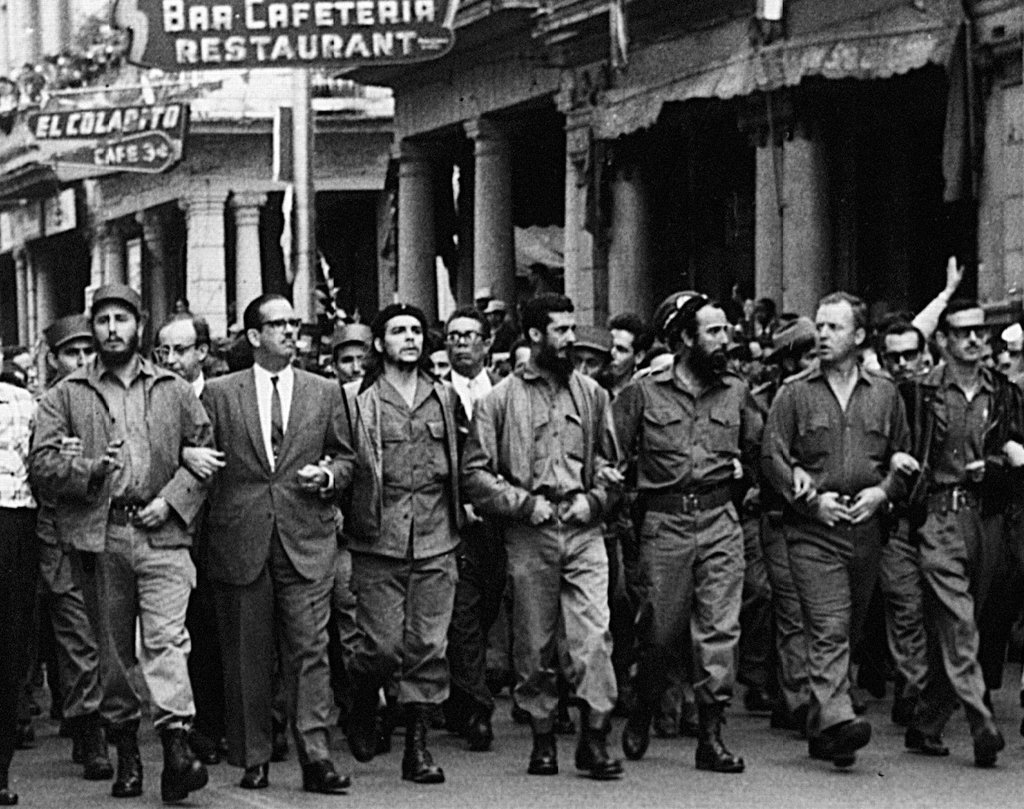
1960년 3월 5일 수도 아바나에서 찍힌 쿠바 혁명 주역 사진. 쿠바 혁명은 중남미의 대표적인 반제국주의 혁명이며 동시에 인민민주주의 혁명이기도 하다.

블라디미르 레닌은 1917년에 펴낸 자신의 저서 『제국주의론』에서 자본주의의 '정치·경제의 불균등 발전'(러시아어: Неравномерное экономическое и политическое развитие)을 정식화하였다. 이 이론은 자본주의가 갖고 있는 태생적인 불균등성 ― 사적 소유와 이윤추구, 그리고 생산의 무정부성으로부터 촉발되는 ― 에 기반하고 있다. 소소유 및 소생산에 기반한 소영업가들은 자본주의 스스로가 갖고 있는 성질인 불균등성에 의해 몰락하게 될 것이며, 이익이 소수 대자본에 집중할 것이다. 그 결과 독점자본주의가 형성되면서 원료 생산지와 강매지를 찾기 위해 제국주의로 나아가게 된다.
레닌은 영국이 인도를 서서히 지배하기 시작한 1850년대부터 본격적으로 제국주의 단계로 나아갔다고 하였으며, 대륙 유럽의 경우는 1860년대 말 식민지 팽창을 시작한 프랑스를 기점으로 제국주의 단계로 나아갔다고 하였다. 하지만, 이 시기는 여전히 제국주의 단계로 나아가는 시기였기에 제국주의 포화 상태는 아니라고 규정하였다. 레닌은 카를 마르크스가 이 시기에 세계혁명론을 주장한 이유가 바로 그가 살았던 시기는 이러한 단계에 머문 상태였기 때문이라고 분석했다.
자본주의가 가지고 있는 불균등성이 제국주의 수준에 미치지 못 한다면, 자본주의국가는 '서로 협력하는 경제 관계로서의 상호의존성'을 버리지 못 한다. 결국, 일국혁명은 '자본주의세계의 공고한 연합'에 의해 진압될 것이다. 레닌은 바로 이 사건이 1871년 파리 코뮌 진압이라고 분석했다. 이후 제국주의 팽창이 극에 달하면서 성숙한 제국주의국가가 성립되고 다른 제국주의국가와의 경쟁이 시작되는 시점에서, 제국주의국가는 더는 다른 제국주의국가와 협력 관계를 가지지 않게 되며, 자본 경쟁은 극에 달하게 된다. 결국 제국주의 상태에 이르게 되면 필연적으로 제국주의국가는 저발전된 자본주의국가 또는 봉건국가를 자국의 제국주의 팽창을 위해 정치·외교·경제적으로 재분할하기에 이른다.
레닌은 이 과정에서 수많은 인민이 전쟁에 나가 죽을 것이며, 기아·역병·학살을 동반한 전쟁의 참상은 이전의 전쟁과는 질적으로 비교가 안 될 정도의 엄청난 수준이 될 수밖에 없다고 분석했다. 그는 제국주의 체제에 대해 ‘인류 역사상 가장 광적이고 야만적인 체제’라고 표현했다. 그리고 제국주의를 진압하는 대의에서 일국혁명의 정당성이 생기게 된다. 제국주의세력의 세계 재분할 과정에서 필연적으로 '약한 고리'가 등장하게 되며, 그 약한 고리에서 혁명이 일어날 경우, 제국주의블록은 연합된 저항력을 보이지 못 하게 된다. 레닌은 바로 그 재분할의 결과가 제1차 세계대전이며, 약한 고리는 차르 체제의 러시아 제국이라고 하였다.
불균등 발전법칙에 따르면, 제국주의국가는 필연적으로 이윤율을 증가시켜 자본을 팽창하기 위해 지속적인 세계 재분할 시도를 감행해야 한다. 그리고 이 과정에서 차르 러시아의 경우와 같이 '약한 고리'를 만들어내게 된다. 그리고 제국주의국가는 '제국주의 열강 사이의 대립(경쟁)'이라는 공간 안에서 이 약한 고리에서 일어난 혁명에 쉽게 대처할 수 없게 된다. 결국 제국주의 체제는 혁명에 의해 무너지게 되고 자본주의는 설 자리를 잃게 될 것이다. 따라서, 레닌은 제국주의시대에서 보편성을 갖는 혁명은 세계혁명이 아닌 일국혁명이라고 하였다. 즉, 그에게 세계혁명은 불균등성이 심화되지 않은 자본주의 단계에서나 유의미하며, 제국주의 시대에서는 '약한 고리'에 집중적인 타격을 가할 수 있는 일국혁명이 더 선호되는 것이다. 이오시프 스탈린은 이 체계를 받아들여서 레프 트로츠키의 영구혁명론을 비판하였다.

##### 민족 해방
'정치·경제의 불균등 발전'에 따라 제국주의국가는 생존을 위해서 계속 세계를 재구조화 ― 내정간섭, 침략전쟁 등을 동반한 재구조화이다. ― 하는 데에 치중할 것이고 그 결과 스스로를 파괴할 수 있는 '약한 고리'가 생기게 된다. 동시에, 제국주의국가는 초과이윤 혜택을 국내 인민에게 분배하는 방식을 사용한다. 예를 들어, 각종 복지 혜택을 제공하는 것 등이 이에 속한다. 더불어 노사협조주의에 기초한 노동자 기만 전략을 사용할 것이고, 이를 가속화하는 이른바 '노동귀족'(독일어: Arbeiteraristokratie)은 자본가와 타협하여 '사회민주주의'라는 자본주의에 기생하는 기회주의 노선으로 점철될 것이다. 이러한 일련의 과정은 결국 자발적인 혁명을 더더욱 어렵게 한다. 유럽 혁명에 대한 이와 같은 분석은 독일 혁명의 실패와 헝가리 소비에트의 붕괴 이후 블라디미르 레닌과 기타 볼세비키 일원들의 입장을 반영하고 있는데, 이들은 그 결과로 중국과 같은 아시아를 새로운 혁명의 발산지로 여겼다. 레닌이 보기에 중국은 제국주의 열강이 재분할 대상으로 여기는 핵심 국가로, '약한 고리'가 만들어질 수 있는 가장 확률이 높은 지대였기 때문이다. 이에 따라 1920년 코민테른의 지시로, 중국 공산당이 1921년에 창건됐고, 레닌이 지도하는 소련은 반제국주의 연대라는 명분으로 쑨원의 중국 국민당을 지원하였으며, 대한민국 임시 정부에 독립 자금을 지원하기도 하였다.
중국 혁명에 대한 소련의 지원은 중국의 공산주의자들이 '민족 모순'(民族矛盾)이란 개념을 새로 만들고, 중국 혁명의 성격을 재진단하게 되는 핵심 사건이었다. 오늘날 마르크스-레닌주의에서 언급되는 '민족 모순'은 어디까지나 '계급 모순'을 통해 파생된 문제로 여겨진다. 이는 불균등 발전 법칙에 따를 경우 쉽게 이어지는 결론이라고 할 수 있다. 즉, 제국주의는 자본주의로부터 나오는 것이며, 자본주의는 폭발적인 계급 모순을 내재하고 있는 생산관계이다. 결국 제국주의가 약소 민족을 억압하면서 생기는 '민족 모순'은 자본주의로부터 비롯된 것이라고 할 수 있으며 본질적으로 이는 '계급 모순'이라고 할 수 있다. 이러한 점에서 계급 모순은 곧 민족 모순이며, 민족 모순은 곧 계급 모순으로 화한다. 이에 따라 블라디미르 레닌과 이오시프 스탈린은 제국주의 단계에 올라선 시점에서 제국주의국가는 대중 통치에 대한 식민지 지배 구조의 의존도가 상당한 것인 바, 이러한 의미에서 약소 민족의 '민족' 개념은 결과적으로 제국주의 체제의 약한 고리를 만들어내는 주요한 원인이라고 분석했다. 따라서, 마르크스-레닌주의는 원칙적으로 반제민족주의자들의 식민지 민족해방운동을 적극적으로 지원·장려한다.

## 인식 이론
레닌주의 및 마르크스-레닌주의 인식 이론은 정통마르크스주의의 교조주의와 비교될 수 있는 가장 큰 특징 중에 하나이다. 기존 마르크스주의자들은 카를 카우츠키의 교조에 따라 자본주의 사회를 기계적으로 분석하려고 했으며, 일부는 실증주의와 접목을 시도하였다. 물론 이러한 과정에서 마르크스주의 인식론 문제는 그들의 관심사가 전혀 아니었으며, 심지어 이에 대하여 무지했다. 그러나 블라디미르 레닌은 마르크스주의에서 인식 이론 문제가 과학적으로 해결되지 않는 한, 카를 마르크스가 언급한 ‘고도로 발달한 추상성을 대표하는 활동인 노동’이라는 개념이 원천적으로 부정당할 것이라고 여겼다.
레닌은 사적 유물론에 기반하여, 생산 관계와 생산력 사이의 모순에 따라 운용되는 경제 법칙이 사회구성체의 성격을 개변하는 제일의 원인이라고 하였지만, 그러한 개변은 단순히 경제 법칙의 변화와 동질의 것은 아니라고 하였다. 오로지 그러한 변화 및 예정 속에서 탄생하는 ‘고도로 발달한 의식성’이 있어야만 노동 계급은 비로소 계급의식을 지닐 수 있게 되고, 이 계급의식의 유지·발현·발전 정도에 따라 해방 운동 및 혁명을 성공적으로 실행할 수 있다. 만약 마르크스주의자가 경제 법칙의 실증성 및 그것의 기계성만을 강조하면서 대중의 능동적인 투쟁을 무시한다면 그것은 소박한 수준의 기계론에 지나지 않으며, 마르크스주의 근간인 변증법에 대한 무지를 드러내는 것과 다르지 않다.
역사적으로 수많은 마르크스주의 학자들이 기계주의의 함정에 빠져서 혁명에 대해 지나친 경제주의, 숙명주의 입장을 취하게 됐다. “사회주의로의 본격적인 나아감은 고도로 발전한 자본주의에서만 이루어질 수 있다.”라는 말로 대표되는 이 속류유물론적 관점은 마르크스주의의 인식 이론 부분을 완전히 이해하지 못 하는 입장이었다. 레닌이 『프롤레타리아 혁명과 배신자 카우츠키』에서 비판한 카우츠키 역시 이와 같은 함정에 빠진 마르크스주의자였으며, 러시아 사회민주노동당의 분파인 멘셰비키도 또한 이러한 교조적 경제주의 함정에 빠진 집단이었다. 이들은 마르크스주의에서 인식론의 성격을 완전히 없애려고 하거나, 이것을 이해하길 거부했으며 오로지 몇 가지 경제학 관련 저서를 독해한 것만으로 세상을 단순하게 평가하려고 한 것이다. 그 결과 경제주의자들의 노선은 혁명 투쟁에서 오히려 장애 요인으로 되었다.
레닌은 『유물론과 경험비판론』(Материализм и эмпириокритицизм)에서 기계론을 설파하는 학자는 물론이고, 마르크스주의에 대해 이러한 경험론, 기계론적 해석을 가미하는 모든 시도를 비판했다. 이후 이오시프 스탈린은 『변증법적 유물론』(О диалектическом и историческом материализме, DIAMAT)을 통하여 레닌의 인식론을 계승하고 이 인식론을 생산 관계 및 경제 현상 분석 이전에 고려되어야 할 중요한 요소로 간주했다.

### 유물론과 경험비판론
카를 마르크스는 『데모크리토스와 에피쿠로스의 자연철학의 차이』(Differenz der demokritischen und epikureischen Naturphilosophie)와 『독일 이데올로기』를 통하여 유물론과 변증법의 기초를 닦았다. 이 저서의 내용을 통하여 마르크스가 바뤼흐 스피노자의 우주관과 양질전화의 논리를 정합하여 ‘의식성의 최일선으로서 노동’이라는 개념을 어떻게 도출해냈는지 알 수 있다. 이후 이 발전된 유물론은 프리드리히 엥겔스가 계승하였다. 프리드리히 엥겔스는 자연에 존재하는 모든 물질은 기존의 모순 관계에 따라 변화-발전하여 새로운 것을 형성한다고 보았다. 즉, 마르크스의 유물론을 사회, 역사적 맥락에서 자연과학적 맥락까지 적용시킨 것이다. 이러한 그의 노력은 『반뒤링론』(Anti-Dühring)에서도 확인할 수 있다. 엥겔스의 이른바 '자연변증법' 철학적 교조는 자연스럽게 레닌에게 이어져 상당히 결정론적인 변증 유물론을 형성하기에 이른다. 카를 마르크스와 프리드리히 엥겔스의 변증법적 유물론 사상에 영향을 받은 레닌은 당의 세계관적 교조를 만듦에 있어 주로 엥겔스의 자연변증법 사상을 기반화하고 플레하노프 등의 유물론을 비판적으로 흡수하였다. 그리고 이 노력의 결실이 바로 1909년에 저술을 완료한 『유물론과 경험비판론』이라는 저서이다. 여기서 언급되는 '경험비판론'이란, 다양한 경험주의 사조를 의미한다. 이 저서에서 블라디미르 레닌은 독일, 러시아, 오스트리아 등지에서 유행하는 절충주의, 경험주의 주장을 비판하는데, 절충주의 주장에는 기호실용주의(Прагматизм), 신칸트주의(Неокантианство) 등이 있으며, 경험주의 주장에는 경험일원주의(Эмпириомонизм), 내재주의(Имманентная философия) 등이 있다. 레닌 사후 이오시프 스탈린은 레닌이 나열한 이 사이비 마르크스주의의 일반적인 이론적 특징을 재규명한 다음에 철저히 비판하였다.

#### 경험주의 사조에 대한 비판
중앙유럽과 영국의 생물학 발달로 인해 당시 19세기 말 유럽에서는 '생물학주의'에 기초한 기계론이 유행하고 있었다. 카를 마르크스도 또한 자신의 저서에서 찰스 다윈의 유전학 이론을 많이 언급하였으며, 진화론적 사고를 갖고 있었다. 때문에 유럽 내 수많은 생물학주의 성향을 가진 공산주의자들은 마르크스주의에 대한 소박실재론(Наивный реализм, 素朴實在論)적 해석을 무분별하게 적용하였다. 블라디미르 레닌은 카를 마르크스와 프리드리히 엥겔스의 철학을 고찰하여 이들의 주장을 논파하였다.

##### 경험일원주의

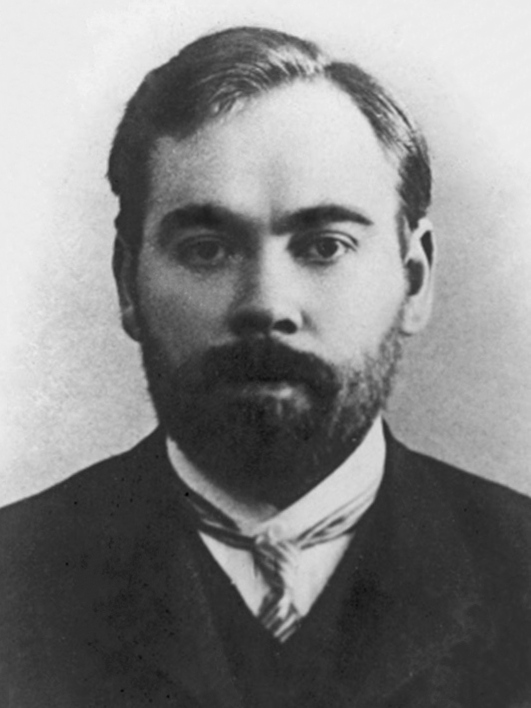
1903년 당시 알렉산드르 보그다노프의 사진이다. 그는 볼셰비키 내에서 마르크스주의를 기계론, 경험주의 입장으로 해석했기에 블라디미르 레닌과 수시로 논쟁을 하였다.

블라디미르 레닌은 『유물론과 경험비판론』에서 경험일원주의(Эмпириомонизм, 經驗一元主義)를 가장 큰 분량을 할애하여 비판했다. '경험일원주의'라는 표현은 러시아의 의사이자 볼셰비키 내 전진파(前進派, Вперёд) 경험주의 이론가였던 알렉산드르 보그다노프(Алекса́ндр Богда́нов, 1873 - 1928)가 1906년에 저작한 저서의 제목에서 따온 것이다. 레닌은 이 입장을 다양한 표현으로 나타냈는데, '기계론'(Механицизм), '마하주의'(Махизм), '유아론'(Солипсизм) 등이 그것이다. 경험일원주의 입장은 영국의 조지 버클리(George Berkeley)가 시초이며, 프랑스 좌익부르주아 사상의 중심에 서 있는 개념이라고 할 수 있다. 물리학 및 생물학 분야에서는 에른스트 마하(Ernst Mach)와 리하르트 아베나리우스(Richard Avenarius)에 의해 시작됐고, 러시아 내에서는 알렉산드르 보그다노프가 주창하고 있었다. 그리고 이 입장은 다양한 경험주의, 절충주의적 입장과 불가지론적 전제들과 약간 혼재된 상태로 존재하고 있었다.
선술된 이론가들에 의하면 감각적으로 인지된 요소는 인지된 대상물질이 갖는 객관성(즉, 물자체)과 완전히 일치하며 ― 이러한 주장은 "원래부터 가시적 사물은 그 자체로 존재하는 것이며, 그것은 '물자체'와 '현상'으로 나눠지지 않는다."는 주장과 같다고 판단할 수 있다. ― , 그 어떠한 정합도, 기초주의적 회의도 또한 필요 없다. 의식 활동의 층위에서 논의되는 시공간은 모두 감각된 것들의 파지에 의한 의식(意識)이 조작해내는 것이며, 객관적인 시공간은 오직 자연과학의 층위에서만 논의되는 시공간 뿐이다. 즉, 의식적 시공간은 모두 감각을 통해 파생되는 부차적 의식의 조작일 뿐이다. 이는 변증법적 유물론의 '유적존재(Gattungswesen)로서의 인간'을 완전히 거부하는 주장이므로, 사적유물론에 따른 생산관계의 발전을 통채로 부정하는 논리로 작용된다. 이들은 사회발전이라는 것도 모두 감각인지에 따라 파생된 행동 에너지의 개연적 증감에 따라 나타날 뿐이라고 주장한다. 결국 이 주장은 기계론적 결정주의로 빠지게 된다.
레닌은 사회발전의 일반적 제법칙을 고찰하고, 그것 역사적 보편성의 선형성 통하여 인간의 의식 활동이 단순히 감각인지의 단순 인과론적 조합이 아니라는 것을 증명하였다. 경험일원주의자들은 의지 활동이 물질적 측면에서 논의되는 에너지 활동이란 것을 전제하고 있다. 따라서 감각인지는 그 자체로 물질적 활동이며 시공간성이 존재한다고 하더라도 그것은 개별적 의식과는 독립된 것이기에, 반영주의자들이 말하는 '의식성'은 고려 대상이 아니다. 마르크스주의를 이러한 경험일원주의의 틀에 맞추려는 주장에 대해 레닌은 본래 인간의 모든 행동이 감각인지로부터 파생된 것이라면, 그 어떤 역사적 법칙도 존재할 수 없다고 반박하였다. 결과적으로 경험일원주의는 마르크스주의에 대한 반대 논리일 뿐이다. 동시에 이들의 감각주의적 유아론 입장도 철저히 비판하였다. 레닌은 기본적으로 인간은 성숙한 인식을 통해 물자체 ― 레닌은 물자체를 하나의 단일물질에 대한 개별적 인식과 크게 연결하지 않았다. 그는 단일물질에 대한 개별적 인식은 가능하나 그것은 주관적 관념에 기초한 것이 아니라 철저히 대상성에 기초한 연구를 통해서만 가능하다고 보았다. 즉, 역사의 발전의 선형성과 물질이 갖는 속성을 연구하는 과학적 발전, 이 두 가지를 통해서만 인식될 수 있는 것으로 본 것이다. ― 를 알 수 있으며, 그 성숙한 의식은 경험된 '불완전한 인지'를 비판하고 종합하고 회의하여 형성된 것이라 하였다. 이 비판은 바로 변증을 통한 과정이며, 변증이 있는 한 인지되는 감각은 그 자체로 불완전한 것이다. 레닌은 만약 인간이 어떠한 사물을 인지하는 그대로 물자체도 알게 된다면, 과학의 발전 정도는 원시시대부터 아주 짧은 시간 내에 급격한 발전을 이루었을 것이라고 비판하였다.
기계론적 경험주의 비판은 『유물론과 경험비판론』에서 블라디미르 레닌이 가장 많은 시간을 할애하여 시도한 것이다. 그럼에도 불구하고 레닌의 비판은 경험주의에 대한 본질적인 비판으로 되기 어려우며, 그의 논리에도 몇 가지 허점이 보인다. 예를 들어, 과학 발전의 정도와 그 속도, 그리고 이것을 인간의 인지 문제와 연결하여 설명한 부분에서 레닌은 전거 주장들에 대한 명확한 근거를 제시하지 못 하였다. 이러한 한계점에도 불구하고 『유물론과 경험비판론』은 공산주의 사상을 기계론과 기술주의(技術主義)의 속박으로부터 벗어나게 하기 위한 가장 강력한 시도로 이해되고 있으며, 실제로도 그러하였다. 이 텍스트는 러시아 공산주의 사상을 이해하는 데에 핵심 텍스트로 평가받고 있다.

##### 내재주의
블라디미르 레닌은 내재주의 또는 내재철학(Имманентная философия, 內在哲學) 입장이 영국 철학자인 데이비드 흄(David Hume)의 불가지론적 경험주의 철학과 유사한 구조를 갖고 있다고 지적하였다. 또한 『유물론과 경험비판론』 제4장에서 알렉산드르 보그다노프가 이 유형과 어느 정도 관계성(경험일원주의를 기반으로)이 보인다고 지적하였고 이것을 근거로 하여 '마하와 아베나리우스의 전우'(Соратники Маха и Авенариуса)라는 표현을 통해 내재주의 입장은 경험주의 계통 안에 속하는 것이라고 분석했다. 그러나, 이 입장은 경험주의인 동시에 맹렬한 주관적 관념론 성격을 보이는 것으로서, 반동철학의 대표격으로도 취급하여 '신비주의'(Мистицизм), '신앙주의'(Фидеизм)라고 표현하기도 했다. 심리철학자인 윌프리드 셀러스(Wilfrid Sellars, 1912 - 1989)는 이 입장을 '소여의 신화'(영어: Myth of the given)라고 칭했는데, 현대 심리철학에서 보통 이 용어와 '주관적 관념론'(subjective idealism)이라는 용어가 사용되고 있다.
레닌이 살았을 당시 이 입장을 추종하던 이론가는 프랑크푸르트 대학의 교수인 빌헬름 슈페(Wilhelm Schuppe)가 있었다. 그는 인간이 경험을 통해 물자체를 알아내는 것은 신의 영역이기에 불가능하다고 주장했으며, 제반물질의 객관적 속성과 '있는 그대로의 물질' 즉, 물자체를 구분하였다. 제반물질의 물리적 속성을 인간이 알아낼 수 있는 이유는 그것을 신이 인간에게 허락했기 때문이다. 이 '지식 접근에로의 신의 허락'은 각 제반물질의 물리적 속성에 대한 객관적 감각성을 인간(사고의 주체)의 본유 안에 내재시킨 것과 비슷하다고 할 수 있다. 이러한 본질적인 양식 때문에 경험(모든 사물을 향한 인지, 감각 등)이 곧 대상물의 물리적 속성을 인식하는 것과 차별성이 없게 될 수 있다고 하였다. 이렇게 경험의 실재성을 주장하면서도 물자체(문화과학의 영역이라고 해석할 수 있는 단초)와 개물의 물리적 속성(자연과학의 영역이라고 해석할 수 있는 단초)을 구분하였고, 동시에 도달할 수 없는 어떠한 칸트적 아 프리오리(a priori)를 상정했다는 점에서 에드문트 후설(Edmund Husserl)의 현상학 형성에 영향을 주기도 하였다.
블라디미르 레닌은 이 입장이 유물론적 대상성을 사실상 인정하지 않는 동시에 그것 외부에 능동적으로 실재하는 미지의 신적 관념(신비주의적)을 설정했다는 점에서 관념론에도 속한다고 비판하였다. 그리고 물자체와 개물의 물리적 속성을 구분했다는 점도 지적했다. 왜냐하면, 변증법적 유물론 입장에서 물자체는 물리학적 방식으로 추려낸 개물의 객관적 특성과 이질적이지 않은 것이기 때문이다. 따라서, 레닌의 입장에서는 오히려 물리학의 발달로 인해 쌓아지는 물질에 대한 객관적 지식 토대는 물자체를 알아가는 과정과 완전히 비슷한 것이라고 할 수 있다. 레닌은 당시 근대과학의 진보적 추세를 모조리 의미가 없는 것으로 만드는 '현실적 기독교주의자'들의 전형적인 수사와 내재주의사상이 전혀 차별성이 없다고 판단했다. 내재주의 주장은 마치 성경의 그것과도 닮아있기에 그 스스로가 갖고 있는 주장을 향한 모든 비판에 대해 순환론적 오류를 감행할 수밖에 없는 것이라고 비판했다.

#### 절충주의 사조에 대한 비판
블라디미르 레닌은 절충주의에 대해 기본적으로 "혁명이라는 진리투쟁 앞에 치명적인 회의주의 궤변을 일삼는 불가지론의 원천이 되는 입장."이라고 분석하고 있다. 임마누엘 칸트의 초월적 관념론(transcendental idealism)이 그 시초이기에 칸트주의와 많이 연계되어 논의된다.

##### 기호실용주의
독일의 물리학자인 헤르만 폰 헬름홀츠(Hermann Von Helmholtz)의 이론으로 대표된다. 이 기호실용주의(Прагматизм, 記號實用主義) 입장은 기본적으로 칸트주의의 노선을 따라가고 있기에 절충주의 입장이라고도 할 수 있다. 당시 러시아 내에서는 멘셰비키 수정주의 이론가인 파벨 유시케비치(Павел Юшкевич, 1873 - 1945)가 이 입장을 따르고 있었다.
이 이론에서는 모든 인지된 감각을 분산화 된 에너지 기호로 취급하고 있다. 따라서, 인지된 감각은 외물 자체가 가진 경험성, 감각성과 같지 않다. 그렇기에 분산된 에너지의 기호만을 알 수 있다는 점에서 인지경험자는 역으로 인지된 감각이 가진 본래의 물자체를 알 수 없다. 이 입장은 경험일원주의와 달리 인지의 시공간성을 인정하였고, 동시에 물자체와 현상을 구분하고, 기호론에 입각하여 현상주의의 틀을 갖고 있기에 칸트적 실용주의와 기호론 그리고 비환원주의(非還元主義)와 밀접한 연관을 갖고 있다고 할 수 있다. 오늘날에는 비환원주의적 기호논리학 전반이 이 이론과 유사한 입장을 갖고 있다. 레닌의 입장은 다음과 같이 요약할 수 있다.
| 주제              | 기호실용주의의 입장 | 레닌의 입장 |
| ----------------- | --- | --- |
| 의식(Bewusstsein) | 생물학적 과정에 의한 기호의 구성은 의식의 일반성이라고 표현할 수 있다. 기호는 언어를 구성하며, 언어는 기호로 짜여진 의식을 구성하기 때문이다. 기호로부터 벗어난 의식은 존재하지 않는다.                                     | 의식의 근원은 물자체의 반영이자, 물자체로부터의 파생이다. 기호는 물적 자극이며, 기호의 산출 또한 사유 공간의 의식으로부터 현상 시공간의 물적 자극으로 된다. 여기서 의식은 사유자의 사유 공간에서 언표될 수 있는 것의 형태로 존재하지 않는다.                           |
| 기호(Zeichen)     | 인과적 자연 세계를 관통하는 가장 순수한 논리 구조이자, 그것의 언어로서 작용이 기호이다. 기호는 자연을 통찰하는 가장 근본 논리이며, 동시에 인과적 자연성에 따라 미리 규정된 것이다.                                          | 기호는 물질의 반영으로서 나타난 파생자의 부차적인 명명화일 뿐이며, 기호 수신자는 이미 모순성이 존재하는 발신자의 본의에 추가적인 모순성이 더해진 물적 자극을 받는 것이다. 이러한 물적 자극은 의식화를 통한 변증법적 사유 전개를 통해서만 그것의 진위를 파악할 수 있다. |
| 개념(Begriff)     | 개념은 수신된 기호의 집합이며, 전적으로 뇌의 영향을 받고, 뇌에 저장된다. 개념의 열람은 기호 배열의 열람이며, 생물학적 신경 작용을 통한 과정이다. 기호의 배열은 그것의 존재성 자체로 개별 생물체의 의식, 행동에 영향을 준다. | 개념은 물자체 성격으로부터 산출된 의식에 내재한 모든 모순성이다. 수신된 기호는 의식화로 나아가지 않은 물적 자극 그 자체로서의 기계적 작용과, 의식화 된 것으로 나누어진다. 기호실용주의는 전자만을 개념으로 인정하고 있다.                                              |

블라디미르 레닌은 인간의 감각성이 '어그러진 외물 인지'일 뿐이라는 점은 동의했으나, "그것은 완전히 비선형적으로 분산되었기에 인간이 물자체를 알 수 없다."는 논리를 철저히 비판했다. 레닌의 입장에서 '분산된 무언가'는 운동하는 모든 것의 일반적 법칙에 따라 변한 양태(樣態)이거나, 선형적으로 복잡성이 증대된 일반적 법칙 그 자체에 불과하다. 그리고 이러한 선형적 사고는 당시 최신 물리학·생물학을 포함한 기타 자연과학의 발달 추세에 합치한다고 보았다. 따라서, '주어진 외부 의식'은 서로 영향을 주고받을 수 있는 다른 열린 공간에서 존재하는 '어그러진 외물 인지' ― 이것은 헤겔주의적 표현으로 '모순적인 것'이다. 이 정(正)은 오직 변증법적 과정(反)을 통해 모순성이 감소한 합(合)으로 될 수 있다. ― 를 취합한 다음, 이것을 변증법적으로 분석하여 비교하면 충분히 '분산된 무언가'의 물자체를 알 수 있다고 하였다.(물론 레닌이 환원주의자였던 것은 아니다. 단절된 감각 자체만으로는 역으로 원인까지 알기 힘들다는 것은 레닌도 또한 인정하였다. 하지만, 변증법적 함의에 기초한다면 전체 사물의 통일적인 운동 및 양태를 알 수 있다고 하였다) 이와 더불어, 복잡성이 증대된, 완전히 기계적인 운동인 경우 첨단 과학을 도입함으로써 알 수 있다고 하였다. '주어진 외부 의식'에 대한 변증법적 사유는 카를 마르크스가 말한, '인간이 경제투쟁에서 무결의 생산관계로 향해 나아가는 원리'와 밀접한 관계를 갖는다. 소비에트 연방 철학계는 양자역학 발달 이후 레닌의 기호실용주의 비판에서 드러난 몇 가지 문제들을 재검토하였다.

##### 신칸트주의
신칸트주의(Неокантианство) 입장은 19세기 말 시점에서 정치적으로는 내재주의와 같은 선을 타고 있는 맹렬한 반동철학에 한 종류라고 비판했다. 역사적으로 이 입장은 프리드리히 헤겔을 유신론·유심론적으로 해석한 노년헤겔학파(Althegelianer)로부터 시작된 독일관념론의 한 유파이다. 블라디미르 레닌은 『유물론과 경험비판론』에서 물자체를 인정한 칸트학파와 물자체를 부정한 칸트학파까지 다양한 신칸트주의자를 언급하고 있는데, 대표적으로 샤를 르누비에(Charles Rencuvier, 1815 - 1903), 프리드리히 알베르트 랑게(Friedrich Albert Lange, 1828 - 1875), 헤르만 코헨(Hermann Cohen, 1842 - 1918) 등이 있다. 당시 러시아 내에서는 게오르기 이바노비치 첼파노프(Georgii Ivanovich Chelpanov, 1862 - 1936)가 이 입장을 대변하고 있었는데, 그는 신칸트주의와 논리실증주의를 기반으로 한 초기 심리학에 영향을 미치기도 하였다.
이 입장은 임마누엘 칸트의 철학 정식을 그대로 답습하고 있다. 예를 들면, 오성(Verstand)과 이성(Vernunft)을 구분한 후 모든 감정 활동에서의 공간성을 인정하고 있고, 모든 직관 활동에서의 시간성을 인정하고 있다. 또한 '아 프리오리'(a priori)와 '아 포스테리오리'(a posteriori)를 설정한 후 제반인식의 초월론적 함의를 전제하고 있다. 당시 이론에 기반했던 러시아 내 일부 사회주의자들은 이성에 선차성을 부여한 후 그것의 아 프리오리로서의 '오성'을 설정한 후 이 오성을 통한 보편윤리에로의 정합이 곧 사회주의라고 주장했었다. 그리고 이후 '물자체'(Ding an sich) 개념을 인정하느냐, 인정하지 않느냐로 또 나뉘게 되는데, 전자의 경우는 기존 칸트의 철학을 교조적으로 따르고 있으며, 후자는 물자체는 각 경험산물의 오성적 통합에 불과하며, 시간성에 따라 변한다는 입장을 내보였었다. 신칸트주의에 대한 레닌의 입장은 다음과 같이 요약할 수 있다.
| 주제              | 신칸트주의의 입장 | 레닌의 입장 |
| ----------------- | --- | --- |
| 의식(Bewusstsein) | 표상을 오성을 통해 구상하는 모든 과정과 그 자체가 의식이며, 의식 작용은 개인 단위의 오성 적용(Einbildungscraft)을 전제로 하기에 주관적인 사유이다. | 의식의 근원은 물자체의 반영이자, 물자체로부터의 파생이다. 의식은 변증투쟁 과정의 주요한 재료로 되며, 모순을 해결하는 과정까지 의식은 다층적인 구조를 갖고 있다.                                                                            |
| 규준(Kanon)       | 인간의 인식활동에서 물자체의 표상화는 규준으로서, 인간이 유일하게 인식할 수 있는 진리이며, 인간은 물자체를 인식할 수 없다.                         | 인간의 인식활동 자체에 대한 내용 외에, 물자체의 진면을 알기 위해 나아가는 변증법적 투쟁에서 드러나는 모든 변화된 인식 방식이 규준이다. 변증법적 과정을 통하여 모순을 완전히 해결하면, 인간은 대상을 참인식할 수 있으며, 진리를 알 수 있다. |
| 개념(Begriff)     | 개념은 표상화되어서 인간 의식의 시공간에 존재하는 모든 것이다.                                                                                     | 개념은 물자체 성격으로부터 산출된 의식에 내재한 모든 모순성이며, 의식은 물자체가 갖고 있는 대립과 투쟁이라는 상호적인 발전 관계와, 의식 자체가 갖는 모순율을 둘 다 포함하는 의미에서 모순이 존재한다.                                      |

신칸트주의 유파는 이미 '마르크스주의'라는 간판을 들고 있는 모든 이론가들에게서 청년 마르크스의 헤겔 해석을 거부한 우익 헤겔주의 집단이라는 인식이 이미 다 들어가 있었기에 레닌의 저서인 『유물론과 경험비판론』의 사이비 이론 비판에서 제일 적은 비중을 차지하고 있다. 블라디미르 레닌은 "인간은 물자체를 알 수 없다."라는 신칸트주의의 대전제에 대해 인간에게 근본적인 한계를 부여한 "사실상의 신학이자 교묘함을 지닌 기독교이다."이라는 비판을 가하였다. 이와 더불어 레닌은 칸트가 언급한 규준(Kanon)에서 자연을 지각한 개체가 인지된 대상을 표상으로 만드는 과정을 충분히 설명하지 않았으며, 이러한 과정이 없는 철학으로서 과학성을 상실하였다고 비판했다.
이 입장은 1920년대 이후의 유럽 사회민주주의 ― 막스 아들러(Max Adler, 1873 - 1937), 루돌프 힐퍼딩(Rudolf Hilferding, 1877 - 1941), 프리드리히 아들러(Friedrich Adler, 1879 - 1960) 등의 오스트리아 사회민주파에 의해 주도된 ―의 정신적 지주격 이론으로 격상하였으며, 제2차 세계대전 종전 후에는 서유럽에서 프랑크푸르트 학파(Frankfurter Schule)라는 마르크스주의를 급진적으로 수정한 형태로 나타났는데, 이 사조는 『유물론과 경험비판론』을 참조했을 때, '좌·우로부터의 칸트주의 비판'에서 좌익칸트주의로 언급된 것과 상당히 유사한 측면을 갖고 있다. 이에 따르면 1950년대에서 1970년대 사이에 태동했던 다양한 종류의 사회비판이론도 또한 반동철학의 가장 깊숙한 곳을 철학적 전제로 사용하는 입장에 불과하다.

### 변증법적 유물론

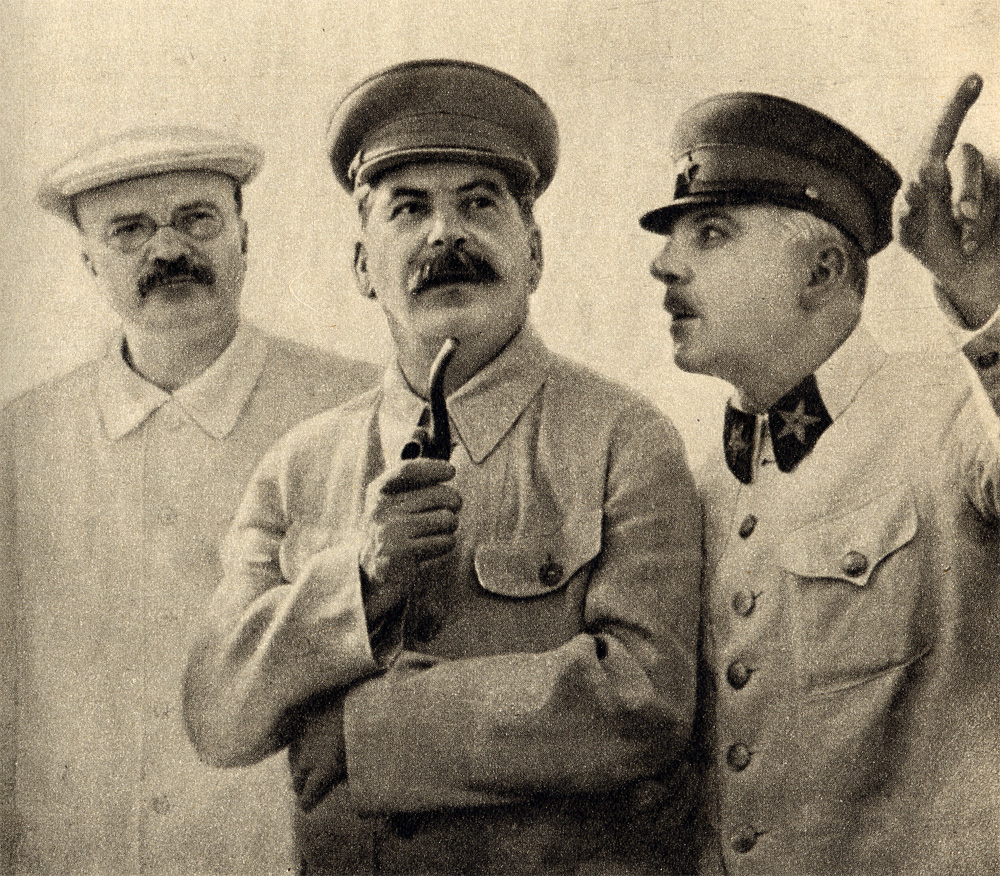
1937년 당시 몰로토프, 스탈린, 보로실로프(왼쪽순)의 사진이다. 스탈린은 카를 마르크스·프리드리히 엥겔스·블라디미르 레닌의 인식론을 종합하여 DIAMAT 교조를 확립했다.

블라디미르 레닌 사후 이오시프 스탈린은 마르크스주의 변증법과 유물론을 국정 철학으로 교조화하기 위해 여러 가지 유물론 서적을 저작했는데, 대표적으로 『볼셰비키당사』 제4장인 『변증법적 유물론』이 있다. 스탈린 사후인 1958년에 저작된 『마르크스주의 철학의 기초』와 1960년에 핀란드 출신 소련 공산당 중앙위원회 서기인 오토 빌겔모비치 쿠시넨(러시아어: Отто Вильгельмович Куусинен)이 저술 및 출판한 『마르크스-레닌주의의 기초』는 스탈린의 변증법적 유물론 사상을 체계화 하여 정리한 서적에 해당된다.
칼 마르크스의 동료였던 프리드리히 엥겔스는 변증법에서 3대 핵심 법칙으로 대립물의 통일과 투쟁ㆍ양질전화ㆍ부정의 부정을 내세웠다. 스탈린은 이 입장을 계승하였는데, 1938년 초판에서 '부정의 부정의 법칙'란 용어는 등장하지 않았기에 몇 가지 논란이 존재한다. 하지만, 스탈린은 부정의 부정에 관련된 변증법 논의에 큰 이견을 가지고 있지 않은 것으로 보인다.
스탈린 사후인 1950년대 중반 이후에 출판된 변증법적 유물론 교재는 다시 이 법칙이 추가되었다.

#### 개론
이오시프 스탈린은 『변증법적 유물론』에서 마르크스주의 변증법의 일반론을 네 가지로 정리하였고, 이전의 형이상학적 변증법과 철저히 구분하였다. 그 내용은 다음과 같다.
1. 자연은 물질 구성의 통일된 전체이며, 개물 상태로서의 자연도 또한 물질 구성의 통일된 전체의 산물이자 그 자체이다.[112]
2. 자연은 끊임없이 운동하는 상태이다.[113]
3. 자연 개물에서 의식으로의 발전은 양질전화로서 나타난다.[114]
4. 자연 상태에 존재하는 각 대립물은 투쟁을 제반발전법칙으로 갖고 있으며, 그것의 발전은 종래의 구조에 대한 질적 변화를 동반하는 것이기에 혁명적이다.[115]

이어서 스탈린은 마르크스주의 변증법의 주요 함의이자 이것의 성격을 규정할 수 있는 다섯 가지 내용을 다음과 같이 정하였다.
1. 제현상의 보편적 관련과 상호의존성
2. 자연과 사회에서의 운동·변화·발전
3. 양적 변화에서 질적 변화로의 이행으로서 발전
4. 대립물의 투쟁으로서의 발전
5. 변증의 일반적 도식으로서 부정의 부정 법칙 (스탈린 사후에 추가)

동시에 마르크스주의 변증법이 관념론 철학과 비교될 수 있는 이유를 세 가지로 정리하였다.
1. 세계는 객관 실재의 총체로서 물질이다.[116]
2. 존재(Бытие)는 모든 객관 실재의 가리키며, 물질의 자기 운동과 다르지 않다. 의식은 물질의 반영이며, 의식은 변증 투쟁을 통하여 변화·발전하고 객관 실재의 모순 정도를 통일적으로 해석할 수 있다.[117]
3. 자연 법칙에 관한 지식은 사회·역사 발전 법칙, 객관적 인식론(물리학·심리학 등), 분석적 생물학에 따라 규정할 수 있으며, 이것들은 과학을 규준한다. 따라서, 변증법의 논리 위에 세워진 사회주의는 과학이다.[118]

이러한 철학은 경제적 생산력에 따라 진행되는 사회 발전 경로는 나선적 발전성의 형태를 갖고 있으며, 문명화 된 인간과, 그렇게 되지 못 한 인간을 공산주의 철학 일반론에 따라 구분할 수 있게 하기 위해 만들어졌다. 이러한 관점은 인지심리학 이론가인 레프 비고츠키(Лев Выготский, 1896 - 1934) 등이 나올 수 있는, 인지과학이 발달할 수 있는 토양을 만들었지만, 70년대부터 거듭된 현대 물리학의 발전으로 인해 DIAMAT 원리에 대한 새로운 해석이 등장하게 되었다. 이는 생산 관계와 생산력 간의 모순으로 인해 끝없이 변화 발전하는 기존 카를 마르크스의 유물론을 넘어서 모든 자연물의 대립과 투쟁을 통한 변화-발전을 교조화했던 소련의 정통 변증법적 유물론 진영에게 이론적 수정의 경향성을 불러왔다.

#### 물질
변증법적 유물론에서 물질은 기본적으로 불멸성을 가지며, 유(有)의 존재 양식 일반이다. 따라서, 변증법적 유물론에서 정의하는 물질 개념은 과학에서 다루는 물질 개념을 포함하면서도, 철학적인 성격을 갖는 것이다.
레닌은 『철학 노트』에서 형식논리학을 비판하였다. 그는 데모크리토스의 원자론과 같은, 쪼개지지 않는 미세한 고체라는 물질 관점이 형식논리학이 갖는 물질 관점의 한계라고 비판하였고, 근대 이후 과학의 성과를 옹호하는 한편, 물질이 각 대립물 사이에서 진행되는 투쟁의 가장 본질적인 측면을 현상하는 것이라고 봤다.
물질은 대립물의 투쟁, 상호 통일의 과정 자체이며, 끊임없이 자기 운동하는 실체이자 존재 본질이고, 의식을 파생하며, 각 모순의 진행 수준을 매개하는 가장 기본적인 존재라고 하였다.
스탈린은 『변증법적 유물론』에서 물질에 대한 마르크스와 레닌의 정의를 접수하고 이것은 유(有)의 존재 양식이라고 정의하였다. 즉, 물질은 만물의 제일 근원이며, ‘있음’ 그 자체로서 보편적인 존재 양식이 물질이라는 것이다. 이는 물질 상위에서 물질을 창조하는 그 어떠한 존재가 존재할 수 없음을 주장한 것이며, 만유(萬有)가 물질의 스스로의 존재 양식이면서 동시에 파생물이라는 것을 규정한 것이다.
유(有)의 존재 양식은 그것이 본래적으로 작용한다는 점에서 동적 성격을 갖고 있으면서도, 존재 그 자체를 규정한다는 성격에서 정적 성격을 갖고 있다. 동적 성격에서 유의 존재 양식은 과학에서 인식하는 물질의 성격으로 작용한다. 근원 물질과 그 물질로부터 생겨난 여러 입자는 상호 작용을 통해 다양한 입자를 만들어낸다. 근원 물질은 만유를 파생하는 동시에, 그것의 성질 일반을 규정하는 최상위의 원리이다.

#### 운동
이오시프 스탈린은 자연상태의 모든 물질이 '대립물의 투쟁' 상태에 있다고 분석하였고, 이것을 운동(Движением, 運動)의 일반성이라고 하였다. 이처럼 만물은 운동 상태에 있는데, 가시적으로는 멈춰있는 것으로 보이는 이유는, 인간이 대립물을 실제적으로 관찰할 때는 그들 투쟁 상태에서 규정되는 한 단계의 양태만 확인할 수 있기 때문이라고 봤다. 이 양태는 시간성에 따라 다른 모습을 보일 수 있으며, 이 변화는 폭발적이고 혁명적이나 가시적·감각적으로 관찰하면 여전히 멈춰있는 형태로 보일 뿐이라고 하였다. 이 입장은 다음과 같이 정리할 수 있다.
운동은 각 대립물의 상호 투쟁을 의미하며, 모순 그 자체를 의미한다. 운동의 존재는 모순 진행을 의미한다. 다시 말하여, 운동은 각 대립물의 상호 연관을 칭하는 것인데, 이는 의식 행위인 변증 투쟁을 포괄하고 있다. 이는 “사변적 사유는 오직 사유가 모순을 자기 내에 굳건히 붙잡고 있다는 사실에 그 본질이 있다.”라고 한 헤겔의 입장을 계승한 것인데, 마르크스주의에서 사변적 사유는 계급 의식으로 여겨지고, 계급 의식은 모순을 이해·파악하면서, 모순이 갖는 투쟁의 성격을 그대로 존속하기 때문이다.
사물 현상들이 상호 의존하고 제약한다는 것은 그것들이 운동 속에 있다는 것을 의미한다. 사물 현상은 요소와 구조에 의해 규정되는 속성에 맞게 운동하며 다른 사물 현상들과 관계를 맺는다. 그러므로 사물현상들을 연관과 운동의 견지에서 고찰하여야 그 본질과 속성, 운동법칙을 정확히 파악하고 그것을 성과적으로 개조하기 위한 과학적 방도를 찾을 수 있다.
물질의 존재형식으로 '운동 상태'를 들고, 다양한 입자를 거론한다. 당시 양자역학이 발달한 상태는 아니었으나, 스탈린은 영국의 과학자인 어니스트 러더퍼드(Ernest Rutherford)의 물리학 연구 성과를 거론하면서, 원자도 또한 투쟁 상태인 다수의 입자 상태로 나눌 수 있으며, 그 나눠진 입자도 또한 투쟁 상태인 다수의 다른 입자로 나눌 수 있다고 보았다. 그에 따르면, 전자, 양성자 등도 운동의 한 존재형식인 것이다.

#### 의식
의식(Сознание, 意識)은 물질의 반영으로, 물질이 없으면 의식은 성립할 수 없다. 이러한 이유로 인해 의식은 독자적으로 탄생될 수 없다. 그러나, 의식이 창조된다면 의식은 필시 모순을 갖고 있기에 변증법적 과정을 도출시키는 원인자로 작용하고, 이러한 점에서 의식은 인간이 행하는 변증 투쟁의 주요 재료로 된다. 지금까지 이어진 역사 발전과 과학 발전, 그리고 제도화 등도 모두 인간의 의식 활동에서 비롯된 것들이라고 할 수 있다.
『변증법적 유물론』 제4장에서는 사유에 따른 투쟁 행위를 의식 활동으로 규정하며, 물질 반영을 통한 사유의 창조는 물질에서 의식으로 나아가는 일반적 경로라고 규정하였다. 예를 들어, 인간이 '사과'라는 과일을 관찰하고 그것의 맛, 색, 식물학적 특성 등을 고려해야겠다는 의식으로의 발전이 진행된다면 이것을 위의 발전형식의 한 예라고 규정할 수 있다. 이러한 고도의 활동은 높은 지능을 가진 인간에게서 특출나게 발생하고 있다. 그러나, 여기서 주의해야 할 것은, 의식으로 인정할 수 없는 조건적 반응이 존재한다는 것이다. 이오시프 스탈린은 이것을 두 가지로 요약하였다.
1. 인간이 가진 물질적 특성과 외부에 존재하는 물질적 특성에 따른 기계적인 반응. (수용성에 따른 반응성)
2. 사물 인지에 따른 기계적 반응인 가시적 인지에 따른 모든 후속 행위.[122] (감수성)

즉, 인간이 생물학적 원리에 따라 특수한 물질에 따른 기계적인 반응을 보인다면 그것은 의식 행위가 아닌, 대립물의 운동 ― 물질 자체의 기계적 운동이라고 할 수 있으며, 이것도 역시 변증 과정에 포함이 되는 요소이나, 의식은 아니다. ―으로 규정해야 할 것이다. 예를 들어 인간이 뜨거운 것에 닿아서 자연스럽게 그것으로부터 멀리 피하게 된다면 이것은 의식 행위라고 할 수 없다. 또한 가시적 영역에서 보여지는 것에 대한 후속 행위도 또한 의식 활동이라고 규정하기 어렵다. 그러나, 이오시프 스탈린은 전자와 같은 의식과 후자와 같은 감수성도 또한 물질로부터 파생된 것이며, 둘 다 물질성을 내재한 것이기에 본질적으로 둘은 하나라고 규정했다. 그리고 인간을 둘러싼 모든 환경에는 물질이 필수적으로 존재한다는 점에서 인간은 고차적 의식 행위를 하는 '이성적 인간'으로 나아갈 가능성을 갖고 있다고 보았다.
스탈린은 변증법적 내용을 갖고 있는 인간의 의식과 그로 인한 모든 의식적 활동이 외부로 작용할 때, 그 의식을 그대로 대상에게 이전되지는 않는다고 보았으며, 의식이 ‘이성의 논리가 작용하는 공간’에서 벗어나는 즉시 그것은 현상 세계의 물적 자극으로 화한다고 보았다. 따라서, 대상은 사유 주체가 가진 변증법적 모순성을 곧바로 이을 수 없으며, 사유 주체의 실천은 대상에게 일종의 ‘복잡성이 증대된 물적 자극’인 것이다. 이러한 물적 자극을 파생시킨 사유 주체가 가진 변증법적 내용을 대상이 인식하기 위해서는 오로지 집단적인 실천과 투쟁이 선행되어야 함을 강조하였다. 한편으로, 스탈린은 의식이 순수한 형태로 대상에게 이전될 수 있다는 류의 모든 믿음은 관념론적 허상이며 비과학에 지나지 않다고 하였다.
의식에 대한 이러한 규정은 레닌의 『철학 노트』와 밀접한 연관을 갖는다. 그는 착취사회의 철학을 연구했고 그 철학들이 갖는 '의식에 대한 규정성'을 밝혔다. 예를 들어, 고대 철학자인 피타고라스(Pythagoras)와 플라톤(Platon)은 인간이 갖는 의식과 세계 사이가 갖는 형이상학적 연결성을 기하학적으로 고려했다는 점에서 획기적이라고 할 수 있으나, 자기의식을 부정하고 오로지 대상의식만이 존재한다고 봤다는 점에서 한계를 갖고 있으며, 부르주아 철학자인 요한 고틀리프 피히테(Johann Gottlieb Fichte, 1762 - 1814)와 프리드리히 빌헬름 요제프 셸링(Friedrich Wilhelm Joseph Schelling, 1775 - 1854)은 오직 그것의 합법칙성을 자기의식 속에서만 찾았다는 점에서 한계를 갖는다. 그럼에도 불구하고 이 양 철학은 인간 의식과 세계운동의 합법칙성을 고려하려는 시도인 점에서 발전의 한 단면이라고 할 수 있다고 하였으며, 그 주장을 세분화하면 다음과 같이 나타낼 수 있다.
- 이오니아 학파(Ionian School)는 자연물의 기계적 속성을 인식하고 이 기초 위에서 물질의 운동성을 규명하려고 한 학파이다. 자연물이 갖는 객관적 속성을 연구했다는 점에서 의의가 있으나, 물질과 의식 사이의 합법칙성 규명은 진행하지 못 했다는 점이 한계이다.[126]
- 피타고라스 학파(Pythagoreans)의 코스모스(Cosmos)는 대상의식과 세계 운동의 연결성을 규명하려는 최초의 시도이다. 그들은 '질적 전화로서의 의식'에 대해 알지 못 하였으나, 우주가 갖는 자연적 질서로부터 파생되는 '질적 전화로서의 의식'을 대상의식으로 파악한 것으로 보이며, 이러한 대상의식이 자연적 질서 자체이자, 파생 질서를 규정하는 핵심 요소라고 하였다. 그러나, 이들은 그것이 스스로의 육체와 저차원의 물질이 대상의식과 불가분의 전일성을 갖는다는 것을 인식하지 못 했으며[127], 이들이 말하는 의식은 정적이며 비변증법(非辨證法)적 관념이라는 점에서 한계를 지니고 있다. 이는 엘레아 학파(Eleatics)도 또한 비슷하게 갖고 있는 특징이다.[128]
- 헤라클레이토스(Herakleitos)는 유전(Panta rhei, 流轉)의 논리를 통하여 로고스(Logos)가 형상을 취할 때 갖는 변증법적 속성을 밝혔으며, '모순에 따라 운동하는 세계'라는 개념을 최초로 제시하였다. 그러나, 저차원에서 고차원으로 나아가는 것, 즉, '질적 전화로서의 의식'은 밝히지 못 하였다.[129]
- 소크라테스(Sokrates)는 영혼(Daimon), 플라톤은 이데아(Idea) 개념을 통하여 현상과 본질을 구분하였다. 이들은 객관적 인식(Ethos)을 통하여 가지식(Doxa, 假知識) 뒤에 숨겨져 있는 정적인 본질을 관통해야 한다는 이원론적 철학을 전개하였다. 플라톤에 따르면, 영혼은 이데아의 조각을 구성하는 동질적인 차원이며, 그저 다른 위치를 점유할 뿐이라는 점에서 둘은 본질적으로 같다. 이들은 저차원에서 고차원으로 나아간다는 의미에서는 '구체성이 결여된 형태의 변증법 도식'을 사유했으나, 여전히 물질과 의식 그리고 자기의식과 대상의식이 불가분의 전일성을 갖고 있다는 점을 인식하지 못 하였다.[130]
- 아리스토텔레스(Aristoteles)는 본질(Idea)을 구성하는 두 가지 요소로 질료(Hyle)와 형상(Eidos)을 들었고, 이러한 점에서 본질은 그것 자체를 매개하는 사물존재와의 연관성을 배제할 수 없다고 하였다. 또한 사물존재가 가는 가능태(Dynamis)를 부여하고, 그것이 현실성에 의해 발전된 모습을 현실태(Entelecheia)라고 하여, 이상과 현실 사이의 '구체적 변증법 도식'에 대한 최초의 사유를 내비쳤다. 그러나, 그는 여전히 물질에서 의식으로의 질적 전화를 인정하지 않았으며, 의식을 독자적인 것으로 간주하였고 사물존재의 가능태를 정적인 것으로 간주하였다. 그리고 이것을 조율하는 미지의 초월적 존재를 상정했다는 점에서 한계가 있다.[131]
- 에피쿠로스 학파(Epicureans)는 데모크리토스의 고대유물론을 취하여 최초로 '질적 전화로서의 의식'을 자기의식의 형태로 내보였다. 이후 등장한 스토아 학파(Stoics)는 자기의식과 대상의식 사이의 연결성을 상정하였고 그 결과 물질과 의식, 자기의식과 대상의식 사이의 전일성을 갖춘 철학의 모습을 보여줬다. 이후 플로티노스(Plotinos)는 이를 비판적으로 종합하였는데, 이를 신플라톤주의(Neoplatonism)라고 한다. 이 철학은 후대에 등장할 급진적 부르주아 철학의 시원적 역할을 하였다.[132]
- 로마 가톨릭이라는 종교성이 지배했던 봉건주의사회에서 철학은 오직 종교의 논리를 정당화하기 위해 이용되었다. 이러한 점에서 독자적 철학 발전은 정체되었으나, 부르주아가 성장하자 다시 독립된 의미로서의 철학이 전면에 등장하게 되었다. 이후 종교성에 의해 가리워진 철학에서 종교성을 제거하는 작업이 '독자적인 의미로서의 철학' 발전의 일반적 양식으로 되었다. 그것은 우주론, 유물론, 의식성, 양질전화, 변증법 등의 여러 논리가 개발된 것으로 설명할 수 있다.[133]

그는 헤겔의 『대논리학』(Wissenschaft der Logik)에 이르러서야 비로소 자기의식과 대상의식 사이의 연결성 문제를 해결할 수 있는 단초가 열렸다고 서술했으며, 이후 고도의 의식 활동인 노동과 인간해방이라는 두 주제를 밀접하게 연결하여 인간이 나아가야 할 길을 밝힌 최초의 철학자가 카를 마르크스라고 하였다.
스탈린은 헤겔이 정의한 사유의 성격을 ‘이성적 인식’으로 대체하였다. 가령, 대립물의 투쟁으로서 현상하는 물질, 그 물질이 내포하고 있는 모순 정도를 포함하는 의식은 그 자체로서 변증 없이 한계가 존재하면서도, 이성적 의식은 사유 일반이 갖는 〈대립물의 통일〉을 추구한다. 대립물의 통일을 추구하는 이성적 인식(사유)의 성격은 다시 각 의식의 모순성을 파악하는 능동적인 역할을 할 수 있게 하고, 모순의 발전적 전환으로 나아갈 수 있게 한다.
스탈린은 이성적 의식은 계급 의식이라고 하였다. 계급 의식은 제반 경제 활동의 가장 첨예한 모순을 인식함으로써 달성할 수 있다.

#### 시공간성
시공간성을 감성 형식에 의한 주관에 내맡긴 칸트나, 시공간성이 물질의 운동과 무관하게 미리 주어져 있다고 보는 뉴턴적 기계론과 달리 스탈린은 물질 운동 자체가 시공간성이라고 하였다. 예를 들어, 시간은 절대적으로 주어져 있어서, 운동과 무관하게 흐르는 게 아니라, 물질의 운동의 연속적인 필연의 결과와 이어지며, 공간은 그러한 물질 운동이 존재하는 모든 곳에 전제되는 것이라 할 수 있다. 이는 관념론 세계관의 시공간성과 다르다고 볼 수 있는데, 특히 주관적 관념론자들은 시공간이 오성 범주나 본유에 의해 미리 주어져 있다고 보기 때문이다.

#### 모순성
프리드리히 엥겔스는 양적 변화의 질적 변화라는 '양질전화', 그리고 발전의 방향성에 대한 문제인 '부정의 부정의 법칙'에 대해 언급했고, 모순성(Противоречие, 矛盾性) 부분은 '대립물의 통일과 투쟁의 법칙'이라는 주제로 다루었다. 여기서 언급되는 '대립물의 통일'은 원래부터 모순을 줄이는 과정으로서의 통일이라고 할 수 있다. 이오시프 스탈린에 따르면, 모순성은 모든 의식 활동으로부터 인식되는 것이다. 다시 말하여, 의식은 모순성을 갖고 있으나, 동시에 그 모순성을 인식하고 변화·발전으로 향하는 적극성을 존재할 수 있게 해주는 사유 자체이다. 스탈린은 의식의 모순성과 그 모순을 발전으로 나아가게 하는 과정을 다음과 같이 간략화하였다.
1. 물질은 각 상호 모순을 체화하는 대립물의 총체이며, 이를 물질이라고 한다.
2. 의식은, 그 의식을 파생시킨 대립물의 총체로서 물질이 갖는 모순을 포함한다.
3. 모순성이 존재하는 의식은 그 자체로 자유의 요건을 충족할 수 없으나, 이 의식에 대한 경험적 실천과 내재적인 성찰 과정인 변증 행위는 자유의지적이다.[136]
4. 모순성이 변하면 양태도 변화하며, 변증법적 투쟁 상태에 있는 모든 의식은 그것이 변증법의 층위에서 머무는 한 '존재'(Бытие)라고 볼 수 있다.
5. 모순성을 인식한 의식은 자유의지적이며, 모순성을 인식하지 못 한 인식은 기계·감각 인지[137]이며, 이는 결정론적이다.
6. 물질의 기계적 운동으로 대표되는 모순은 '비적대적 모순'(Неантагонистический противоречие)미며, 노동과 그 노동 이하의 산출 행위[138]에 연계된 생산력, 그리고 생산관계 사이의 의식 모순은 '적대적 모순'(Антагонистические противоречие)이라고 한다. 전자는 비폭력적으로 해결할 수 있는 모순이나, 후자는 폭력, 그리고 이에 따르는 구체적인 행동을 수반해야만 해결할 수 있는 모순이다.
7. 투쟁 당면에서 발전의 본질을 담당하는 모순은 '주요 모순'(Основное противоречие)이며, 이 주요 모순으로부터 파생된 모순은 '파생 모순'(Полученное противоречие) 또는 '부차 모순'(Вторичное противоречие)이다.

(2)를 통하여 인간은 비로소 무언가에 대해 사유(변증)할 때라야 자유로워질 수 있다는 것을 알 수 있다. 반면, 기계적인 인지는 자유가 아닌, 사물의 반영성에 수동화되는 것에 불과하다. (2)에서 (3)으로 나아가는 과정에서 '의식 행위 안에서의 자유의지'에 대한 부분은 카를 마르크스의 논문인 『데모크리토스와 에피쿠로스의 자연철학의 차이』에서 단적으로 확인할 수 있다. 이에 대한 내용은 '양질전화' 목록에서 상세히 논한다.
스탈린은 유인원이 생물학적 진화를 통하여 거듭 현생인류로 발전하였을 때 추상성에 대한 접근도도 또한 높아졌고, 그 결과로 자연만물에 대한 의식 행위를 해나가면서 스스로 모순을 체험하고 체화하는 동시에 그 모순을 해결하려는 투쟁 행위를 이어나갔다고 봤다. 그리고 그것의 역사적 일반법칙으로 '양태'로서 나타난 것이 경제사적 층위에 있고, 그것이 바로 마르크스-레닌주의 단계론에서 말하는 발전 양상의 흐름이라고 하였다.
물론 『변증법적 유물론』 제5장의 변증법에 관한 내용을 해석했을 때, 모순성에 따른 양태의 변화 양상은 단순히 경제사적(역사적) 층위에서만 이루어지는 것이 아니다. 당시의 과학 발전도 이러한 모순성의 인식에 따른 발전의 연장선이라고 하였으며, 인간이 겪는 모든 문제와 그것의 해결 방식에도 또한 모순성 인식에 기초한 모순의 발전적 전환에 있다고 봤다.
(7)을 통하여 혁명의 성공과 실패를 가늠할 수 있다. 가령, 주요 모순을 부차 모순으로, 부차 모순을 주요 모순으로 하여 혁명역량자원을 편성한다면 혁명에 실패를 가져올 것이다.

#### 양질전화
『변증법적 유물론』 제6장에서 이오시프 스탈린은 어떻게 기계적 물질일 뿐인 인간이 추상적 사유로의 진화가 가능했냐에 대해 양질전화(Закон перехода количественных изменений в качественные, 量質轉化)의 논리로 설명한다. 스탈린은 모든 분자 구조는 물질이고 따라서 분자의 집적체인 인간도 또한 물질이라고 하였으며, 그 증거로 생물학 분야에서 진화론의 발달을 제시했다. 그리하여 스탈린을 이를 요약하며 “의식은 물질 발전의 한 산물이다.”라고 하였다.
스탈린은 모든 이질적인 물질의 혼재는 근원물질의 나열이며, 그것에 '질적인 변화'를 부여한다면 그것은 '양적인 변화'와 같다고 하였는데, 이것이 바로 카를 마르크스가 『데모크리토스와 에피쿠로스의 자연철학의 차이』라는 논문에서 논한 것이다. 그리스의 철학자인 데모크리토스(Demokritos)는 모든 사물은 원자(atom)라는 쪼개지지 않는 성질의 단순 나열이라고 한 동시에 그것의 질적으로의 전환을 인정하지 않았다. 반면, 후대에 등장한 철학자 에피쿠로스(Epikouros)는 데모크리토스의 전제를 인정하면서도 동시에 그러한 나열 속에서의 질적 전환을 통한 자유의지(ataraxia)의 발현의 가능성을 논했다. 물론 후자의 개념은 '인간의 쾌락'이라는 층위에서만 자유의지를 다뤘기에 한계가 있었으나 이러한 류의 철학은 '자기의식의 철학'이라는 최초의 형태를 가져왔으며, 스토아 학파라는 통일적인 유물주의 사고로 나아가는 데에 가교 역할을 했다고 평가했다. 이에 따르면, 인간이 갖는 의식적 활동은 물질에 내재된 본질적 속성이며, 그것은 근원물질의 양적 배열로 인한 필연적 결과이다. 그리고 인간의 의식 행위가 갖는 시초적 운동성은 물질의 일반성의 발현에서 추동되었다고 할 수 있다.
동시에 스탈린은 이러한 '인식 활동에서의 자유의지성'은 오직 본질적인 대립물의 투쟁에서 도출된 양질전화로부터만 나올 수 있으며, 인간은 고차적인 물질이라는 점에서 이러한 본질적인 대립물의 투쟁으로 인해 나타나는 속성을 포함하는 존재라고 규정하였다. 이에 따르면, 인간은 오히려 무한한 가능성을 갖는 물질의 산물이기에 동시에 자유를 가질 수 있는 존재이며, 해방의 가능성이 열린 존재라는 것이다. 이에 추가하여 스탈린은 '잘못된 진리'를 설파하는 종교, 그리고 사유 측면을 고려하지 않은 상태에서 '가시적인 자유'를 주장하는 류의 자유주의, 아나키즘 철학은 오히려 인간에게 예속을 가져오는 것이라고 하였다.

#### 부정의 부정의 법칙
'부정의 부정의 법칙'(독일어: Das Gesetz der Negation der Negation, 러시아어: Закон отрицания отрицания)이라는 말은 프리드리히 헤겔의 '삼단법'으로부터 생겨난 용어이며, 이후 프리드리히 엥겔스가 자신의 저서 『반뒤링론』에서 유물론의 변증법 문제에서 '부정의 부정의 법칙'을 재정립하였다. 이오시프 스탈린은 『변증법적 유물론』에서 '부정의 부정의 법칙'을 명시하지 않았지만, '각 분야에서 제반물질이 갖고 있는 보편적 속성으로의 다가감'의 원인으로서 변증법을 명시하고 있다. 이후 1958년에 출판된 『마르크스주의 철학의 기초』에서는 다시 '부정의 부정의 법칙'이 추가되었다. 이 '부정의 부정의 법칙에서는 정(正), 반(反), 합(合)이라는 세 가지 요소가 등장한다. 여기서 '정'이란 변증법적 과정에서 '반'이 목표로 하는 투쟁 대상을 의미한다. 여기서 '정'이 '반'과 함께 따라나올 수 있는 이유는 '정'에 '모순성'이 존재하기 때문이다. 반정립을 통하여 '합'이 되었을 경우, 이 '합'은 이전의 '정'보다 더욱 최소화된 모순성을 지닌 의식이 된다.
그러나, 이 '합'도 또한 모순성을 갖고 있기에 '정'이 된다. 그러나, 이 반정립 과정에서 보존되는 속성이 존재한다. 헤겔은 이를 '지양'(Aufheben)이라고 했다. 예를 들면, 문화 층위에서의 혁명은 그것이 문화 혁명이라는 것을 표식할 수 있는 공통된 속성이 존재하며, 경제나 정치 측면에서도 마찬가지이다. 즉, 사회주의국가에서 문화는 전위 계급인 프롤레타리아에 의해 능동적으로 창조되는 것이며, 경제는 국유화와 노농동맹에 기초한 계획 경제의 모습을 갖고 있으며, 정치는 혁명적 당을 중심으로 뭉친 노동자·농민의 직접 통치 기구인 소비에트의 보편화로 대표된다. 모든 인류는 이 변증법적 과정을 통해서 인류는 낡은 관계를 청산하고 새로운 의식이 지배하는 사회에서 삶을 꾸리게 된다. 그러나 이 과정에서 인류는 그간 경험하지 못 한 새로운 형태의 모순성을 다시 체득하게 되고 다시 투쟁 상태가 된다. 이 과정에서 인류는 그러한 모순 관계에서 해답을 찾는 데 오랜 시간을 쏟을 수 있고 그 반대가 될 수도 있다. 이렇게 매단계에서 나타나는 모순 정도의 차별성에 따라 부정의 부정의 법칙에 따른 변증 과정의 진척도는 느릴 수도, 빠를 수도 있으며, 반동의 가능성도 갖고 있는데 따라서 이 발전 양상은 선형적인 동시에 나선의 형태를 보이고 있다고 할 수 있다.

#### 보편성과 개별성
『변증법적 유물론』 제7장에서는 「보편과 개별」·「내용과 형식」·「본질과 현상」·「원인과 결과」·「필연과 우연」·「가능과 현실」·「진리와 오류」라는 일곱 가지 소주제를 논하고 있는데, 모든 소주제는 보편성(Общее, 普遍性)과 개별성(Особенное, 個別性)을 밝힌다는 목적하에 쓰여진 부분이라 본 문서에서는 보편성과 개별성에 대해서만 다룬다.
이 주제에 따르면, 개별적인 것과 보편적인 것은 변증 단계에 따라 유동적으로 변할 수 있으며, 서로 단절된 것이 아닌 상호의존적인 것이다. 예를 들면, 붉은색 수성물감이 들어간 붉은 빛을 보이는 물, 초록색 유성물감이 들어간 초록 빛을 보이는 기름이 있다고 가정할 때, 변증 단계에서 '색'(色)을 중시한다면 해당 액체의 색깔이 보편적인 것으로, 그리고 나머지 특성은 개별적인 것으로 인식할 수 있다. 다른 단계에서 해당 복합물의 액체 속성을 중시한다면, 그것은 물과 기름이라는 것이 보편적인 요소로, 그리고 색깔은 개별적인 요소로 남을 수 있다. 하지만, 이러한 모든 보편 및 개별 판단은 그 물절 토대에 기초한 판단이라는 하나의 공간 안에 머물러있다. 즉, 보편성과 개별성은 본질적 층위에서 매 변증 단계에 따라 내용이 변할 수 있으나, 근본적으로는 하나의 단일함을 이루고 있다는 의미로서의 보편성과 개별성이란 것이다.
이오시프 스탈린은 자본주의사회에서 사회주의사회로 나아가기 위한 투쟁에서 보편적인 것은 경제사적 층위에서 논해지는 생산력의 발전에 따라 달라질 수 있다고 하였다. 생산관계 사이의 모순으로 인한 첨예한 계급모순, 또는 다른 모순으로도 나타날 수 있다고 하였다. 또한 이러한 모순은 인류사에서 인류의 진보를 이끈 주된 변수라고 하였다. 그러나, 동시에 개별성도 또한 혁명의 보편성을 견지하는 입장에서 상당히 중요한 것으로 된다. 개별성은 본질적으로 보편성으로부터 나온 파편화 된 단면이라는 점에서 외면할 수 없는 현실인 것이다. 이러한 개별성은 혁명 과정에서 나타나는 민족 모순, 인종 모순 등 다양한 것들에 해당하는 경우가 많다. 스탈린은 이를 '단일성'(Единичное, 單一性)이라고 하였다. 동시에 매단계에서 개별성으로 취급되는 것도 변증 과정에서 보편성으로 전환될 수 있는 일반적 성질을 규정했다는 점에서 형이상학적 변증법과 구분할 수 있다. 형이상학적 변증법은 처음부터 고정된 보편성을 미리 정해놓기 때문이다. 그들은 보편성과 개별성을 완전히 독립된 것으로 취급하며, 개별성은 영원히 개별적인 것이고, 보편적인 것은 영원히 보편적인 것이다. 즉, 이러한 변증주의에서 실천은 중시되지 않으며, 오직 외부에 실체하는 진리라는 신비적 요소(객관적 관념론)와, 내적인 주관성으로부터 비롯된 진리라는 주정주의(主情主義)적 진리관(주관적 관념론)만을 강조한다.
보편성과 개별성을 정립한 것에 기반하여 나머지 여섯 가지 소주제에 대해선 다음과 같이 요약할 수 있다.
1. 내용(Содержание)과 형식(Форма): 혁명가들의 집단 토론을 통해 결정된 내용은 시간적으로 이전에 관찰된 것에 기반한 내용이다. 이러한 점에서 결정된 내용은 형식이다. 반면, 실질적 내용은 실천의 과정에서 계속 변화한다. 혁명가들은 관찰을 통해 실증된 사실에 기반하여 내용은 유동적으로 변화시켜야 하며, 형식주의에 얽매여서 안 된다.[145]
2. 본질(Сущность)과 현상(Явление): 기본적으로 '본질'은 다양한 '현상'을 취하고 있다. 그러나, 오직 사유의 논리성으로만 본질을 안다고 자부하면서, 현상을 외면한다면 그것은 형이상학적 논리와 다름 아닌 것이 될 것이다. 마르크스주의 변증법에서 본질은 현상을 객관적으로 파악하는 매 실천에 따라, 그리고 그 실천을 통해 행해지는 변증 과정으로 도출되는 것이다. 물론 '내용과 형식'과 마찬가지로 사실에 기반하여 유동적인 실천과 계획을 실행해야 하지만, 현상에 매몰되어 본질적인 부분을 놓쳐서도 안 된다. 어디까지나 투쟁은 본질과 현상, 이 두 가지의 개념을 연결시키는 데에 그 핵심이 있다.[146]
3. 원인(Причина)과 결과(Следствие): 결과는 변증 단계에 맞춰서 돌아가는 발전 정도와 수많은 변수의 조합이다. 만약 모든 결과에 대해 이데올로기적 원인자만 따지게 된다면 비현실적인 몽상가에 불과하게 될 것이다. 따라서 공산주의자는 현실적인 원인자와 이데올로기적 원인자, 이 두 가지를 비판적으로 검토할 자세를 가져야 한다.[147]
4. 필연(Необходимость)과 우연(Случайность): 우리가 흔히 '우연'이라고 부르는 것은 본질적으로 기계적 반응에 따른 개연의 결과라는 점에서 개연과 커다란 차별성이 없다. 동시에 공산주의 최종 승리로 나아가는 변증 투쟁의 진보성은 우연이 아닌 필연이며, 두 성찰은 모두 과학적 견지로부터 나오는 것이다. 혁명가들은 기계적 반응에 따른 개연성, 우연성을 후자와 구분할 수 있어야 하며, 상황에 따라 전자를 능동적으로 이용해야 한다.[148]
5. 가능(Возможность)과 현실(Действительность): 혁명가들은 마르크스주의 변증법에 따른 혁명의 가능성과 보편적 척도에 대한 인식과 현실에서 맞딱드리는 구체적인 문제를 구별할 수 있어야 한다. 혁명적 낙관과 냉혹한 현실주의라는 두 가지 입장이 서로 유리(遊離)하지 않게 해야 한다.[149]
6. 진리(Правда)와 오류(Ошибка): 진리는 주정(主情)적이거나, 고정된 무언가가 아니며, 실천 없이 예견할 수 있는 것이 아니다. 즉, 진리는 능동적인 실천을 통해 알아내는 것이며, 매 변증 단계에 따라 그 내용도 변한다. 그러나 인간의 인식 능력은 완전하지 않기에 실천의 과정에서 오류를 범할 수 있는데, 혁명가들은 이 오류를 범하는 것에 대해 능동적으로 대처해야 한다. 오류는 현실 공간에서 일어나는 투쟁에서 빈번히 나타날 수 있으나, 그것은 동시에 혁명적 반성(反省)을 불러오며, 이것도 역시 실천의 일부라고 할 수 있기 때문이다.[150]

사회주의 건설 과정에서 개별성과 보편성을 결합하여 혁명을 이끄는 것은 상당히 난해한 작업이며, 철저히 과학적인 방법으로 관철되어야 한다. 각국 혁명적 당 중앙위원회는 국가의 특성, 각 지역의 특색 등 기층단위의 구체적인 사안을 치밀하게 분석하고 그것을 변증법적 유물론에서 중핵으로 취급하는 보편성과 연결해야 한다. 이러한 점에서 혁명은 보편성과 개별성을 연결하는 것이라고도 할 수 있으며, 보편성과 개별성은 둘 다 중시된다고 할 수 있다. 인식론적 관점에서 이러한 관점은 개별성(감성적으로 주어진 것) 안에 보편성(이성적으로 주어진 것)이 있으며, 보편성 안에 개별성이 있다는 합리주의적 전제로 설명될 수 있다. 바로 혁명사업은 현실(reality)에서 추상(abstracting)으로, 추상에서 현실로 넘나드는 역동성의 연속인 것이다.

### 마르크스주의 언어학
칼 마르크스는 『독일 이데올로기』를 통해 '언어'(독일어: Sprache, 言語)가 각 사회 환경에 따라 특정한 논리를 갖추고 있다는 것을 인정했으며, 언어 활동은 인간 스스로가 사회적 활동과 연계해서 사용하는 일반적인 논리 활동이라고 규정했다. 그러나 그는 "언어는 그 자체로 존재하며, 사고를 매개하는 본질적인 활동이다."라는 언어결정론(독일어: Sprachdeterminismus, 言語決定論)적 입장에 반대했다. 그러나 그가 이후 논의될 수 있는 기호논리학(영어: Symbolic Logic, 記號論理學)이나 구조주의(영어: Structuralism, 構造主義)적 관점을 완전히 반대했는가에 대해서는 논쟁 중에 있다.
마르크스-레닌주의의 마르크스주의 언어학은 1920년대 말부터 니콜라스 마르(Никола́й Марр, 1864 - 1934)의 언어상부구조론(言語上部構造論)과 발렌틴 볼로쉬노프(Валенти́н Воло́шинов, 1895 - 1936)의 구조주의 사이의 경쟁 형태로 발전하였다. 마르의 언어상부구조론은 언어를 대상의식의 순수한 형태 중 하나라고 규정한 후 언어도 또한 계급투쟁을 통해 발전할 수 있는 상부구조의 성격을 갖고 있다고 주장하는 이론이다. 마르는 이에 따라 '봉건주의 언어', '부르주아 언어', '프롤레타리아 언어'를 세밀하게 분류화하였고, 이것은 사회 발전의 단계론적 측면을 똑같이 적용받은 결과라고 하였다. 반면, 볼로쉬노프의 구조주의 관점은 언어가 '이데올로기'라는 층위에서 다뤄질 수 있을 뿐, 그것은 상부구조라는 반영적 측면을 갖고 있지 않다고 규정했다. 자본주의 시대의 언어와, 사회주의 시대의 언어는 단어나 문법적 측면에서 사실상 달라진 점이 없기에 질적 측면에서의 변화가 없고, 질적 측면에서의 변화가 없다면 상부구조라고 할 수 없다고 본 것이다. 단, 사회 발전의 정도, 즉, 하부구조 및 상부구조의 발전에 따라 현실에서 쓰여지는 각종 언어 행위의 해석점이 달라질 수 있다. 소련 언어학계에서는 마르의 관점이 널리 퍼져있었기에 언어상부구조론이 더 강력한 세를 떨치고 있었다.
1950년에는 이오시프 스탈린이 『마르크스주의 언어학』(Марксизм и вопросы языкознания)이라는 자신의 논문을 통해 언어의 일반적 속성을 언어도구론(言語道具論)과 반영주의(反映主義)에 기반하여 규정하였고, 이 결과로 니콜라스 마르의 언어 이론은 마르크스-레닌주의 언어 이론 내에서 비주류 이론으로 전락하게 된다. 이오시프 스탈린에 따르면, 언어는 어디까지나 인간이 갖는 사회 활동에서 필연적으로 나타나는 실용적인 요소일 뿐, 질적 차원에서 상승과 하강을 병행하는 의식의 구성물이라고 할 수 없다. 따라서 언어의 일반성은 순수한 형태의 대상의식이라고 하기 어렵기에 상부 구조가 아니다. 그는 언어가 기호라는 것을 인정한 선에서 언어는 동시에 물리적 속성으로 이루어진 감각질에 불과하다고 분석했다. 그리고 이러한 입장은 칼 마르크스의 언어 이론에 충실한 입장이라고 해석하고 있다. 이 이론으로 『독일 이데올로기』의 내용을 전체적으로 검토할 때, 칼 마르크스는 기호논리주의(記號論理主義)자라고 할 수 없으며, 오히려 이 입장을 철저히 비판한 학자로 여겨진다. 특히 이오시프 스탈린은 칼 마르크스가 헤겔주의에 기반한 철저한 반영주의자였다는 것을 언어 이론 해석의 핵심 요소로 놓았다.
스탈린은 언어 활동이 생물학적 신경망 활동과 다른 것이 아니며, 언어 주체에게 작용하는 감질(感質), 그리고 감질을 통해 영향을 받은 언어 주체가 산출하는 결과 사이에 무수한 변수를 고려했다는 점에서 현대 인지과학의 연결주의(connectionism)와 유사하다. 하지만, 스탈린은 변증법적 유물론자로서 언어 활동의 준거로 작용하는 이성(理性)의 실질이 존재한다고 주장하였는데, 이것이 작동하는 원리를 설명하는 방식은 현대 CTM 이론에서 사고를 다루는 방식과는 이질적이다.

## 전술 이론

### 일국일당 원칙
러시아 내전 도중인 1920년 8월 7일 블라디미르 레닌은 제2차 코민테른 대회를 통하여 각 식민지의 공산주의자들에게 공산당의 조직과 동시에 당은 오직 하나여야 하며, 종파주의 활동을 엄금해야 한다는 지시를 내렸다. 이러한 제2차 코민테른 대회의 일국일당원칙은 아시아의 공산주의자들에게도 커다란 영향을 주었는데, 중국의 경우는 약 1년 후에 중국 공산당이 창건되었고, 조선의 공산주의자들도 1925년에 조선공산당을 설립하기에 이른다. 기본적으로 마르크스-레닌주의의 당 조직 원칙에서 파당주의로 대표되는 종파주의는 엄금되며, 한 나라의 공산주의자들은 그 세부적 주장이 다르다고 하더라도 오직 하나의 당에 단결된 상태여야 한다.

### 전위당론
블라디미르 레닌은 당시 프롤레타리아(노동자 계급)들이 전위당의 단결이 없이는 서로 종파 분쟁에 휩쓸려서 혁명의 퇴조를 가져올 수 있다고 분석했다. 따라서, 공신력이 없는 지휘체가 없이 이들이 적극적으로 파업을 한다고 해도 자본주의 체제는 전복되지 않으리라 믿었다. 때문에, 공산주의 및 기타 사회주의 사상에 대해 알고있는 소수의 혁명가들이 전위대를 만들어 직접적인 폭력 투쟁에 가담해야 한다고 주장했는데, 이를 전위당론(Vanguardism, 前衛黨論)이라고 한다. 이는 사회주의적 대중정당론을 주장했던 멘세비키와 전적으로 대립되는 주장이었다. 그들의 세부적 주장 차이는 다음과 같다.
| 분파     | 입당 조건                                                         | 당의 주요 역할                                                                            | 당의 규율                                                               | 당의 운영 방식                                        |
| -------- | ----------------------------------------------------------------- | ----------------------------------------------------------------------------------------- | ----------------------------------------------------------------------- | ----------------------------------------------------- |
| 볼셰비키 | 산업노동자, 농민, 빈민, 혁명적 병사 및 지식인 중 선발된 우수한 자 | 하나의 목적 의식으로 단결한 통일성에 기반하여 노동운동, 무장봉기, 이념투쟁 등을 직접 지휘 | 개인주의를 배격하고 혁명적 집단주의에 근거하여 엄격한 당성(黨性)을 유지 | 소수의 직업혁명가에 의한 민주집중제                   |
| 멘셰비키 | 혁명에 동참하는 모든 대중                                         | 혁명 세력 사이의 느슨한 연대를 통한 외연 확대와 이에 기반한 노동운동 지원                 | 개인성과 자유의사주의의 기초 위에서 혁명 활동에 맞는 규율을 성립        | 외부 조직, 당원, 당 지도부의 자유참여에 의한 운영원리 |

볼셰비키와 멘셰비키의 당 조직 이론은 서로 화합이 불가능할 정도로 차이가 나게 되었고 결국 1912년 서로 독립적인 당(黨)임을 선언하였다. 1918년 이후 멘셰비키는 볼셰비키당(러시아 공산당)의 독단주의와 엄숙주의를 비판하며, 대중정당으로의 전환을 요구했으며, 1927년부터는 해외에 망명한 멘셰비키들에 의해 해당주의(解黨主義)가 주장됐지만, 전위당론은 여전히 공산당의 기본적인 조직 원리이자, 당 조직론으로 굳어진 상태이다.

### 인민 전선
코민테른(Communist International)은 1919년 창립과 동시에 각국의 공산당 지부에 사회민주주의자를 공격할 것을 요구하였다. 이러한 맹공 태세는 1930년대 독일의 나치 집권 등의 수많은 반동적 사건이 터졌을 때도 유지되었다. 결국 1935년 8월 25일 코민테른 7차 대회에서 게오르기 디미트로프를 중심으로 반파쇼인민전선론이 채택되게 되었으며, 이것이 바로 통일전선(United front, 統一戰線)이라 불리는 것의 시초이다. 주요 골자는 반파쇼 항쟁을 위하여 각국의 민족주의자, 사회민주주의자, 아나키스트, 자유주의자들과도 연합하여야 한다는 내용이다.

## 정치 이론

### 민주집중제
마르크스-레닌주의당이 종파주의와 고립주의를 타파하기 위해 가져야 할 당 운영 방침으로, 블라디미르 레닌이 자신의 저서 『무엇을 할 것인가?』에서 철저히 밝혔다. 냉전 시절부터 현재까지 모든 공산당은 민주집중제(Демократический централизм, 民主集中制) 운영 방식을 채택하고 있다.

### 사회주의적 애국주의
블라디미르 레닌은 프롤레타리아 독재 체제가 유지되기 위해서는 타 제국주의 세력을 경계하고 자신이 속한 나라에 대한 애국심이 뒷받침 되어야 한다고 주장했다.

## 발전
이오시프 스탈린은 공산주의가 갖는 변증법적 유물론의 일반이론을 정립하였고 생산력주의 틀에서 공산주의로의 이행을 논했지만, 그 이후에도 이론적 발전은 꾸준히 있어왔다. 대표적으로 이탈리아 공산주의자인 안토니오 그람시(Antonio Gramsci, 1891 - 1937)의 문화 헤게모니(Egemonia culturale) 이론과 중국의 공산주의자인 마오쩌둥의 모순론(矛盾論)을 받아들여 현실 혁명에 더욱 치밀한 논리를 전개하였다.

### 모순론
마오쩌둥은 모순을 적대적 모순(敵對的矛盾, Antagonistic contradiction)과 비적대적 모순(非敵對的矛盾)으로 나눈 다음, 전자의 모순은 처음부터 끝의 과정까지 모순의 과정을 관통하며, 비폭력적으로 해결할 수 없는 모순, 즉 본질적 모순에 해당하고, 후자는 비폭력적으로 해결할 수 있는 모순이라고 하였다. 마오쩌둥의 모순론에 따르면, 전자의 경우는 계급 전쟁에서 최일선에 해당하는 모순인 프롤레타리아와 부르주아 사이의 모순이므로, 서로의 계급 전쟁에서 나름대로의 전략을 구사하는 과정에서 상당히 추상적이고 관념적이며 또한 갖가지 양태를 갖고 있는 모순으로 변화하게 된다. 예를 들면, 그것은 백인과 유색인종 사이의 싸움이 될 수 있으며, 제국주의자와 반제국주의자, 남성 권위주의자들과 여성 사이의 투쟁, 심지어 노동자와 농민 및 빈곤노동자 사이의 투쟁으로도 양태화될 수 있다. 마오쩌둥은 이것들이 본질적인 모순에 해당하는지, 그렇지 않는지 구분하기 위해서는 결국 매개 모순의 특수성, 즉, 모순의 진행도를 인식하고 그것을 정합(整合)하여 판단해야 한다고 본 것이다. 그리고 모순의 진행도가 제각각인 것은 프리드리히 엥겔스가 『자연변증법』(Dialektik der Natur)에서 논한 자연물 사이에서의 모순을 포함하여 모든 본질적인 모순이 가진 보편적인 것(보편성)이라고 주장하였다.
주요 모순은 상황에 따라 변할 수도 있다. 마오쩌둥의 모순론에 따르면, 주요 모순은 모순성의 특수성을 정합성에 따라 인식한 후에 판단될 수 있지만, 동시에 그것은 상황에 따라 또 유동적으로 변한다. 이러한 입장은 혁명에 현실성을 부여한 입장이라고 할 수 있다. 당시 이오시프 스탈린의 정식을 받아들인 기존의 공산주의자들은 다른 양태를 갖고 있는 모든 본질적 문제를 단적인 경제 관계 내에서 발생하는 투쟁으로 환원시키고 그것들의 속성을 근시안적으로 바라보는 경험주의적 단견을 갖고 있었다. 때문에 수많은 본질적 분쟁인 사건을 비본질적 분쟁으로 취급하는 결정적 오류를 범했다. 실제로 마오쩌둥의 비판 대상인 교조적인 공산주의자들은 농민은 소부르주아이기에 본질적인 혁명 동력이 없다고 봤으며, 사회 곳곳에서 나타나는 양분적 대립 등을 비본질적 모순으로 보아 그것들의 중요성을 무시했다. 마오쩌둥은 이러한 기조를 혁명에서의 소극주의 경향으로 단죄하였다. 그는 프롤레타리아와 부르주아 사이의 계급 투쟁 관계를 단순히 무산자-임금노동자와 유산자-사업가의 싸움으로 표시되는 것으로 보지 않았으며, 그것의 본질은 사실 무산자와 유산자 사이라는 간극보다는 혁명으로 나아가는 하나의 세력과, 반동으로 나가는 세력 사이의 간극이라고 본 것이다. 마오쩌둥이 혁명의 시기인 1920년대에서 1940년대 사이에 농촌에 기반한 농민운동에 중점을 둔 것도 바로 위와 같은 철학적 지론에서 나온 것이다.

### 문화 헤게모니 이론
안토니오 그람시은 자신의 저서 『옥중수고』(이탈리아어: Quaderni del carcere)에서 지식인을 '문화, 사상 등의 상부구조 영역을 담당하는 집단.'이라고 규정했다. 그리고 그는 지식인을 '전통적 지식인'(이탈리아어: intellettuali tradizionali)과 '유기적 지식인'(이탈리아어: intellettuali organici)으로 구별하였다. 전자는 기존 사회 체계에 뿌리를 박은 지식을 흡수한 지식인이며, 일반적인 지식인 집단을 가리킨다. 이들은 원칙적으로 부르주아 계급에 속하지 않은 독립적인 계급이다. 이들은 일시적으로 혁명적인 상황에 도취되어 혁명의 지지자가 될 수 있지만, 이들이 가진 의식상 기존의 이데올로그를 수호하는 계급적 성격을 버리기 힘들며, 기본적으로 방관자적 입장을 취한다. 따라서 그람시는 혁명의 주도 세력인 프롤레타리아에서 지식인이 나와야 함을 강조했는데, 바로 이것이 유기적 지식인이다. 유기적 지식인의 계급적 성격을 프롤레타리아이며, 혁명 상황에서 변증 정도를 체화하는 존재이다. 이 집단은 공산주의로의 이행을 위해 시시각각 스스로가 갖고 있는 지식 양태를 적절히 변화시키고 그것을 다시 실천을 통해 사회에 적용하여 앞으로 나아간다. 그람시는 노동계급이 스스로의 계급에서 유기적 지식인을 창조해내야 함을 강조한 동시에 전통적 지식인도 전략·전술적 측면에서 포섭해야 함을 강조했다.
또한 그는 자본주의 사회의 내구성의 원인이 자본가 계급이 스스로 창조해낸 문화에 있다고 하였다. 그람시는 이 문화라는 요소가 반영주의적 견해에서 본질적인 요소는 아니나, 현실적 측면에서 보면 아주 강력한 힘을 갖고 있는 것이라고 분석했다. 그는 정치 무대는 '정해진 온순한 목적'과 '목적에 수반하는 폭발적인 수단'이 양립하는 것이라고 하였고, 여기서 이탈리아 공화주의 사상가인 마키아벨리(Niccolo Machiavelli)의 현실주의를 채택하여 수단의 중요성을 재차 강조했다. 그리고 이 수단은 바로 '문화 패권'이라는 것이 그람시의 견해이며, 이 치밀한 사고에 진지전(이탈리아어: guerra di posizione, 陣地戰)·기동전(이탈리아어: guerra di manovra, 機動戰)이라는 개념을 더하였다. 진지전은 말그대로 참호를 파서 장구한 전략을 통해 상대의 참호 지형을 점유해나가는 방식으로 행하는 전술을 의미한다. 이 전술은 부르주아 문화 패권이 매우 강한 서유럽에서 행해져야 할 기본적인 투쟁 노선이며, 유기적 지식인이 이것을 담당해야 한다. 반면, 기동전은 가용 가능한 전투 인력을 차출하여 적의 방어선을 돌파하는 전술을 의미한다. 이 전략은 노동자의 전투적 의식이 강한 러시아 등지와 같은 곳에서 유용한 방식으로 이 방식으로 형성된 정권이 바로 소련이라고 하였다.
안토니오 그람시는 문화 영역과 정치 영역 내에서 다양한 변수를 분석하여 서유럽의 현실 정치에서 어떻게 사회주의로 나아가느냐를 치밀하게 고민했다. 그의 저서 『옥중수고』에는 서유럽의 혁명이 진지전을 통하여 어떻게 범적인 혁명으로 나아갈 수 있는지 분석했다. 그 결과 성립된 개념이 '역사적 블록'(이탈리아어: Blocco storico)과 '수동혁명'(이탈리아어: Rivoluzione passiva) 개념이다. 여기서 수동혁명이란 상부구조에서 권력을 행사하는 지배계급이 다양한 계급적, 비계급적 집단을 포섭하는 반혁명 행위를 일컬으며, 이러한 과정 속에서 지배계급이 주도하는 집단 내 정치적 블록이 형성되는데 이를 '역사적 블록'이라고 한다. 그러나, 수동혁명의 범용성은 진지전을 통해 공산주의로 나아가려는 프롤레타리아 계급에게도 같은 층위 내에서 거론될 수 있다. 이 혁명집단의 문화 투쟁은 수동혁명으로 규정되지 않으나, 이들은 진지전을 통하여 다양한 계급적, 비계급적 집단을 지배계급이 그러한 것처럼 똑같이 포섭할 수 있다.
그람시는 위와 같은 견해 외에도 국가주의, 군주제, 도시-농촌 문제, 시민사회 등 수많은 지형에 관한 혁명적 분석을 시도하였다. 그는 경제결정론적 사고에 경도된 혁명이 서유럽에서 실패하는 이유를 규명하였으며, 문화 투쟁이라는 새로운 공간에서의 투쟁 영역을 밝혔다는 점에서 마르크스-레닌주의의 문화 투쟁 이론에 지대한 영향을 끼쳤다.

## 평가
마르크스-레닌주의는 1930년대부터 냉전 시기 전반까지 인류 역사에서 강한 영향력을 행사했던 이념이었다. 따라서, 이 이념에 대한 평가는 상당히 많은 학자들에 의해 이루어졌고 그 평가치를 극단적으로 갈린다.

### 성과
서구 사회의 일부 사학자들과 경제학자들은 마르크스-레닌주의 단일 이념 통치가 지구 역사상 가장 수준이 높은 평등주의를 이루었다고 평가하며, 경제적 평등을 달성할 수 있는 가장 확실한 경제 정책과, 사회적 평등을 달성할 수 있게 하는 사회 서비스 개념을 실질적으로 정착·수출했다고 평한다.

#### 평등주의의 실현
본래 평등주의는 서구 계몽주의의 산물로서, 자유주의 이념의 기초를 이루고 있지만, 대부분의 학자들은 자유주의 이념이 봉건 사회의 신분 질서를 파괴한 것 이외의 실질적인 평등을 가져오지 못 하였다고 평가한다. 반면, 마르크스-레닌주의는 경제, 사회, 문화 영역에서 실질적인 평등주의를 실현한 유일한 사상이라는 점에서 주목을 받는다. 다만, 여기서의 평등은 모두가 똑같은 임금을 받고, 똑같은 음식을 먹고 , 똑같은 집에서 사는, 그러한 '균등'과는 거리가 멀다. 실제로 공산주의를 통치이념으로 삼은 국가들에서도 임금과 보수는 노동의 양과, 질, 성과 등에 따라 차등 분배되었다.
경제학자 토마스 피케티는 소비에트 연방 공산당 통치기 유라시아 지역의 실업 해소, 빈부격차의 해소, 사회 안전망 수준은 서구 선진국과 비교해도 상당히 높은 수준이었으며, 경제 영역에서 완전에 가까운 평등을 달성하였다고 평가하였다. 한편으로, 소비에트 연방의 붕괴 후 자본주의 경제가 들어서면서 이러한 이점이 완전하게 사라졌는데, 이는 세계 경제사에서 자유주의 경제 시스템과 마르크스-레닌주의 경제 시스템의 성격 차이를 극명하게 나타내는 것이라 평하였다.
사회학자이자, 공산주의 비판자인 폴 홀랜더(Paul Hollander)는 스탈린 시절 공산주의의 잔혹성을 비판하면서도, 스탈린 시절 마르크스-레닌주의 정권이 수백만을 아무런 저항이 없이 학살할 수 있던 비결로 ‘실질적인 평등 가치의 실현’을 들었으며, 공산당의 악행과 무관하게, 이들이 가져온 평등의 성과는 대중의 민주주의와 인권 의식을 충분히 희석시키고도 남았을 것이라 분석하였다.
이어서 홀랜더는, 반공주의 레토릭과는 달리 소비에트 연방 내에서 자행된 여러 정치적 사건이 사실상 대중의 광범위한 지지를 받았으며, 그 이유로 성공적인 사회 정책을 들었다. 그는 스탈린 시절 마르크스-레닌주의 단일 정부가 강압적인 시스템을 구축한 전체주의 성격을 가졌다고 지적하면서도, 즉각적인 주택 분배와 무상 의료 체계, 극도로 낮은 물가, 일자리 제공의 성립은 많은 지식인에게 긍정적인 이상을 주었다고 평하였다.
사학자 월터 샤이델(Walter Scheidel)은 마르크스-레닌주의 정부의 통치 역사에 대해 “평등의 진정한 실현이 강한 충격에 기초할 수밖에 없다는 것을 증명한 역사였다.”고 평가하였다. 이어서 그는, 마르크스-레닌주의 정부의 강압적인 정책이 소비에트 연방 내부 사회에 어떠한 부정적 영향을 주었다고 하더라도, 그러한 정책이 비공산권 서구 사회의 복지 정책과 사회 안전망 발전에 긍정적이면서도 강렬한 영향을 줬다고 분석했다.

#### 사회 진보의 촉진
사학자 데이비드 호프만(David Hoffmann), 실라 피츠패트릭(Sheila Fitzpatrick) 등은 마르크스-레닌주의 정부 정책이 서유럽과 북유럽과 복지 시스템 개선에 직접적인 영향을 주었고, 실제 여러 국가에서 발전된 모델이라고 평가받는 북유럽식 복지 체계는 소비에트 연방의 복지 정책에 대한 온건적 시행이라고 분석했다.
이러한 정책은 유럽에서 다시 아시아, 아랍, 남아메리카 등으로 이어졌다. 마르크스-레닌주의는 세계의 사회 정책 진보에 영향을 줬으며, 특히, 의료, 교육, 여성 정책, 장애인 재활 프로그램, 공공 주거 정책에 매우 긴밀한 영향을 줬다고 분석된다.

#### 빈곤국의 성장에 기여
경제가 발달하지 못 한 제3세계에서 마르크스-레닌주의는 실질적인 경제 개발책과 사회 부조리 일소 전략을 제시했다.
대부분의 국제학자들은 국제 질서에서 기존 민주주의 질서가 제3세계 및 극단적인 빈곤국가의 사회 정의를 세우는 데에 실패했으며, 오히려 악영향을 끼쳤다고 분석하고 있다. 반면, 마르크스-레닌주의 질서는 제3세계에 대한 실질적이면서도 대폭적인 지원을 약속하였고, 실제로 상당한 지원을 아끼지 않았다.
1988년 기준 소비에트 연방의 해외 원조액은 1,476억 USD로 명목 GDP의 7%에 해당하는 양이었으며, 이는 세계 최고 수준의 원조액이었다. 소비에트 연방의 지원을 받은 리비아 등과 같은 기타 아프리카 국가와 쿠바는 사회 부조리 일소와 극단적인 빈곤에 대한 즉각적인 해소에 성공하였으며, 지원을 받는 기간 내내 유아 사망률, 문맹률, 여성 권리 수준 등은 급속도로 개선되었다.
마르크스-레닌주의는 제국주의 대항에서 강한 사상적 기초로 작용했다. 특히, 중국, 베트남, 쿠바, 앙골라, 라오스, 캄보디아는 민족 해방 운동에서 직접적인 영향을 받았고, 이집트, 리비아, 시리아 등 기타 아랍 국가는 간접적인 영향을 받았다.

### 비판
마르크스-레닌주의에 대한 비판의 구심점은 각 학파나 이념 집단에 따라 다르나, 기본적으로 관료주의, 권위주의, 엘리트주의, 전체주의라는 네 가지 비판으로 요약된다.

#### 관료주의
같은 레닌주의 계열의 공산주의 이론 집단인 트로츠키주의 진영 내에서의 비판은 주로 관료주의와 관련된 비판이다. 레온 트로츠키는 이오시프 스탈린의 레닌 학설 해석으로 인해 사회주의 (마르크스의 변증법적 유물론에 의한 낮은 단계의 공산주의) 사회하에서 계급투쟁이 약화됐고, 그 결과 프롤레타리아 독재의 강화가 이루어지지 않게 됐다고 주장했다. 이 과정에서 '퇴보한 노동자 국가'(Degenerated workers' state)가 성립하게 된다. 1950년대 트로츠키주의자들은 이 퇴보한 노동자 국가인 소련의 영향을 받은 모든 인민민주주의 국가는 '기형적 노동자 국가'(Deformed workers' state)가 되었다고 비판하였다. 또한 그는 처음부터 이오시프 스탈린의 레닌주의 해석이 소련 초기의 노동자 관료 집단의 카르텔적 사고와 밀접한 연관을 갖고 있었다고 비판했다. 그리고 이 비판에 근거하면, 마르크스-레닌주의는 소련 초기에 형성된 타락한 노동자 관료들의 이념이다.
실제 소련에서 혁명가들은 관료화가 되었으며, 이로 인한 관료주의 문제가 걷잡을 수 없을 정도로 심각해지기도 하였다. 소련의 경우는 관료계층을 비판하는 용어로 노멘클라투라(номенклату́ра)라는 말이 있었다. 노멘클라투라는 정치적, 경제적 특권을 누리면서 부정축재를 하는 관료를 지칭하는 용어였다. 결국 이러한 관료주의 정체로 인해 자기부정을 통해 변화하는 패러다임에 적응한 서구권과 달리 마르크스-레닌주의자들은 혁신에 대한 의지를 상실하였으며 이는 동구권의 붕괴로 이어지게 되었다는 비판이 있다. 동시에 마르크스-레닌주의의 통일전선론은 오히려 산업노동자의 단결을 저해한 동시에 정권을 확실히 얻을 수 있는 기회를 놓치게 한 것이기에 국제혁명에도 방해가 되었다고 비판한다.

#### 권위주의
자유지상주의자들과 아나키스트들의 비판도 있다. 이들의 비판은 주로 당에 의한 독재, 자유사상 거부 및 탄압, 개인숭배 등으로 대표되는 권위주의 체제에 대한 비판으로 이루어져 있다. 이러한 비판은 좌익적인 자유지상주의자, 아나키스트에게도 공통적으로 제기되는 비판이다.
자유지상주의적 사회주의자인 노엄 촘스키는 "불법적 권위와 폭정의 옹호의 압축이라는 점에서 마르크스-레닌주의는 영미식 자유지상주의(우익 자유지상주의)와 다를 바 없다."라고 비판하였다.
마르크스-레닌주의에 기반한 일당 독재 정체(政體)는 자유주의를 포함하여 이와 유사한 사상을 지지하면 국가 권력을 동원하여 심한 탄압을 가했다. 그리고 이러한 일당 독재라는 정치적 성격은 최고 통치자에게 무소불위의 권력을 쥐어주는 원인이 되었으며, 이러한 연유로 일인독재로 변질될 가능성을 내포하고 있다는 비판도 존재한다. 정치적 반대자에 대한 가혹한 탄압은 마르크스-레닌주의가 ‘Tankie’(전차로 상대방을 깔아뭉개는 것을 좋아하는-)라는 명칭으로 불리는 이유이기도 하다.

#### 엘리트주의
폴란드 출신의 독일 공산주의자이자 경제학자인 로자 룩셈부르크는 블라디미르 레닌과의 논쟁에서 레닌의 사상을 '볼셰비키주의'(Bolschewismus)라고 칭한 다음, 레닌의 방식이 볼셰비키라고 불리는 소수 당원들과, 엘리트주의자들의 독재에 불과하다고 비판하였다. 레닌의 방식은 결국 직업혁명가와 노동관료의 선의에 의존해야 하는 엘리트주의로 변질되며, 이것은 공상적 사회주의자들이 주장한 ‘깨어있는 부르주아의 선의’와 다를 바가 없다고 비판하였다.
이어서 로자 룩셈부르크는 '노동자 자주관리'와 산업노동자 개개의 의사를 존중하는 프롤레타리아 의회라는 개념에 집중했던 것으로 보이며, 블라디미르 레닌은 위와 같은 개념을 ‘또 다른 교조주의’라고 비판하였다.
로자 룩셈부르크의 비판은 레닌주의에 대한 비판이었지만, 로자 룩셈부르크가 블라디미르 레닌에 대해 지적한 부분을 더욱 악화시킨 것이 마르크스-레닌주의라는 비판이 존재하기에, 결국 이 비판은 마르크스-레닌주의에 대한 비판으로도 해석할 수 있다.
영국의 분석철학자이자 수학자인 버트런드 러셀은 레닌주의가 근대에 부활한 플라톤의 철인 정치(Philosopher king Political System)와 다르지 않다고 보았다.

#### 전체주의
마르크스-레닌주의는 평등의 필요성을 근거로 전체주의를 정당화하는 논리라는 주장이 가장 흔한 비판으로 되고 있으며, 이는 자유주의자들이 주요 논지로 삼는 비판 중 하나이다. 이러한 비판을 대표하는 학자 및 작가는 앙리 베르그송, 위르겐 하버마스, 조지 오웰, 칼 포퍼, 한나 아렌트 등이 있다.
한나 아렌트는 마르크스-레닌주의를 유럽에서 발생한 파시즘과 나치즘이랑 동일선에 놓았다.
칼 포퍼는 플라톤의 전체주의적 철인정치의 대표적인 현대적 구현으로 마르크스-레닌주의를 들었다. 그에 따르면 마르크스-레닌주의는 기본적으로 역사법칙주의(Historicism)에 기반한 전체주의 원리의 파생물이다. 따라서 단선적이고 획일적인 단 하나의 진리주의를 설파하게 되며, 이 이념에 근거한 국가는 폐쇄를 지향하게 되고 다양성을 무조건 거부하게 되어있다. 더욱 큰 문제는 마르크스-레닌주의자들은 이념의 설파에서 그치지 않고, 이 이념에 기반한 실질적 행동을 집단적으로 개시한다는 점이다. 그 결과 이들이 주도하는 사회는 빠르게 퇴조되고 집단의 인식 수준도 심각하게 저하하여 모든 면에서 개방성과 경쟁력을 잃게 된다. 그리고 그는 반증주의 논리에 기반하여 마르크스-레닌주의의 철학 전제를 비판하였다. 그에 따르면, 마르크스-레닌주의는 그 자체가 오류라는 반대의 논리를 증명할 수 있는 명제가 성립될 수 없는 논리 구조이기에 과학이라고 할 수 없다.
하지만 이러한 비판이 적용될 정도로, 마르크스-레닌주의가 반증주의 논리에 어긋난다는 근거는 존재하지 않으며, 반증주의 논리 자체가 과학과 비과학을 구분할 수 있는 기준이 될 수 있는지도 회의적인 상태이다.
위르겐 하버마스는 숙의민주주의의 입장에서 마르크스-레닌주의를 좌파 파시즘이라는 용어로 비판하였다. 그에 따르면, 마르크스-레닌주의는 그 인식론의 기반부터 다원성을 거부하고 있으며, 획일적인 일원론 구조를 지향하고 있다. 이러한, 진리관이 명확한 철학이 지배하는 정치 공동체도 역시 교조화되고 전체주의라는 심각한 결함을 내보이게 될 수밖에 없다고 비판하였다.
스페인 내전에 참가한 사회주의자인 조지 오웰도 역시 이오시프 스탈린으로 대표되는 마르크스-레닌주의 사상의 전체주의적 폭력성을 비판하였다. 그는 마르크스-레닌주의는 인민의 해방이 아닌, 인민의 예속을 가져오는 신념 체계에 불과하다고 하였으며, 스탈린의 가혹한 통치를 비판하였다. 그의 이러한 입장이 들어간 대표적인 소설 작품이 바로 《동물 농장》, 《1984년》이다.

## 관련 집단
본래 유럽 내 사회주의 운동에서 블라디미르 레닌의 마르크스주의 해석을 따르는 사회주의 정당은 극히 적었으나, 1919년 3월 2일 코민테른(Comintern) 창립 기점으로 수많은 공산당이 생겨났다. 이 국제당에 가입된 공산당은 각자 레닌주의 해석이 달랐기에 '공산주의'라는 추상적 가치에만 단일성을 갖고 있었으나, 1934년 8월 2일 코민테른 7차 대회 이후에는 마르크스-레닌주의가 단일 이념으로 정해졌다. 1943년 5월 15일에 해체된 후로는 주로 소련의 지원을 받으며 성장한 각국 공산당이 마르크스-레닌주의 이념을 따르고 있었다. 때문에, 1991년 소련이 붕괴된 이후 마르크스-레닌주의에 기반한 공산당의 규모는 크게 축소된다.
현재는 1998년 그리스 공산당 주도로 창설된 공산당-노동자당 국제 회의(International Meeting of Communist and Workers Parties)가 있다. 하지만, 이 국제단체는 '공산주의'를 내세울 뿐, 마르크스-레닌주의를 공식 이념으로 내세우지는 않고 있다. 그렇기에 내부 노선 갈등도 심한 편이다. 그러나, 대다수 가입된 공산당이 마르크스-레닌주의를 공식 이념으로 갖고 있기에 사실상 마르크스-레닌주의 국제단체로 취급받고 있다. 마르크스-레닌주의 정당 조직 국제회의 국제파(ICMLPO-IN), 마르크스-레닌주의 정당 조직 국제회의 통합투쟁파(ICMLPO-U&S), 혁명 정당 조직 국제협력(ICOR)은 공식적으로 마르크스-레닌주의의 계승을 내세우는 국제 단체이지만, 규모는 공산당-노동자당 국제 회의에 비해 훨씬 작다.

### 현존하는 마르크스-레닌주의 국가
- 라오스: 1975년에 파테트라오가 라오스 왕국을 폐지시키고 라오스 인민민주공화국을 수립하였다.
- 베트남: 베트남 공산당이 1945년 8월 혁명을 통하여 민주공화국을 선포하고 1975년에 통일이 되면서 베트남사회주의공화국이 성립하였다.
- 중화인민공화국: 1949년에 중국 공산당이 제2차 국공내전에서 승리하고 중화인민공화국을 수립하였다. 2002년 제16차 중국공산당 전국대표대회에서 마르크스-레닌주의, 마오쩌둥 사상, 삼개대표사상을 세 기반 이념으로 규정하였다.
- 쿠바: 7월 26일 운동(現 쿠바 공산당)이 1959년에 바티스타 독재정권을 몰아내고 사회주의 국가를 수립하였다.

### 현존하는 마르크스-레닌주의 정당
| 국가                   | 정당                                                                     | 이념                                                        | 의석수        | 활동 권리 |
| ---------------------- | ------------------------------------------------------------------------ | ----------------------------------------------------------- | ------------- | --------- |
| 그리스                 | 그리스 공산당(KKE, 1918년 11월 17일 ~ )                                  | 마르크스-레닌주의                                           | 15 / 300      | 합법      |
| 그리스                 | 그리스 공산당 ML파(KKE-ML, 1976년 11월 ~ )                               | 마르크스-레닌주의(반수정주의)·마오쩌둥 사상                 | 0 / 300       | 합법      |
| 네덜란드               | 네덜란드 신공산당(NCPN, 1992년 ~ )                                       | 마르크스-레닌주의                                           | 0 / 150       | 합법      |
| 네팔                   | 네팔 공산당 통합파(NCP, 2018년 5월 17일 ~ )                              | 마르크스-레닌주의(의회주의)·마오쩌둥 사상                   | 174 / 275     | 합법      |
| 네팔                   | 네팔 노동자농민당(NMKP, 1975년 1월 23일 ~ )                              | 마르크스-레닌주의(반수정주의)·주체사상                      | 1 / 275       | 합법      |
| 노르웨이               | 노르웨이 공산당(NKP, 1923년 11월 4일 ~ )                                 | 마르크스-레닌주의                                           | 0 / 169       | 합법      |
| 니카라과               | 니카라과 인민행동운동 ML파(MAP-ML, 1972년 ~ )                            | 마르크스-레닌주의(반수정주의)·호자주의                      | 0 / 92        | 합법      |
| 덴마크                 | 덴마크 공산당(KPiD, 1990년 ~ )                                           | 마르크스-레닌주의                                           | 0 / 179       | 합법      |
| 덴마크                 | 덴마크 노동자 공산당(AKP, 2000년 4월 ~ )                                 | 마르크스-레닌주의(반수정주의)·호자주의                      | 0 / 179       | 합법      |
| 독일                   | 독일 공산당(DKP, 1968년 ~ )                                              | 마르크스-레닌주의                                           | 0 / 709       | 합법      |
| 독일                   | 독일 ML당(MLPD, 1982년 7월 20일 ~ )                                      | 마르크스-레닌주의(반수정주의)                               | 0 / 709       | 합법      |
| 라오스                 | 라오인민혁명당(LPRP, 1955년 3월 22일 ~ )                                 | 마르크스-레닌주의(시장사회주의)                             | 144 / 149     | 합법      |
| 러시아                 | 러시아 공산당(KR, 2012년 4월 22일 ~ )                                    | 마르크스-레닌주의(반수정주의)                               | 0 / 450       | 합법      |
| 러시아                 | 러시아 연방 공산당(KPRF, 1993년 2월 14일 ~ )                             | 마르크스-레닌주의(의회주의)                                 | 43 / 450      | 합법      |
| 레바논                 | 레바논 공산당(LCP, 1924년 10월 24일 ~ )                                  | 마르크스-레닌주의                                           | 0 / 128       | 합법      |
| 멕시코                 | 멕시코 공산당 ML파(PCM-ML, 1978년 3월 4일 ~ )                            | 마르크스-레닌주의(반수정주의)·호자주의                      | 0 / 500       | 합법      |
| 미국                   | 미국 진보노동당(PLP, 1961년 1월 ~ )                                      | 마르크스-레닌주의(반수정주의)                               | 0 / 435       | 합법      |
| 미국                   | 미국 혁명공산당(Revcom, 1975년 ~ )                                       | 마오쩌둥 사상                                               | 0 / 435       | 합법      |
| 미얀마                 | 버마 공산당(CPB, 1939년 8월 15일 ~ )                                     | 마르크스-레닌주의(반수정주의)·마오쩌둥 사상                 | 0 / 440       | 불법      |
| 방글라데시             | 방글라데시 공산당(CPB, 1968년 ~ )                                        | 마르크스-레닌주의·마오쩌둥 사상                             | 0 / 350       | 합법      |
| 방글라데시             | 방글라데시 노동당(WPB, 1980년 ~ )                                        | 마르크스-레닌주의(반수정주의)·마오쩌둥 사상                 | 4 / 350       | 합법      |
| 베네수엘라             | 베네수엘라 공산당(PCV, 1931년 3월 5일 ~ )                                | 마르크스-레닌주의                                           | 6 / 167       | 합법      |
| 베트남                 | 베트남 공산당(CPV, 1930년 2월 3일 ~ )                                    | 마르크스-레닌주의(시장사회주의)·호치민 사상                 | 465 / 484     | 합법      |
| 벨라루스               | 벨라루스 공산당(KPB, 1996년 ~ )                                          | 마르크스-레닌주의                                           | 8 / 110       | 합법      |
| 볼리비아               | 볼리비아 공산당(PCB, 1950년 1월 17일 ~ )                                 | 마르크스-레닌주의                                           | 0 / 130       | 합법      |
| 볼리비아               | 볼리비아 공산당 MLM파(PCB-MLM, 1965년 4월 15일 ~ )                       | 마르크스-레닌-마오쩌둥주의                                  | 0 / 130       | 합법      |
| 부르키나파소           | 부르키나파소 혁명공산당(PCRV, 1978년 10월 1일 ~ )                        | 마르크스-레닌주의(반수정주의)·호자주의                      | 0 / 127       | 합법      |
| 브라질                 | 브라질 공산당(PCdoB, 1962년 2월 18일 ~ )                                 | 마르크스-레닌주의                                           | 8 / 513       | 합법      |
| 브라질                 | 브라질 혁명공산당(PCR, 1966년 5월 ~ )                                    | 마르크스-레닌주의(반수정주의)·호자주의                      | 0 / 513       | 합법      |
| 스웨덴                 | 스웨덴 공산당 ML파(KPML, 1970년 ~ )                                      | 마르크스-레닌주의                                           | 0 / 349       | 합법      |
| 스페인                 | 스페인 공산당 ML파(PCE-ML, 1964년 12월 17일 ~ )                          | 마르크스-레닌주의(반수정주의)·호자주의                      | 0 / 350       | 합법      |
| 스페인                 | 스페인 공산주의노동자당(PCOE, 1973년 ~ )                                 | 마르크스-레닌주의(반수정주의)                               | 0 / 350       | 합법      |
| 스페인                 | 스페인 인민공산당(PCPE, 1984년 12월 15일 ~ )                             | 마르크스-레닌주의·국제주의                                  | 0 / 350       | 합법      |
| 슬로바키아             | 슬로바키아 공산당(KSS, 1992년 8월 29일 ~ )                               | 마르크스-레닌주의                                           | 0 / 150       | 합법      |
| 아르헨티나             | 아르헨티나 공산당(PCA, 1918년 1월 6일 ~ )                                | 마르크스-레닌주의                                           | 0 / 257       | 합법      |
| 아르헨티나             | 아르헨티나 혁명공산당(PCR, 1968년 1월 6일 ~ )                            | 마르크스-레닌-마오주의                                      | 0 / 257       | 합법      |
| 아이슬란드             | 아이슬란드 공산당 ML파(KFI-ML, 1976년 4월 ~ )                            | 마르크스-레닌주의(반수정주의)·호자주의                      | 0 / 63        | 합법      |
| 아일랜드               | 아일랜드 공산당(CPI, 1933년 6월 3일 ~ )                                  | 마르크스-레닌주의                                           | 0 / 158       | 합법      |
| 아제르바이잔           | 아제르바이잔 공산당(AKP, 1993년 ~ )                                      | 마르크스-레닌주의(반수정주의)                               | 0 / 125       | 합법      |
| 아프가니스탄           | 아프가니스탄 공산당 마오파(HKA-Mao, 2004년 ~ )                           | 마르크스-레닌-마오쩌둥주의                                  | 0 / 238       | 불법      |
| 알바니아               | 알바니아 공산당(PKSH, 1991년 ~ )                                         | 마르크스-레닌주의(반수정주의)·호자주의                      | 0 / 140       | 합법      |
| 에콰도르               | 에콰도르 마르크스-레닌주의 공산당(PCMLE, 1964년 8월 1일 ~ )              | 마르크스-레닌주의(반수정주의)·호자주의                      | 0 / 137       | 합법      |
| 영국                   | 영국 공산당(CPB, 1920년 6월 31일 ~ )                                     | 마르크스-레닌주의(의회주의)                                 | 0 / 650       | 합법      |
| 영국                   | 영국 공산당 ML파(CPGB-ML, 2004년 7월 3일 ~ )                             | 마르크스-레닌주의(반수정주의)                               | 0 / 650       | 합법      |
| 오스트리아             | 오스트리아 노동당(PdA, 2013년 10월 12일 ~ )                              | 마르크스-레닌주의(반수정주의)                               | 3 / 183       | 합법      |
| 우루과이               | 우루과이 혁명공산당(PCRU, 1972년 ~ )                                     | 마르크스-레닌주의(반수정주의)·마오쩌둥 사상                 | 0 / 99        | 합법      |
| 우크라이나             | 우크라이나 공산당(KPU, 1993년 6월 19일 ~ )                               | 마르크스-레닌주의                                           | 0 / 450       | 불법      |
| 우크라이나             | 우크라이나 공산주의자동맹(SKU, 1992년 12월 ~ )                           | 마르크스-레닌주의(반수정주의)                               | 0 / 450       | 불법      |
| 이란                   | 이란 노동당(HKI, 1965년 ~ )                                              | 마르크스-레닌주의(반수정주의)·호자주의                      | 0 / 270       | 불법      |
| 이스라엘               | 이스라엘 공산당(Rakah, 1965년 9월 1일 ~ )                                | 마르크스-레닌주의                                           | 3 / 120       | 합법      |
| 이탈리아               | 이탈리아 공산당 ML파(PC-ML, 2009년 7월 3일 ~ )                           | 마르크스-레닌주의(반수정주의)                               | 0 / 630       | 합법      |
| 이탈리아               | [[파일:\|22x20px\|border \|alt=]] 이탈리아 ML당(PMLI, 1977년 4월 9일 ~ ) | 마르크스-레닌주의(반수정주의)·마오쩌둥 사상                 | 0 / 630       | 합법      |
| 인도                   | 인도 공산당 마오파(CPI-Mao, 2004년 9월 21일 ~ )                          | 마르크스-레닌-마오주의                                      | 0 / 545       | 불법      |
| 조선민주주의인민공화국 | 조선로동당(WPK, 1945년 10월 10일 ~ )                                     | 마르크스-레닌주의(반수정주의)·주체사상                      | 607 / 687     | 합법      |
| 중화인민공화국         | 중국공산당(CPC, 1921년 7월 23일 ~ )                                      | 마르크스-레닌주의(시장사회주의)·마오쩌둥 사상·덩샤오핑 이론 | 2,119 / 2,980 | 합법      |
| 칠레                   | 칠레 공산당(PCCh, 1922년 1월 2일 ~ )                                     | 마르크스-레닌주의(의회주의)                                 | 8 / 120       | 합법      |
| 캐나다                 | 캐나다 공산당 ML파(CPC-ML, 1970년 3월 31일 ~ )                           | 마르크스-레닌주의(반수정주의)·호자주의                      | 0 / 338       | 합법      |
| 쿠바                   | 쿠바 공산당(PCC, 1965년 10월 3일 ~ )                                     | 마르크스-레닌주의·게바라주의                                | 605 / 605     | 합법      |
| 터키                   | 터키 공산당 ML파(TKP-ML, 1972년 4월 24일 ~ )                             | 마르크스-레닌-마오쩌둥주의                                  | 0 / 550       | 불법      |
| 터키                   | 터키 노동당(EMEP, 1996년 11월 25일 ~ )                                   | 마르크스-레닌주의(반수정주의)                               | 0 / 550       | 합법      |
| 토고                   | 토고 공산당(PCT, 1980년 5월 4일 ~ )                                      | 마르크스-레닌주의(반수정주의)·호자주의                      | 0 / 91        | 합법      |
| 팔레스타인             | 팔레스타인 공산당(PKP, 1924년 ~ )                                        | 마르크스-레닌주의                                           | 0 / 132       | 합법      |
| 페루                   | 페루 공산당 ‘빛나는 길’(PCP-SL, 1969년 ~ )                               | 마르크스-레닌-마오쩌둥주의                                  | 0 / 130       | 불법      |
| 포르투갈               | 포르투갈 노동자공산당(PCTP, 1970년 9월 18일 ~ )                          | 마르크스-레닌주의(반수정주의)·마오쩌둥 사상                 | 0 / 230       | 합법      |
| 폴란드                 | 폴란드 공산당(KPP, 2002년 10월 9일 ~ )                                   | 마르크스-레닌주의(반수정주의)                               | 0 / 460       | 합법      |
| 프랑스                 | 프랑스 노동자공산당(PCOF, 1979년 ~ )                                     | 마르크스-레닌주의(반수정주의)·호자주의                      | 0 / 577       | 합법      |
| 핀란드                 | 핀란드 공산주의노동자당(KTP, 1988년 ~ )                                  | 마르크스-레닌주의(반수정주의)                               | 0 / 200       | 합법      |
| 필리핀                 | 필리핀 민족민주전선(NDF, 1973년 4월 24일 ~ )                             | 마르크스-레닌-마오쩌둥주의                                  | 0 / 294       | 불법      |
| 헝가리                 | 헝가리 노동당(MM, 1989년 12월 17일 ~ )                                   | 마르크스-레닌주의·카다르주의                                | 0 / 199       | 합법      |
| 호주                   | 호주 공산당(CPA, 1971년 ~ )                                              | 마르크스-레닌주의                                           | 0 / 150       | 합법      |
| 호주                   | 호주 공산당 ML파(CPA-ML, 1964년 3월 15일 ~ )                             | 마르크스-레닌주의(반수정주의)·마오쩌둥 사상                 | 0 / 150       | 합법      |

### 현존하는 무장 집단
의회주의 노선을 받아들이지 않은 각국 마르크스-레닌주의자들은 무장투쟁노선에 따라 불법 유격 활동을 벌이며, 대부분 마오쩌둥 사상을 채택하고 있다. 본 문서는 마르크스-레닌주의 국가가 아닌 곳에서 활동하고 있는 마르크스-레닌주의 무장 집단만 서술한다.
| 국가     | 지도 정당               | 군사 조직                      | 이념                       |
| -------- | ----------------------- | ------------------------------ | -------------------------- |
| 인도     | 인도 공산당 마오파      | 낙살라이트(1969년 4월 22일 ~ ) | 마오쩌둥 사상              |
| 콜롬비아 | 콜롬비아 비밀 공산당    | 무장혁명군(1964년 5월 27일 ~ ) | 마르크스-레닌주의          |
| 페루     | 페루 공산당 '빛나는 길' | 인민유격대(1982년 12월 3일 ~ ) | 마오쩌둥 사상              |
| 필리핀   | 필리핀 민족민주전선     | 신인민군(1969년 3월 29일 ~ )   | 마르크스-레닌-마오쩌둥주의 |

## 같이 보기
- 소련
- 블라디미르 레닌
- 이오시프 스탈린
- 사회주의 국가
- 공산주의 국가
- 레닌주의
- 스탈린주의
- 마오쩌둥 사상
- 호자주의
- 반수정주의
- 혁명적 사회주의
- 인민
- 평민
- 대중
- 민중 (또는 인민대중)
- 군중
- 민중민주주의 (또는 인민민주주의)
- 프롤레타리아
- 프롤레타리아 혁명
  - 프롤레타리아 독재
- 해방신학
- 민중신학
- 민중사학
- 좌파 민족주의 (한국민족문화대백과사전 "민족주의" 항목 참조)
- 마르크스주의
- 레닌주의
- 인민대중제일주의